# Danh sách loài nhện trong họ Salticidae
Các loài nhện nhảy trong họ Salticidae gồm khoảng 5775 loài hiện hữu trong 20 phân họ, 616 chi và 58 loài chỉ còn hóa thạch.

## Abracadabrella
Abracadabrella Żabka, 1991
- Abracadabrella birdsville Żabka, 1991
- Abracadabrella elegans (L. Koch, 1879)
- Abracadabrella lewiston Żabka, 1991

## Acragas
Acragas Simon, 1900
- Acragas carinatus Crane, 1943
- Acragas castaneiceps Simon, 1900
- Acragas erythraeus Simon, 1900
- Acragas fallax (Peckham & Peckham, 1896)
- Acragas hieroglyphicus (Peckham & Peckham, 1896)
- Acragas humaitae Bauab & Soares, 1978
- Acragas humilis Simon, 1900
- Acragas leucaspis Simon, 1900
- Acragas longimanus Simon, 1900
- Acragas longipalpus (Peckham & Peckham, 1885)
- Acragas mendax Bauab & Soares, 1978
- Acragas miniaceus Simon, 1900
- Acragas nigromaculatus (Mello-Leitão, 1922)
- Acragas pacatus (Peckham & Peckham, 1896)
- Acragas peckhami (Chickering, 1946)
- Acragas procalvus Simon, 1900
- Acragas quadriguttatus (F. O. P.-Cambridge, 1901)
- Acragas rosenbergi Simon, 1901
- Acragas trimaculatus Mello-Leitão, 1917
- Acragas zeteki (Chickering, 1946)

## Admestina
Admestina Peckham & Peckham, 1888
- Admestina archboldi Piel, 1992
- Admestina tibialis (C. L. Koch, 1846)
- Admestina wheeleri Peckham & Peckham, 1888

## Admesturius
Admesturius Galiano, 1988
- Admesturius bitaeniatus (Simon, 1901)
- Admesturius mariaeugeniae Bustamante & Scioscia, 2014 - Antofagasta, La Serena[3]
- Admesturius schajovskoyi Galiano, 1988

## Adoxotoma
Adoxotoma Simon, 1909
- Adoxotoma bargo Żabka, 2001
- Adoxotoma chionopogon Simon, 1909
- Adoxotoma embolica Gardzińska & Żabka, 2010
- Adoxotoma forsteri Żabka, 2004
- Adoxotoma hannae Żabka, 2001
- Adoxotoma justyniae Żabka, 2001
- Adoxotoma nigroolivacea Simon, 1909
- Adoxotoma nitida Gardzińska & Żabka, 2010
- Adoxotoma nodosa (L. Koch, 1879)
- Adoxotoma sexmaculata Gardzińska & Żabka, 2010

## Aelurillus
Aelurillus Simon, 1884

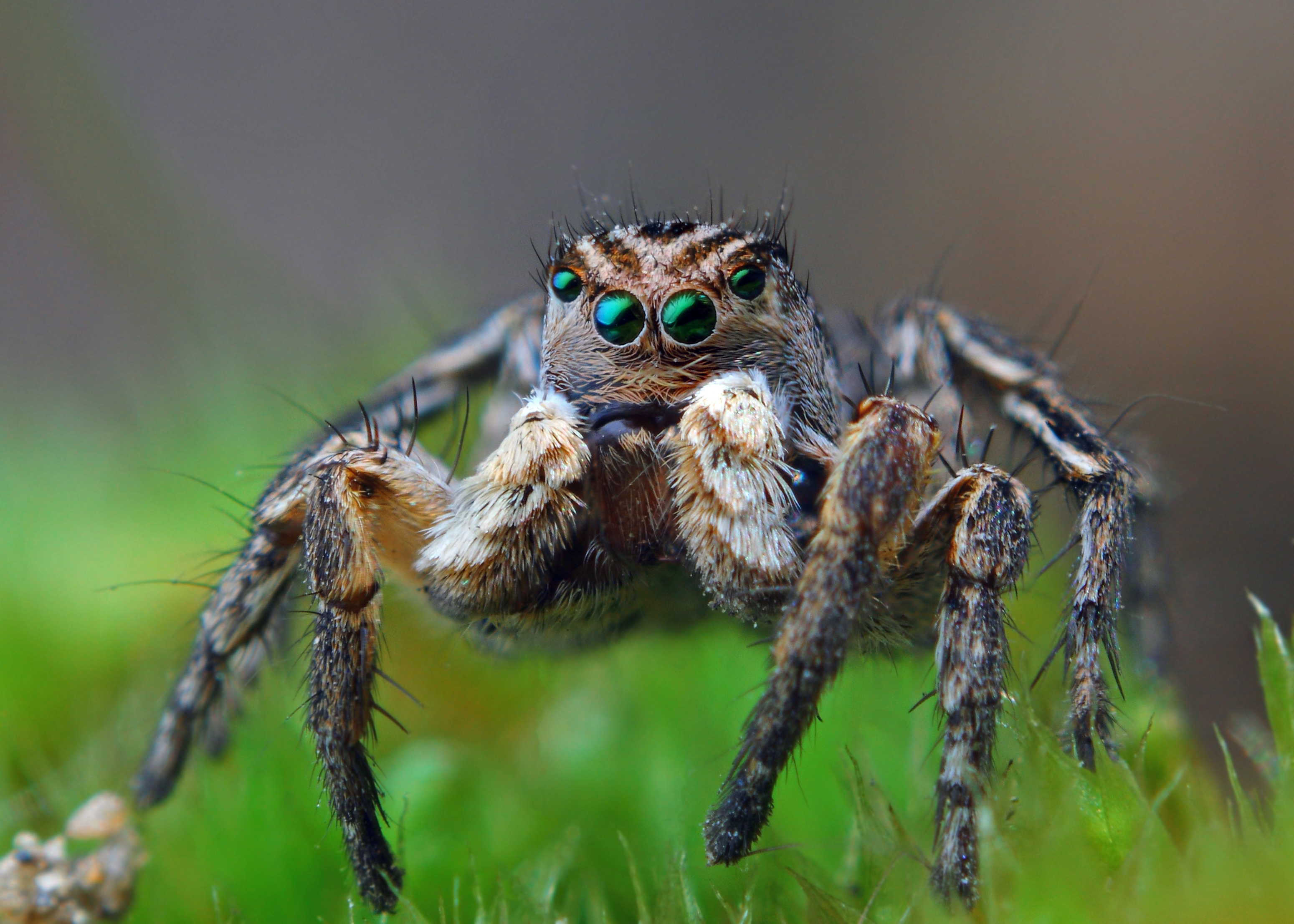
Aelurillus v-insignitus, Hungary

- Aelurillus aeruginosus (Simon, 1871)
- Aelurillus afghanus Azarkina, 2006
- Aelurillus andreevae Nenilin, 1984
- Aelurillus angularis Prószyński, 2000
- Aelurillus ater (Kroneberg, 1875)
- Aelurillus balearus Azarkina, 2006
- Aelurillus basseleti (Lucas, 1846)
- Aelurillus blandus (Simon, 1871)
- Aelurillus bokerinus Prószyński, 2003
- Aelurillus bosmansi Azarkina, 2006
- Aelurillus brutus Wesolowska, 1996
- Aelurillus catherinae Prószyński, 2000
- Aelurillus catus Simon, 1886
- Aelurillus cognatus (O. P.-Cambridge, 1872)
- Aelurillus concolor Kulczyński, 1901
- Aelurillus conveniens (O. P.-Cambridge, 1872)
- Aelurillus cretensis Azarkina, 2002
- Aelurillus cristatopalpus Simon, 1902
- Aelurillus cypriotus Azarkina, 2006
- Aelurillus dorthesi (Audouin, 1826)
- Aelurillus dubatolovi Azarkina, 2003
- Aelurillus faragallai Prószyński, 1993
- Aelurillus galinae Wesolowska & van Harten, 2010
- Aelurillus gershomi Prószyński, 2000
- Aelurillus guecki Metzner, 1999
- Aelurillus helvenacius Logunov, 1993
- Aelurillus hirtipes Denis, 1960
- Aelurillus improvisus Azarkina, 2002
- Aelurillus jerusalemicus Prószyński, 2000
- Aelurillus jocquei Wesolowska & A. Russell-Smith, 2011
- Aelurillus kochi Roewer, 1951
- Aelurillus kopetdaghi Wesolowska, 1996
- Aelurillus kronestedti Azarkina, 2004
- Aelurillus laniger Logunov & Marusik, 2000
- Aelurillus latebricola Spassky, 1941
- Aelurillus leipoldae (Metzner, 1999)
- Aelurillus logunovi Azarkina, 2004
- Aelurillus lopadusae Cantarella, 1983
- Aelurillus lucasi Roewer, 1951
- Aelurillus luctuosus (Lucas, 1846)
- Aelurillus lutosus (Tyschchenko, 1965)
- Aelurillus madagascariensis Azarkina, 2009
- Aelurillus marusiki Azarkina, 2002
- Aelurillus minimontanus Azarkina, 2002
- Aelurillus mirabilis Wesolowska, 2006
- Aelurillus m-nigrum Kulczyński, 1891
- Aelurillus monardi (Lucas, 1846)
- Aelurillus muganicus Dunin, 1984
- Aelurillus nabataeus Prószyński, 2003
- Aelurillus nenilini Azarkina, 2002
- Aelurillus numidicus (Lucas, 1846)
- Aelurillus plumipes (Thorell, 1875)
- Aelurillus politiventris (O. P.-Cambridge, 1872)
- Aelurillus quadrimaculatus Simon, 1889
- Aelurillus reconditus Wesolowska & van Harten, 1994
- Aelurillus rugatus (Bösenberg & Lenz, 1895)
- Aelurillus russelsmithi Azarkina, 2009
- Aelurillus sahariensis Berland & Millot, 1941
- Aelurillus schembrii Cantarella, 1982
- Aelurillus simoni (Lebert, 1877)
- Aelurillus simplex (Herman, 1879)
- Aelurillus spinicrus (Simon, 1871)
- Aelurillus stanislawi (Prószyński, 1999)
- Aelurillus steinmetzi Metzner, 1999
- Aelurillus steliosi Dobroruka, 2002
- Aelurillus subaffinis Caporiacco, 1947
- Aelurillus subfestivus Saito, 1934
- Aelurillus tumidulus Wesolowska & Tomasiewicz, 2008
- Aelurillus unitibialis Azarkina, 2002
- Aelurillus v-insignitus (Clerck, 1757)
  - Aelurillus v-insignitus morulus (Simon, 1937)
  - Aelurillus v-insignitus obsoletus Kulczyński, 1891

## Afraflacilla
Afraflacilla Berland & Millot, 1941
- Afraflacilla antineae (Denis, 1954)
- Afraflacilla asorotica (Simon, 1890)
- Afraflacilla bamakoi Berland & Millot, 1941
- Afraflacilla berlandi Denis, 1955
- Afraflacilla courti Żabka, 1993
- Afraflacilla epiblemoides (Chyzer, 1891)
- Afraflacilla grayorum Żabka, 1993
- Afraflacilla gunbar Żabka & Gray, 2002
- Afraflacilla huntorum Żabka, 1993
- Afraflacilla milledgei Żabka & Gray, 2002
- Afraflacilla risbeci Berland & Millot, 1941
- Afraflacilla scenica Denis, 1955
- Afraflacilla similis Berland & Millot, 1941
- Afraflacilla stridulator Żabka, 1993
- Afraflacilla vestjensi Żabka, 1993
- Afraflacilla wadis (Prószyński, 1989)
- Afraflacilla yeni Żabka, 1993

## Afrobeata
Afrobeata Caporiacco, 1941
- Afrobeata firma Wesolowska & van Harten, 1994
- Afrobeata latithorax Caporiacco, 1941
- Afrobeata magnifica Wesolowska & Russell-Smith, 2000

## Afromarengo
Afromarengo Benjamin, 2004
- Afromarengo coriacea (Simon, 1900)
- Afromarengo lyrifera (Wanless, 1978)

## Agelista
Agelista Simon, 1900
- Agelista andina Simon, 1900

## Agobardus
Agobardus Keyserling, 1885
- Agobardus anormalis Keyserling, 1885
  - Agobardus anormalis montanus Bryant, 1943
- Agobardus blandus Bryant, 1947
- Agobardus brevitarsus Bryant, 1943
- Agobardus cubensis (Franganillo, 1935)
- Agobardus fimbriatus Bryant, 1940
- Agobardus keyserlingi Bryant, 1940
- Agobardus mandibulatus Bryant, 1940
- Agobardus mundus Bryant, 1940
- Agobardus obscurus Bryant, 1943
- Agobardus perpilosus Bryant, 1943
- Agobardus prominens Bryant, 1940

## Agorius
Agorius Thorell, 1877
- Agorius baloghi Szüts, 2003
- Agorius borneensis Edmunds & Prószyński, 2001
- Agorius cinctus Simon, 1901
- Agorius constrictus Simon, 1901
- Agorius formicinus Simon, 1903
- Agorius gracilipes Thorell, 1877
- Agorius kerinci Prószyński, 2009
- Agorius lindu Prószyński, 2009
- Agorius saaristoi Prószyński, 2009
- Agorius semirufus Simon, 1901

## Aillutticus
Aillutticus Galiano, 1987
- Aillutticus knysakae Ruiz & Brescovit, 2006
- Aillutticus montanus Ruiz & Brescovit, 2006
- Aillutticus nitens Galiano, 1987
- Aillutticus pinquidor Galiano, 1987
- Aillutticus raizeri Ruiz & Brescovit, 2006
- Aillutticus rotundus Galiano, 1987
- Aillutticus soteropolitano Ruiz & Brescovit, 2006
- Aillutticus viripotens Ruiz & Brescovit, 2006

## Ajaraneola
Ajaraneola Wesolowska & A. Russell-Smith, 2011
- Ajaraneola mastigophora Wesolowska & A. Russell-Smith, 2011

## Akela
Akela Peckham & Peckham, 1896
- Akela charlottae Peckham & Peckham, 1896
- Akela fulva Dyal, 1935
- Akela ruricola Galiano, 1999

## Albionella
Albionella Chickering, 1946
- Albionella propria Chickering, 1946

## Alcmena
Alcmena C. L. Koch, 1846
- Alcmena amabilis C. L. Koch, 1846
- Alcmena psittacina C. L. Koch, 1846
- Alcmena tristis Mello-Leitão, 1945
- Alcmena vittata Karsch, 1880

## Alfenus
Alfenus Simon, 1902
- Alfenus calamistratus Simon, 1902
- Alfenus chrysophaeus Simon, 1903

## Allococalodes
Allococalodes Wanless, 1982
- Allococalodes alticeps Wanless, 1982
- Allococalodes cornutus Wanless, 1982
- Allococalodes madidus Maddison, 2009

## Allodecta
Allodecta Bryant, 1950
- Allodecta maxillaris Bryant, 1950

## Amatorculus
Amatorculus Ruiz & Brescovit, 2005
- Amatorculus cristinae Ruiz & Brescovit, 2006
- Amatorculus stygius Ruiz & Brescovit, 2005

## Amphidraus
Amphidraus Simon, 1900
- Amphidraus argentinensis Galiano, 1997
- Amphidraus auriga Simon, 1900
- Amphidraus duckei Galiano, 1967
- Amphidraus santanae Galiano, 1967

## Amycus
Amycus C. L. Koch, 1846
- Amycus amrishi Makhan, 2006
- Amycus annulatus Simon, 1900
- Amycus ectypus Simon, 1900
- Amycus equulus Simon, 1900
- Amycus flavicomis Simon, 1900
- Amycus flavolineatus C. L. Koch, 1846
- Amycus igneus (Perty, 1833)
- Amycus lycosiformis Taczanowski, 1878
- Amycus pertyi Simon, 1900
- Amycus rufifrons Simon, 1900
- Amycus spectabilis C. L. Koch, 1846

## Anarrhotus
Anarrhotus Simon, 1902
- Anarrhotus fossulatus Simon, 1902

## Anasaitis
Anasaitis Bryant, 1950

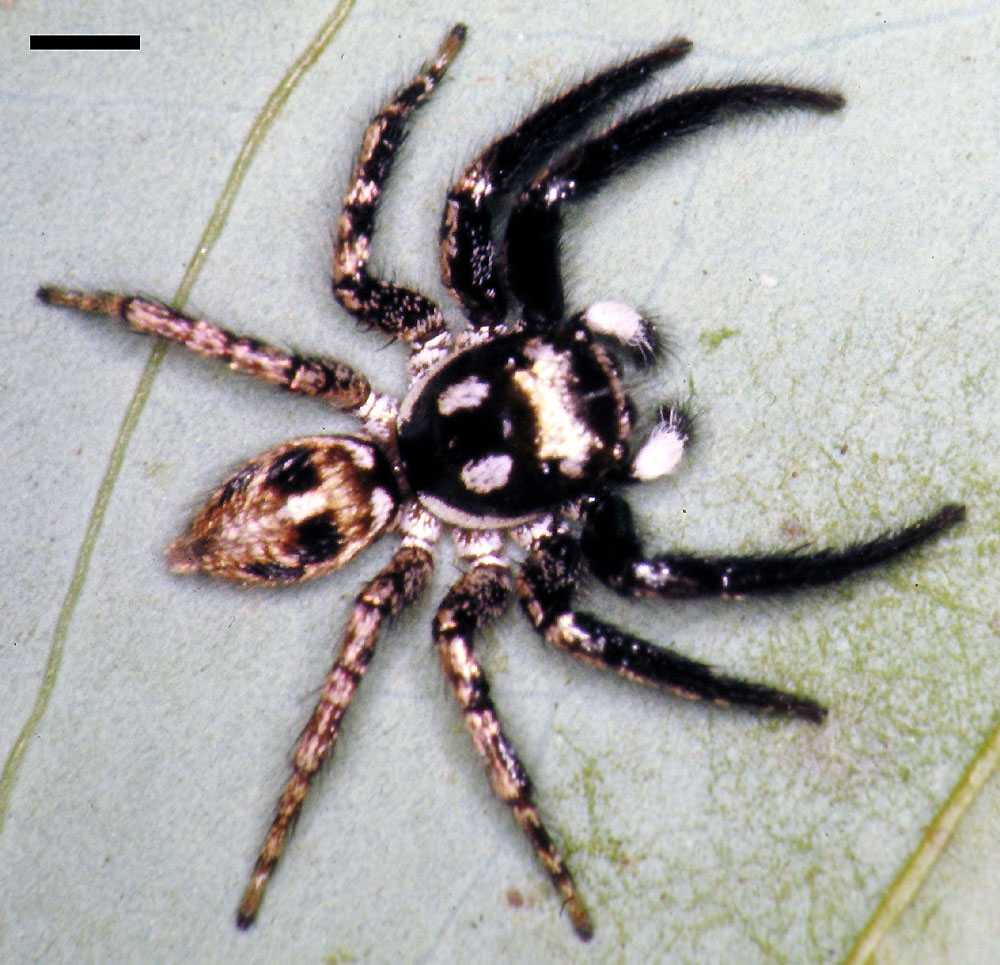
Anasaitis canosa tại Alachua, Florida, Hoa Kỳ

- Anasaitis canosa (Walckenaer, 1837)
- Anasaitis decoris Bryant, 1950
- Anasaitis morgani (Peckham & Peckham, 1901)
- Anasaitis scintilla Bryant, 1950
- Anasaitis venatoria (Peckham & Peckham, 1901)

## Anaurus
Anaurus Simon, 1900
- Anaurus flavimanus Simon, 1900

## Anicius
Anicius Chamberlin, 1925
- Anicius dolius Chamberlin, 1925

## Anokopsis
Anokopsis Bauab & Soares, 1980
- Anokopsis avitoides Bauab & Soares, 1980

## Antillattus
Antillattus Bryant, 1943
- Antillattus gracilis Bryant, 1943
- Antillattus placidus Bryant, 1943

## Aphirape
Aphirape C. L. Koch, 1850
- Aphirape ancilla (C. L. Koch, 1846)
- Aphirape boliviensis Galiano, 1981
- Aphirape flexa Galiano, 1981
- Aphirape gamas Galiano, 1996
- Aphirape misionensis Galiano, 1981
- Aphirape riojana (Mello-Leitão, 1941)
- Aphirape riparia Galiano, 1981
- Aphirape uncifera (Tullgren, 1905)

## Arachnomura
Arachnomura Mello-Leitão, 1917
- Arachnomura adfectuosa Galiano, 1977
- Arachnomura hieroglyphica Mello-Leitão, 1917

## Arachnotermes
Arachnotermes Mello-Leitão, 1928
- Arachnotermes termitophilus Mello-Leitão, 1928

## Araegeus
Araegeus Simon, 1901
- Araegeus fornasinii (Pavesi, 1881)
- Araegeus mimicus Simon, 1901

## Araneotanna
Araneotanna Özdikmen & Kury, 2006
- Araneotanna ornatipes (Berland, 1938)

## Arasia
Arasia Simon, 1901
- Arasia eucalypti Gardzinska, 1996
- Arasia mollicoma (L. Koch, 1880)
- Arasia mullion Żabka, 2002

## Arnoliseus
Arnoliseus Braul, 2002
- Arnoliseus calcarifer (Simon, 1902)
- Arnoliseus graciosa Braul & Lise, 2002

## Artabrus
Artabrus Simon, 1902

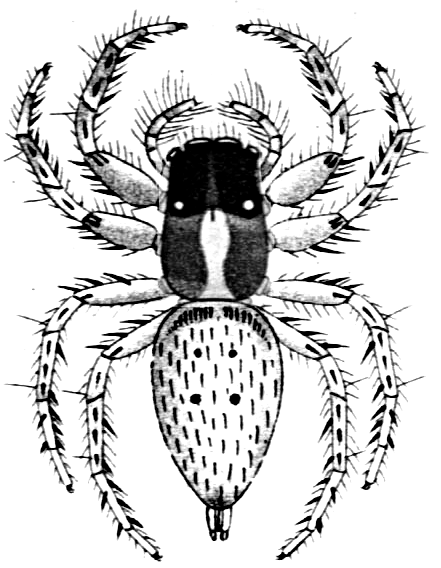
Artabrus planipudens

- Artabrus erythrocephalus (C. L. Koch, 1846)
- Artabrus jolensis
- Artabrus planipudens

## Aruana
Aruana Strand, 1911
- Aruana silvicola Strand, 1911
- Aruana vanstraeleni (Roewer, 1938)

## Aruattus
Aruattus Logunov & Azarkina, 2008
- Aruattus agostii Logunov & Azarkina, 2008

## Asaphobelis
Asaphobelis Simon, 1902
- Asaphobelis physonychus Simon, 1902

## Asaracus
Asaracus C. L. Koch, 1846
- Asaracus megacephalus C. L. Koch, 1846
- Asaracus modestissimus (Caporiacco, 1947)
- Asaracus roeweri Caporiacco, 1947
- Asaracus rufociliatus (Simon, 1902)
- Asaracus semifimbriatus (Simon, 1902)
- Asaracus venezuelicus (Caporiacco, 1955)

## Ascyltus
Ascyltus Karsch, 1878
- Ascyltus audax (Rainbow, 1897)
- Ascyltus divinus Karsch, 1878
- Ascyltus ferox (Rainbow, 1897)
- Ascyltus lautus (Keyserling, 1881)
- Ascyltus minahassae Merian, 1911
- Ascyltus opulentus (Walckenaer, 1837)
- Ascyltus pterygodes (L. Koch, 1865)
- Ascyltus rhizophora Berry, Beatty & Prószyński, 1997
- Ascyltus similis Berry, Beatty & Prószyński, 1997

## Asemonea
Asemonea O. P.-Cambridge, 1869
- Asemonea crinita Wanless, 1980
- Asemonea cristata Thorell, 1895
- Asemonea cuprea Wesolowska, 2009
- Asemonea fimbriata Wanless, 1980
- Asemonea flava Wesolowska, 2001
- Asemonea liberiensis Wanless, 1980
- Asemonea maculata Wanless, 1980
- Asemonea minuta Wanless, 1980
- Asemonea murphyae Wanless, 1980
- Asemonea ornatissima Peckham & Wheeler, 1889
- Asemonea pallida Wesolowska, 2001
- Asemonea picta Thorell, 1895
- Asemonea pinangensis Wanless, 1980
- Asemonea pulchra Berland & Millot, 1941
- Asemonea santinagarensis (Biswas & Biswas, 1992)
- Asemonea serrata Wesolowska, 2001
- Asemonea sichuanensis Song & Chai, 1992
- Asemonea stella Wanless, 1980
- Asemonea tanikawai Ikeda, 1996
- Asemonea tenuipes (O. P.-Cambridge, 1869)
- Asemonea trispila Tang, Yin & Peng, 2006
- Asemonea virgea Wesolowska & Szüts, 2003

## Ashtabula
Ashtabula Peckham & Peckham, 1894
- Ashtabula bicristata (Simon, 1901)
- Ashtabula cuprea Mello-Leitão, 1946
- Ashtabula dentata F. O. P.-Cambridge, 1901
- Ashtabula dentichelis Simon, 1901
- Ashtabula furcillata Crane, 1949
- Ashtabula glauca Simon, 1901
- Ashtabula montana Chickering, 1946
- Ashtabula sexguttata Simon, 1901
- Ashtabula zonura Peckham & Peckham, 1894

## Asianellus
Asianellus Logunov & Heciak, 1996

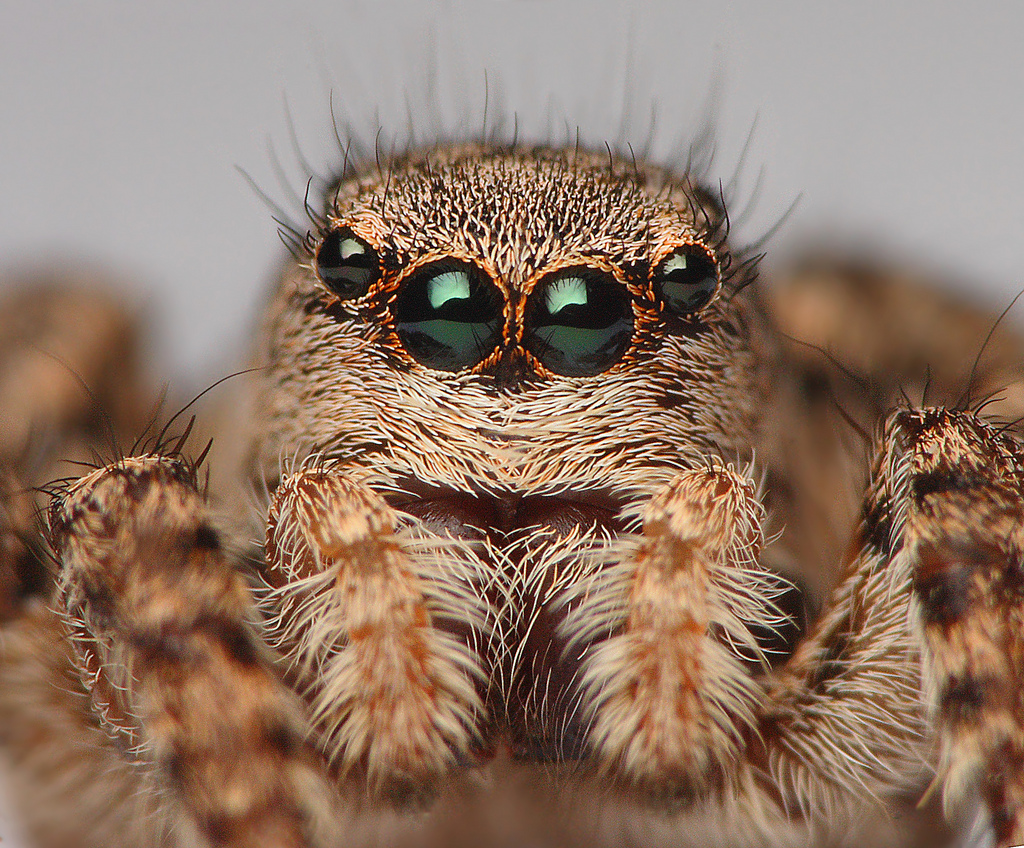
Asianellus festivus

- Asianellus festivus (C. L. Koch, 1834)
- Asianellus kazakhstanicus Logunov & Heciak, 1996
- Asianellus kuraicus Logunov & Marusik, 2000
- Asianellus ontchalaan Logunov & Heciak, 1996
- Asianellus potanini (Schenkel, 1963)

## Astia
Astia L. Koch, 1879
- Astia colemani Wanless, 1988
- Astia hariola L. Koch, 1879

## Astilodes
Astilodes Żabka, 2009
- Astilodes mariae Żabka, 2009

## Atelurius
Atelurius Simon, 1901
- Atelurius segmentatus Simon, 1901

## Athamas
Athamas O. P.-Cambridge, 1877
- Athamas debakkeri Szüts, 2003
- Athamas guineensis Jendrzejewska, 1995
- Athamas kochi Jendrzejewska, 1995
- Athamas nitidus Jendrzejewska, 1995
- Athamas tahitensis Jendrzejewska, 1995
- Athamas whitmeei O. P.-Cambridge, 1877

## Atomosphyrus
Atomosphyrus Simon, 1902
- Atomosphyrus breyeri Galiano, 1966
- Atomosphyrus tristiculus Simon, 1902

## Attidops
Attidops Banks, 1905
- Attidops cinctipes (Banks, 1900)
- Attidops cutleri Edwards, 1999
- Attidops nickersoni Edwards, 1999

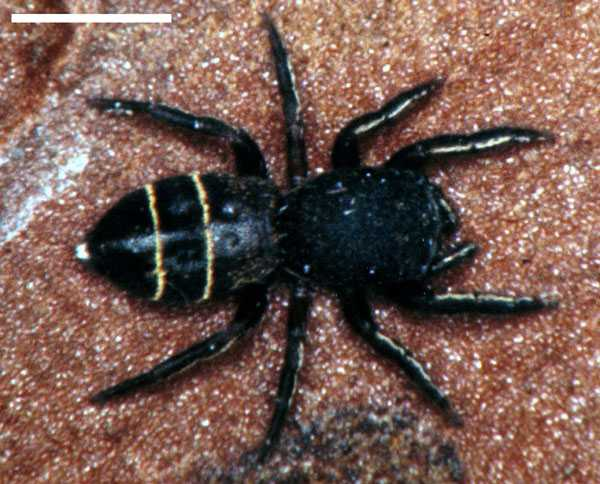
Attidops nickersoni

- Attidops youngi (Peckham & Peckham, 1888)

## Attulus
Attulus Simon, 1889
- Attulus helveolus (Simon, 1871)

## Augustaea
Augustaea Szombathy, 1915
- Augustaea formicaria Szombathy, 1915

## Avarua
Avarua Marples, 1955
- Avarua satchelli Marples, 1955

## Avitus
Avitus Peckham & Peckham, 1896
- Avitus anumbi Mello-Leitão, 1940
- Avitus castaneonotatus Mello-Leitão, 1939
- Avitus diolenii Peckham & Peckham, 1896
- Avitus longidens Simon, 1901
- Avitus taylori (Peckham & Peckham, 1901)
- Avitus variabilis Mello-Leitão, 1945

## Bacelarella
Bacelarella Berland & Millot, 1941
- Bacelarella conjugans Szüts & Jocqué, 2001
- Bacelarella dracula Szüts & Jocqué, 2001
- Bacelarella fradei Berland & Millot, 1941
- Bacelarella iactans Szüts & Jocqué, 2001
- Bacelarella pavida Szüts & Jocqué, 2001
- Bacelarella tanohi Szüts & Jocqué, 2001
- Bacelarella tentativa Szüts & Jocqué, 2001

## Bagheera
Bagheera Peckham & Peckham, 1896
- Bagheera kiplingi Peckham & Peckham, 1896
- Bagheera prosper (Peckham & Peckham, 1901)

## Ballognatha
Ballognatha Caporiacco, 1935
- Ballognatha typica Caporiacco, 1935

## Ballus
Ballus C. L. Koch, 1850
- Ballus armadillo (Simon, 1871)
- Ballus chalybeius (Walckenaer, 1802)
- Ballus japonicus Saito, 1939
- Ballus lendli Kolosváry, 1934
- Ballus piger O. P.-Cambridge, 1876
- Ballus rufipes (Simon, 1868)
- Ballus segmentatus Simon, 1900
- Ballus sellatus Simon, 1900
- Ballus tabupumensis Petrunkevitch, 1914
- Ballus variegatus Simon, 1876

## Balmaceda
Balmaceda Peckham & Peckham, 1894
- Balmaceda anulipes Soares, 1942
- Balmaceda biteniata Mello-Leitão, 1922
- Balmaceda chickeringi Roewer, 1951
- Balmaceda modesta (Taczanowski, 1878)
- Balmaceda nigrosecta Mello-Leitão, 1945
- Balmaceda picta Peckham & Peckham, 1894
- Balmaceda reducta Chickering, 1946
- Balmaceda turneri Chickering, 1946
- Balmaceda vera Mello-Leitão, 1917

## Banksetosa
Banksetosa Chickering, 1946
- Banksetosa dubia Chickering, 1946
- Banksetosa notata Chickering, 1946

## Baryphas
Baryphas Simon, 1902
- Baryphas ahenus Simon, 1902
- Baryphas eupogon Simon, 1902
- Baryphas jullieni Simon, 1902
- Baryphas scintillans Berland & Millot, 1941
- Baryphas woodi (Peckham & Peckham, 1902)

## Bathippus
Bathippus Thorell, 1892
- Bathippus birmanicus Thorell, 1895
- Bathippus brocchus (Thorell, 1881)
- Bathippus dentiferellus Strand, 1911
- Bathippus digitalis Zhang, Song & Li, 2003
- Bathippus dilanians (Thorell, 1881)
- Bathippus elaphus (Thorell, 1881)
- Bathippus keyensis Strand, 1911
- Bathippus kochi (Simon, 1903)
- Bathippus latericius (Thorell, 1881)
- Bathippus macilentus Thorell, 1890
- Bathippus macrognathus (Thorell, 1881)
- Bathippus macroprotopus Pocock, 1898
- Bathippus manicatus Simon, 1902
- Bathippus molossus (Thorell, 1881)
- Bathippus montrouzieri (Lucas, 1869)
- Bathippus morsitans Pocock, 1897
- Bathippus oedonychus (Thorell, 1881)
- Bathippus oscitans (Thorell, 1881)
- Bathippus pahang Zhang, Song & Li, 2003
- Bathippus palabuanensis Simon, 1902
- Bathippus papuanus (Thorell, 1881)
- Bathippus proboscideus Pocock, 1899
- Bathippus rechingeri Kulczyński, 1910
- Bathippus rectus Zhang, Song & Li, 2003
- Bathippus ringens (Thorell, 1881)
- Bathippus schalleri Simon, 1902
- Bathippus sedatus Peckham & Peckham, 1907
- Bathippus seltuttensis Strand, 1911
- Bathippus semiannulifer Strand, 1911
- Bathippus shelfordi Peckham & Peckham, 1907
- Bathippus waoranus Strand, 1911

## Bavia
Bavia Simon, 1877
- Bavia aericeps Simon, 1877
- Bavia albolineata Peckham & Peckham, 1885
- Bavia annamita Simon, 1903
- Bavia capistrata (C. L. Koch, 1846)
- Bavia decorata (Thorell, 1890)
- Bavia fedor Berry, Beatty & Prószyński, 1997
- Bavia gabrieli Barrion, 2000
- Bavia hians (Thorell, 1890)
- Bavia intermedia (Karsch, 1880)
- Bavia modesta (Keyserling, 1883)
- Bavia papakula Strand, 1911
- Bavia planiceps (Karsch, 1880)
- Bavia sexpunctata (Doleschall, 1859)
- Bavia sinoamerica Lei & Peng, 2011
- Bavia smedleyi Reimoser, 1929
- Bavia sonsorol Berry, Beatty & Prószyński, 1997
- Bavia thorelli Simon, 1901
- Bavia valida (Keyserling, 1882)

## Baviola
Baviola Simon, 1898
- Baviola braueri Simon, 1898
- Baviola luteosignata Wanless, 1984
- Baviola vanmoli Wanless, 1984

## Beata
Beata Peckham & Peckham, 1895
- Beata aenea (Mello-Leitão, 1945)
- Beata blauveltae Caporiacco, 1947
- Beata cephalica F. O. P.-Cambridge, 1901
- Beata cinereonitida Simon, 1902
- Beata fausta (Peckham & Peckham, 1901)
- Beata germaini Simon, 1902
- Beata hispida (Peckham & Peckham, 1901)
- Beata inconcinna (Peckham & Peckham, 1895)
- Beata jubata (C. L. Koch, 1846)
- Beata longipes (F. O. P.-Cambridge, 1901)
- Beata lucida (Galiano, 1992)
- Beata maccuni (Peckham & Peckham, 1895)
- Beata magna Peckham & Peckham, 1895
- Beata munda Chickering, 1946
- Beata octopunctata (Peckham & Peckham, 1893)
- Beata pernix (Peckham & Peckham, 1901)
- Beata rustica (Peckham & Peckham, 1895)
- Beata striata Petrunkevitch, 1925
- Beata venusta Chickering, 1946
- Beata wickhami (Peckham & Peckham, 1894)
- Beata zeteki Chickering, 1946

## Belippo
Belippo Simon, 1910
- Belippo anguina Simon, 1910
- Belippo calcarata (Roewer, 1942)
- Belippo cygniformis Wanless, 1978
- Belippo ibadan Wanless, 1978
- Belippo milloti (Lessert, 1942)
- Belippo nexilis (Simon, 1910)
- Belippo viettei (Kraus, 1960)

## Belliena
Belliena Simon, 1902
- Belliena biocellosa Simon, 1902
- Belliena flavimana Simon, 1902
- Belliena phalerata Simon, 1902
- Belliena scotti Hogg, 1918

## Bellota
Bellota Peckham & Peckham, 1892
- Bellota fascialis Dyal, 1935
- Bellota formicina (Taczanowski, 1878)
- Bellota livida Dyal, 1935
- Bellota micans Peckham & Peckham, 1909
- Bellota modesta (Chickering, 1946)
- Bellota peckhami Galiano, 1978
- Bellota violacea Galiano, 1972
- Bellota wheeleri Peckham & Peckham, 1909
- Bellota yacui Galiano, 1972

## Bianor
Bianor Peckham & Peckham, 1886
- Bianor albobimaculatus (Lucas, 1846)
- Bianor angulosus (Karsch, 1879)
- Bianor biguttatus Wesolowska & van Harten, 2002
- Bianor biocellosus Simon, 1902
- Bianor compactus (Urquhart, 1885)
- Bianor concolor (Keyserling, 1882)
- Bianor diversipes Simon, 1901
- Bianor eximius Wesolowska & Haddad, 2009
- Bianor fasciatus Mello-Leitão, 1922
- Bianor ghigii (Caporiacco, 1949)
- Bianor hongkong Song et al., 1997
- Bianor incitatus Thorell, 1890
- Bianor kovaczi Logunov, 2001
- Bianor maculatus (Keyserling, 1883)
- Bianor monster Żabka, 1985
- Bianor murphyi Logunov, 2001
- Bianor narmadaensis (Tikader, 1975)
- Bianor nexilis Jastrzebski, 2007
- Bianor orientalis (Dönitz & Strand, 1906)
- Bianor pashanensis (Tikader, 1975)
- Bianor paulyi Logunov, 2009
- Bianor pseudomaculatus Logunov, 2001
- Bianor punjabicus Logunov, 2001
- Bianor quadrimaculatus (Lawrence, 1927)
- Bianor senegalensis Logunov, 2001
- Bianor simplex (Blackwall, 1865)
- Bianor tortus Jastrzebski, 2007
- Bianor vitiensis Berry, Beatty & Prószyński, 1996
- Bianor wunderlichi Logunov, 2001

## Bindax
Bindax Thorell, 1892
- Bindax chalcocephalus (Thorell, 1877)
- Bindax oscitans (Pocock, 1898)

## Bocus
Bocus Peckham & Peckham, 1892
- Bocus angusticollis Deeleman-Reinhold & Floren, 2003
- Bocus excelsus Peckham & Peckham, 1892
- Bocus philippinensis Wanless, 1978

## Bokokius
Bokokius Roewer, 1942
- Bokokius penicillatus Roewer, 1942

## Brancus
Brancus Simon, 1902
- Brancus besanconi (Berland & Millot, 1941)
- Brancus blaisei Simon, 1902
- Brancus fuscimanus (Simon, 1903)
- Brancus hemmingi Caporiacco, 1949
- Brancus muticus Simon, 1902
- Brancus occidentalis Wesolowska & A. Russell-Smith, 2011
- Brancus poecilus Caporiacco, 1949
- Brancus verdieri Berland & Millot, 1941

## Breda
Breda Peckham & Peckham, 1894
- Breda apicalis Simon, 1901
- Breda bicruciata (Mello-Leitão, 1943)
- Breda bistriata (C. L. Koch, 1846)
- Breda flavostriata Simon, 1901
- Breda jovialis (L. Koch, 1879)
- Breda leucoprocta Mello-Leitão, 1940
- Breda lubomirskii (Taczanowski, 1878)
- Breda milvina (C. L. Koch, 1846)
- Breda notata Chickering, 1946
- Breda oserictops (Mello-Leitão, 1941)
- Breda quinquedentata Badcock, 1932
- Breda spinimanu (Mello-Leitão, 1941)
- Breda tristis Mello-Leitão, 1944
- Breda variolosa Simon, 1901

## Bredana
Bredana Gertsch, 1936
- Bredana alternata Gertsch, 1936
- Bredana complicata Gertsch, 1936

## Brettus
Brettus Thorell, 1895
- Brettus adonis Simon, 1900
- Brettus albolimbatus Simon, 1900
- Brettus anchorum Wanless, 1979
- Brettus celebensis (Merian, 1911)
- Brettus cingulatus Thorell, 1895
- Brettus madagascarensis (Peckham & Peckham, 1903)
- Brettus storki Logunov & Azarkina, 2008

## Bristowia
Bristowia Reimoser, 1934
- Bristowia afra Szüts, 2004
- Bristowia heterospinosa Reimoser, 1934

## Bryantella
Bryantella Chickering, 1946
- Bryantella smaragdus (Crane, 1945)
- Bryantella speciosa Chickering, 1946

## Bulolia
Bulolia Żabka, 1996
- Bulolia excentrica Żabka, 1996
- Bulolia ocellata Żabka, 1996

## Burmattus
Burmattus Prószyński, 1992
- Burmattus albopunctatus (Thorell, 1895)
- Burmattus pachytibialis Prószyński & Deeleman-Reinhold, 2010
- Burmattus pococki (Thorell, 1895)
- Burmattus sinicus Prószyński, 1992

## Bythocrotus
Bythocrotus Simon, 1903
- Bythocrotus cephalotes (Simon, 1888)

## Canama
Canama Simon, 1903
- Canama dorcas (Thorell, 1881)
- Canama forceps (Doleschall, 1859)
- Canama hinnulea (Thorell, 1881)
- Canama inquirenda Strand, 1911
- Canama lacerans (Thorell, 1881)
- Canama rutila Peckham & Peckham, 1907

## Capeta
Capeta Ruiz & Brescovit, 2005
- Capeta cachimbo Ruiz & Brescovit, 2006
- Capeta tridens Ruiz & Brescovit, 2005

## Capidava
Capidava Simon, 1902
- Capidava annulipes Caporiacco, 1947
- Capidava auriculata Simon, 1902
- Capidava biuncata Simon, 1902
- Capidava dubia Caporiacco, 1947
- Capidava rufithorax Simon, 1902
- Capidava saxatilis Soares & Camargo, 1948
- Capidava uniformis Mello-Leitão, 1940

## Carabella
Carabella Chickering, 1946
- Carabella banksi Chickering, 1946
- Carabella insignis (Banks, 1929)

## Caribattus
Caribattus Bryant, 1950
- Caribattus inutilis (Peckham & Peckham, 1901)

## Carrhotus
Carrhotus Thorell, 1891
- Carrhotus aeneochelis Strand, 1907
- Carrhotus affinis Caporiacco, 1934
- Carrhotus albolineatus (C. L. Koch, 1846)
- Carrhotus barbatus (Karsch, 1880)
- Carrhotus bellus Wanless, 1984
- Carrhotus catagraphus Jastrzebski, 1999
- Carrhotus coronatus (Simon, 1885)
- Carrhotus erus Jastrzebski, 1999
- Carrhotus harringtoni Prószyński, 1992
- Carrhotus kamjeensis Jastrzebski, 1999
- Carrhotus malayanus Prószyński, 1992
- Carrhotus occidentalis (Denis, 1947)
- Carrhotus olivaceus (Peckham & Peckham, 1907)
- Carrhotus operosus Jastrzebski, 1999
- Carrhotus pulchellus (Thorell, 1895)
- Carrhotus samchiensis Jastrzebski, 1999
- Carrhotus sannio (Thorell, 1877)
- Carrhotus s-bulbosus Jastrzebski, 2009
- Carrhotus scriptus Simon, 1902
- Carrhotus singularis Simon, 1902
- Carrhotus subaffinis Caporiacco, 1947
- Carrhotus sufflavus Jastrzebski, 2009
- Carrhotus sundaicus Prószyński & Deeleman-Reinhold, 2010
- Carrhotus taprobanicus Simon, 1902
- Carrhotus tristis Thorell, 1895
- Carrhotus viduus (C. L. Koch, 1846)
- Carrhotus xanthogramma (Latreille, 1819)

## Cavillator
Cavillator Wesolowska, 2000
- Cavillator longipes Wesolowska, 2000

## Ceglusa
Ceglusa Thorell, 1895
- Ceglusa polita Thorell, 1895

## Cembalea
Cembalea Wesolowska, 1993
- Cembalea affinis Rollard & Wesolowska, 2002
- Cembalea heteropogon (Simon, 1910)
- Cembalea hirsuta Wesolowska, 2011
- Cembalea plumosa (Lessert, 1925)
- Cembalea triloris Haddad & Wesolowska, 2011

## Ceriomura
Ceriomura Simon, 1901
- Ceriomura cruenta (Peckham & Peckham, 1894)
- Ceriomura perita (Peckham & Peckham, 1894)

## Cerionesta
Cerionesta Simon, 1901
- Cerionesta luteola (Peckham & Peckham, 1893)

## Chalcolecta
Chalcolecta Simon, 1884
- Chalcolecta bitaeniata Simon, 1884
- Chalcolecta dimidiata Simon, 1884
- Chalcolecta prensitans (Thorell, 1881)

## Chalcoscirtus
Chalcoscirtus Bertkau, 1880
- Chalcoscirtus alpicola (L. Koch, 1876)
- Chalcoscirtus ansobicus Andreeva, 1976
- Chalcoscirtus atratus (Thorell, 1875)
- Chalcoscirtus bortolgois Logunov & Marusik, 1999
- Chalcoscirtus brevicymbialis Wunderlich, 1980
- Chalcoscirtus carbonarius Emerton, 1917
- Chalcoscirtus catherinae Prószyński, 2000
- Chalcoscirtus charynensis Logunov & Marusik, 1999
- Chalcoscirtus diminutus (Banks, 1896)
- Chalcoscirtus flavipes Caporiacco, 1935
- Chalcoscirtus fulvus Saito, 1939
- Chalcoscirtus glacialis Caporiacco, 1935
  - Chalcoscirtus glacialis sibiricus Marusik, 1991
- Chalcoscirtus grishkanae Marusik, 1988
- Chalcoscirtus helverseni Metzner, 1999
- Chalcoscirtus hosseinieorum Logunov, Marusik & Mozaffarian, 2002
- Chalcoscirtus hyperboreus Marusik, 1991
- Chalcoscirtus infimus (Simon, 1868)
- Chalcoscirtus iranicus Logunov & Marusik, 1999
- Chalcoscirtus janetscheki (Denis, 1957)
- Chalcoscirtus jerusalemicus Prószyński, 2000
- Chalcoscirtus kamchik Marusik, 1991
- Chalcoscirtus karakurt Marusik, 1991
- Chalcoscirtus kirghisicus Marusik, 1991
- Chalcoscirtus koponeni Logunov & Marusik, 1999
- Chalcoscirtus lepidus Wesolowska, 1996
- Chalcoscirtus lii Lei & Peng, 2010
- Chalcoscirtus martensi Żabka, 1980
- Chalcoscirtus michailovi Logunov & Marusik, 1999
- Chalcoscirtus minutus Marusik, 1990
- Chalcoscirtus molo Marusik, 1991
- Chalcoscirtus nenilini Marusik, 1990
- Chalcoscirtus nigritus (Thorell, 1875)
- Chalcoscirtus paraansobicus Marusik, 1990
- Chalcoscirtus parvulus Marusik, 1991
- Chalcoscirtus picinus Wesolowska & van Harten, 2011
- Chalcoscirtus platnicki Marusik, 1995
- Chalcoscirtus pseudoinfimus Ovtsharenko, 1978
- Chalcoscirtus rehobothicus (Strand, 1915)
- Chalcoscirtus sublestus (Blackwall, 1867)
- Chalcoscirtus talturaensis Logunov & Marusik, 2000
- Chalcoscirtus tanasevichi Marusik, 1991
- Chalcoscirtus tanyae Logunov & Marusik, 1999
- Chalcoscirtus vietnamensis Żabka, 1985
- Chalcoscirtus yinae Lei & Peng, 2010
- Chalcoscirtus zyuzini Marusik, 1991

## Chalcotropis
Chalcotropis Simon, 1902
- Chalcotropis acutefrenata Simon, 1902
- Chalcotropis caelodentata Merian, 1911
- Chalcotropis caeruleus (Karsch, 1880)
- Chalcotropis celebensis Merian, 1911
- Chalcotropis decemstriata Simon, 1902
- Chalcotropis insularis (Keyserling, 1881)
- Chalcotropis luceroi Barrion & Litsinger, 1995
- Chalcotropis pennata Simon, 1902
- Chalcotropis praeclara Simon, 1902
- Chalcotropis radiata Simon, 1902

## Chapoda
Chapoda Peckham & Peckham, 1896
- Chapoda festiva Peckham & Peckham, 1896
- Chapoda inermis (F. O. P.-Cambridge, 1901)
- Chapoda panamana Chickering, 1946
- Chapoda peckhami Banks, 1929

## Charippus
Charippus Thorell, 1895
- Charippus errans Thorell, 1895

## Cheliceroides
Cheliceroides Żabka, 1985
- Cheliceroides longipalpis Żabka, 1985

## Cheliferoides
Cheliferoides F. O. P.-Cambridge, 1901
- Cheliferoides longimanus Gertsch, 1936
- Cheliferoides planus Chickering, 1946
- Cheliferoides segmentatus F. O. P.-Cambridge, 1901

## Chinattus
Chinattus Logunov, 1999
- Chinattus caucasicus Logunov, 1999
- Chinattus chichila Logunov, 2003
- Chinattus emeiensis (Peng & Xie, 1995)
- Chinattus furcatus (Xie, Peng & Kim, 1993)
- Chinattus parvulus (Banks, 1895)
- Chinattus sinensis (Prószyński, 1992)
- Chinattus taiwanensis Bao & Peng, 2002
- Chinattus tibialis (Żabka, 1985)
- Chinattus undulatus (Song & Chai, 1992)
- Chinattus validus (Xie, Peng & Kim, 1993)
- Chinattus wulingensis (Peng & Xie, 1995)
- Chinattus wulingoides (Peng & Xie, 1995)

## Chinoscopus
Chinoscopus Simon, 1901
- Chinoscopus ernsti (Simon, 1900)
- Chinoscopus flavus (Peckham, Peckham & Wheeler, 1889)
- Chinoscopus gracilis (Taczanowski, 1872)
- Chinoscopus maculipes Crane, 1943

## Chira
Chira Peckham & Peckham, 1896
- Chira distincta Bauab, 1983
- Chira fagei Caporiacco, 1947
- Chira flavescens Caporiacco, 1947
- Chira gounellei (Simon, 1902)
- Chira guianensis (Taczanowski, 1871)
- Chira lanei Soares & Camargo, 1948
- Chira lucina Simon, 1902
- Chira micans (Simon, 1902)
- Chira reticulata (Mello-Leitão, 1943)
- Chira simoni Galiano, 1961
- Chira spinipes (Taczanowski, 1871)
- Chira spinosa (Mello-Leitão, 1939)
- Chira superba Caporiacco, 1947
- Chira thysbe Simon, 1902
- Chira trivittata (Taczanowski, 1871)
- Chira typica (Mello-Leitão, 1930)

## Chirothecia
Chirothecia Taczanowski, 1878
- Chirothecia amazonica Simon, 1901
- Chirothecia botucatuensis Bauab, 1980
- Chirothecia clavimana (Taczanowski, 1871)
- Chirothecia crassipes Taczanowski, 1878
- Chirothecia daguerrei Galiano, 1972
- Chirothecia euchira (Simon, 1901)
- Chirothecia minima Mello-Leitão, 1943
- Chirothecia rosea (F. O. P.-Cambridge, 1901)
- Chirothecia semiornata Simon, 1901
- Chirothecia soaresi Bauab, 1980
- Chirothecia soesilae Makhan, 2006
- Chirothecia uncata Soares & Camargo, 1948
- Chirothecia wrzesniowskii Taczanowski, 1878

## Chloridusa
Chloridusa Simon, 1902
- Chloridusa viridiaurea Simon, 1902

## Chrysilla
Chrysilla Thorell, 1887
- Chrysilla albens Dyal, 1935
- Chrysilla deelemani Prószyński & Deeleman-Reinhold, 2010
- Chrysilla delicata Thorell, 1892
- Chrysilla doriai Thorell, 1890
- Chrysilla kolosvaryi Caporiacco, 1947
- Chrysilla lauta Thorell, 1887
- Chrysilla pilosa (Karsch, 1878)

## Clynotis
Clynotis Simon, 1901
- Clynotis albobarbatus (L. Koch, 1879)
- Clynotis archeyi (Berland, 1931)
- Clynotis barresi Hogg, 1909
- Clynotis knoxi Forster, 1964
- Clynotis saxatilis (Urquhart, 1886)
- Clynotis semiater (L. Koch, 1879)
- Clynotis semiferrugineus (L. Koch, 1879)
- Clynotis severus (L. Koch, 1879)

## Clynotoides
Clynotoides Mello-Leitão, 1944
- Clynotoides dorae Mello-Leitão, 1944

## Cobanus
Cobanus F. O. P.-Cambridge, 1900
- Cobanus beebei Petrunkevitch, 1914
- Cobanus bifurcatus Chickering, 1946
- Cobanus cambridgei (Bryant, 1943)
- Cobanus cambridgei Chickering, 1946
- Cobanus electus Chickering, 1946
- Cobanus erythrocras Chamberlin & Ivie, 1936
- Cobanus extensus (Peckham & Peckham, 1896)
- Cobanus flavens (Peckham & Peckham, 1896)
- Cobanus guianensis (Caporiacco, 1947)
- Cobanus incurvus Chickering, 1946
- Cobanus mandibularis (Peckham & Peckham, 1896)
- Cobanus obscurus Chickering, 1946
- Cobanus perditus (Banks, 1898)
- Cobanus scintillans Crane, 1943
- Cobanus seclusus Chickering, 1946
- Cobanus subfuscus F. O. P.-Cambridge, 1900
- Cobanus unicolor F. O. P.-Cambridge, 1900

## Cocalodes
Cocalodes Pocock, 1897
- Cocalodes cygnatus Wanless, 1982
- Cocalodes expers Wanless, 1982
- Cocalodes innotabilis Wanless, 1982
- Cocalodes leptopus Pocock, 1897
- Cocalodes longicornis Wanless, 1982
- Cocalodes longipes (Thorell, 1881)
- Cocalodes macellus (Thorell, 1878)
- Cocalodes papuanus Simon, 1900
- Cocalodes platnicki Wanless, 1982
- Cocalodes protervus (Thorell, 1881)
- Cocalodes thoracicus Szombathy, 1915
- Cocalodes turgidus Wanless, 1982

## Cocalus
Cocalus C. L. Koch, 1846
- Cocalus concolor C. L. Koch, 1846
- Cocalus gibbosus Wanless, 1981
- Cocalus limbatus Thorell, 1878
- Cocalus murinus Simon, 1899

## Coccorchestes
Coccorchestes Thorell, 1881
- Coccorchestes aiyura Balogh, 1980
- Coccorchestes biak Balogh, 1980
- Coccorchestes biroi Balogh, 1980
- Coccorchestes blendae Thorell, 1881
- Coccorchestes buszkoae Prószyński, 1971
- Coccorchestes clavifemur Balogh, 1979
- Coccorchestes fenicheli Balogh, 1980
- Coccorchestes ferreus Griswold, 1984
- Coccorchestes fluviatilis Balogh, 1980
- Coccorchestes giluwe Balogh, 1980
- Coccorchestes gressitti Balogh, 1979
- Coccorchestes hamatus Balogh, 1980
- Coccorchestes hastatus Balogh, 1980
- Coccorchestes huon Balogh, 1980
- Coccorchestes ifar Balogh, 1980
- Coccorchestes ildikoae Balogh, 1979
- Coccorchestes inermis Balogh, 1980
- Coccorchestes jahilnickii Prószyński, 1971
- Coccorchestes jimmi Balogh, 1980
- Coccorchestes kaindi Balogh, 1980
- Coccorchestes karimui Balogh, 1980
- Coccorchestes mcadami Balogh, 1980
- Coccorchestes missim Balogh, 1980
- Coccorchestes otto Balogh, 1980
- Coccorchestes piora Balogh, 1980
- Coccorchestes quinquespinosus Balogh, 1980
- Coccorchestes rufipes Thorell, 1881
- Coccorchestes sinofi Balogh, 1980
- Coccorchestes sirunki Balogh, 1980
- Coccorchestes staregai Prószyński, 1971
- Coccorchestes suspectus Balogh, 1980
- Coccorchestes szentivanyi Balogh, 1980
- Coccorchestes taeniatus Balogh, 1980
- Coccorchestes tapini Balogh, 1980
- Coccorchestes triplex Balogh, 1980
- Coccorchestes vanapa Balogh, 1980
- Coccorchestes verticillatus Balogh, 1980
- Coccorchestes vicinus Balogh, 1980
- Coccorchestes vogelkop Balogh, 1980
- Coccorchestes waris Balogh, 1980

## Colaxes
Colaxes Simon, 1900
- Colaxes horton Benjamin, 2004
- Colaxes nitidiventris Simon, 1900
- Colaxes wanlessi Benjamin, 2004

## Colyttus
Colyttus Thorell, 1891
- Colyttus bilineatus Thorell, 1891
- Colyttus lehtineni Żabka, 1985

## Commoris
Commoris Simon, 1902
- Commoris enoplognatha Simon, 1902
- Commoris minor Simon, 1903
- Commoris modesta Bryant, 1943

## Compsodecta
Compsodecta Simon, 1903
- Compsodecta defloccata (Peckham & Peckham, 1901)
- Compsodecta grisea (Peckham & Peckham, 1901)
- Compsodecta haytiensis (Banks, 1903)
- Compsodecta maxillosa (F. O. P.-Cambridge, 1901)
- Compsodecta montana Chickering, 1946
- Compsodecta peckhami Bryant, 1943

## Consingis
Consingis Simon, 1900
- Consingis semicana Simon, 1900

## Copocrossa
Copocrossa Simon, 1901
- Copocrossa albozonata Caporiacco, 1949
- Copocrossa bimaculata Peckham & Peckham, 1903
- Copocrossa harpina Simon, 1903
- Copocrossa politiventris Simon, 1901
- Copocrossa tenuilineata (Simon, 1900)

## Corambis
Corambis Simon, 1901
- Corambis foeldvarii Szüts, 2002
- Corambis insignipes (Simon, 1880)

## Corcovetella
Corcovetella Galiano, 1975
- Corcovetella aemulatrix Galiano, 1975

## Coryphasia
Coryphasia Simon, 1902
- Coryphasia albibarbis Simon, 1902
- Coryphasia artemioi Bauab, 1986
- Coryphasia cardoso Santos & Romero, 2007
- Coryphasia castaneipedis Mello-Leitão, 1947
- Coryphasia fasciiventris (Simon, 1902)
- Coryphasia furcata Simon, 1902
- Coryphasia melloleitaoi Soares & Camargo, 1948
- Coryphasia monteverde Santos & Romero, 2007
- Coryphasia nigriventris Mello-Leitão, 1947
- Coryphasia nuptialis Bauab, 1986

## Corythalia
Corythalia C. L. Koch, 1850
- Corythalia alacris (Peckham & Peckham, 1896)
- Corythalia albicincta (F. O. P.-Cambridge, 1901)
- Corythalia arcuata Franganillo, 1930
  - Corythalia arcuata fulgida Franganillo, 1930
- Corythalia argentinensis Galiano, 1962
- Corythalia argyrochrysos (Mello-Leitão, 1946)
- Corythalia banksi Roewer, 1951
- Corythalia barbipes (Mello-Leitão, 1939)
- Corythalia bicincta Petrunkevitch, 1925
- Corythalia binotata (F. O. P.-Cambridge, 1901)
- Corythalia blanda (Peckham & Peckham, 1901)
- Corythalia brevispina (F. O. P.-Cambridge, 1901)
- Corythalia bryantae Chickering, 1946
- Corythalia canalis (Chamberlin, 1925)
- Corythalia chalcea Crane, 1948
- Corythalia chickeringi Kraus, 1955
- Corythalia cincta (Badcock, 1932)
- Corythalia circumcincta (F. O. P.-Cambridge, 1901)
- Corythalia circumflexa (Mello-Leitão, 1939)
- Corythalia clara Chamberlin & Ivie, 1936
- Corythalia conformans Chamberlin & Ivie, 1936
- Corythalia conspecta (Peckham & Peckham, 1896)
- Corythalia cristata (F. O. P.-Cambridge, 1901)
- Corythalia cubana Roewer, 1951
- Corythalia diffusa Chamberlin & Ivie, 1936
- Corythalia electa (Peckham & Peckham, 1901)
- Corythalia elegantissima (Simon, 1888)
- Corythalia emertoni Bryant, 1940
- Corythalia excavata (F. O. P.-Cambridge, 1901)
- Corythalia fimbriata (Peckham & Peckham, 1901)
- Corythalia flavida (F. O. P.-Cambridge, 1901)
- Corythalia gloriae Petrunkevitch, 1930
- Corythalia grata (Peckham & Peckham, 1901)
- Corythalia hadzji Caporiacco, 1947
- Corythalia heliophanina (Taczanowski, 1871)
- Corythalia insularis Ruiz, Brescovit & Freitas, 2007
- Corythalia iridescens Petrunkevitch, 1926
- Corythalia latipes (C. L. Koch, 1846)
- Corythalia locuples (Simon, 1888)
- Corythalia luctuosa Caporiacco, 1954
- Corythalia metallica (Peckham & Peckham, 1895)
- Corythalia modesta Chickering, 1946
- Corythalia murcida (F. O. P.-Cambridge, 1901)
- Corythalia neglecta Kraus, 1955
- Corythalia nigriventer (F. O. P.-Cambridge, 1901)
- Corythalia nigropicta (F. O. P.-Cambridge, 1901)
- Corythalia noda (Chamberlin, 1916)
- Corythalia obsoleta Banks, 1929
- Corythalia opima (Peckham & Peckham, 1885)
- Corythalia panamana Petrunkevitch, 1925
- Corythalia parva (Peckham & Peckham, 1901)
- Corythalia parvula (Peckham & Peckham, 1896)
- Corythalia peckhami Petrunkevitch, 1914
- Corythalia penicillata (F. O. P.-Cambridge, 1901)
- Corythalia placata (Peckham & Peckham, 1901)
- Corythalia porphyra Brüning & Cutler, 1995
- Corythalia pulchra Petrunkevitch, 1925
- Corythalia quadriguttata (F. O. P.-Cambridge, 1901)
- Corythalia roeweri Kraus, 1955
- Corythalia rugosa Kraus, 1955
- Corythalia serrapophysis (Chamberlin & Ivie, 1936)
- Corythalia spiralis (F. O. P.-Cambridge, 1901)
- Corythalia spirorbis (F. O. P.-Cambridge, 1901)
- Corythalia squamata Bryant, 1940
- Corythalia sulphurea (F. O. P.-Cambridge, 1901)
- Corythalia tristriata Bryant, 1942
- Corythalia tropica (Mello-Leitão, 1939)
- Corythalia ursina (Mello-Leitão, 1940)
- Corythalia valida (Peckham & Peckham, 1901)
- Corythalia vervloeti Soares & Camargo, 1948
- Corythalia voluta (F. O. P.-Cambridge, 1901)
- Corythalia walecki (Taczanowski, 1871)
- Corythalia xanthopa Crane, 1948

## Cosmophasis
Cosmophasis Simon, 1901
- Cosmophasis albipes Berland & Millot, 1941
- Cosmophasis albomaculata Schenkel, 1944
- Cosmophasis arborea Berry, Beatty & Prószyński, 1997
- Cosmophasis australis Simon, 1902
- Cosmophasis bitaeniata (Keyserling, 1882)
- Cosmophasis chlorophthalma (Simon, 1898)
- Cosmophasis chopardi Berland & Millot, 1941
- Cosmophasis cypria (Thorell, 1890)
- Cosmophasis depilata Caporiacco, 1940
- Cosmophasis estrellaensis Barrion & Litsinger, 1995
- Cosmophasis fagei Lessert, 1925
- Cosmophasis fazanica Caporiacco, 1936
- Cosmophasis gemmans (Thorell, 1890)
- Cosmophasis lami Berry, Beatty & Prószyński, 1997
- Cosmophasis laticlavia (Thorell, 1892)
- Cosmophasis longiventris Simon, 1903
- Cosmophasis lucidiventris Simon, 1910
- Cosmophasis maculiventris Strand, 1911
- Cosmophasis marxi (Thorell, 1890)
- Cosmophasis masarangi Merian, 1911
- Cosmophasis micans (L. Koch, 1880)
- Cosmophasis micarioides (L. Koch, 1880)
- Cosmophasis miniaceomicans (Simon, 1888)
- Cosmophasis modesta (L. Koch, 1880)
- Cosmophasis monacha (Thorell, 1881)
- Cosmophasis muralis Berry, Beatty & Prószyński, 1997
- Cosmophasis obscura (Keyserling, 1882)
- Cosmophasis olorina (Simon, 1901)
- Cosmophasis orsimoides Strand, 1911
- Cosmophasis parangpilota Barrion & Litsinger, 1995
- Cosmophasis psittacina (Thorell, 1887)
- Cosmophasis pulchella Caporiacco, 1947
- Cosmophasis quadricincta (Simon, 1885)
- Cosmophasis risbeci Berland, 1938
- Cosmophasis squamata Kulczyński, 1910
- Cosmophasis strandi Caporiacco, 1947
- Cosmophasis thalassina (C. L. Koch, 1846)
- Cosmophasis tricincta Simon, 1910
- Cosmophasis trioipina Barrion & Litsinger, 1995
- Cosmophasis umbratica Simon, 1903
- Cosmophasis valerieae Prószyński & Deeleman-Reinhold, 2010
- Cosmophasis viridifasciata (Doleschall, 1859)
- Cosmophasis weyersi (Simon, 1899)

## Cotinusa
Cotinusa Simon, 1900
- Cotinusa adelae Mello-Leitão, 1944
- Cotinusa albescens Mello-Leitão, 1945
- Cotinusa bisetosa Simon, 1900
- Cotinusa bryantae Chickering, 1946
- Cotinusa cancellata (Mello-Leitão, 1943)
- Cotinusa deserta (Peckham & Peckham, 1894)
- Cotinusa dimidiata Simon, 1900
- Cotinusa distincta (Peckham & Peckham, 1888)
- Cotinusa fenestrata (Taczanowski, 1878)
- Cotinusa furcifera (Schenkel, 1953)
- Cotinusa gemmea (Peckham & Peckham, 1894)
- Cotinusa gertschi (Mello-Leitão, 1947)
- Cotinusa horatia (Peckham & Peckham, 1894)
- Cotinusa irregularis (Mello-Leitão, 1945)
- Cotinusa leucoprocta (Mello-Leitão, 1947)
- Cotinusa magna (Peckham & Peckham, 1894)
- Cotinusa mathematica (Mello-Leitão, 1917)
- Cotinusa melanura Mello-Leitão, 1939
- Cotinusa puella Simon, 1900
- Cotinusa pulchra Mello-Leitão, 1917
- Cotinusa rosascostai Mello-Leitão, 1944
- Cotinusa rubriceps (Mello-Leitão, 1947)
- Cotinusa septempunctata Simon, 1900
- Cotinusa simoni Chickering, 1946
- Cotinusa soesilae Makhan, 2009
- Cotinusa splendida (Dyal, 1935)
- Cotinusa stolzmanni (Taczanowski, 1878)
- Cotinusa trifasciata (Mello-Leitão, 1943)
- Cotinusa trimaculata Mello-Leitão, 1922
- Cotinusa vittata Simon, 1900

## Cucudeta
Cucudeta Maddison, 2009
- Cucudeta gahavisuka Maddison, 2009
- Cucudeta uzet Maddison, 2009
- Cucudeta zabkai Maddison, 2009

## Curubis
Curubis Simon, 1902
- Curubis annulata Simon, 1902
- Curubis erratica Simon, 1902
- Curubis sipeki Dobroruka, 2004
- Curubis tetrica Simon, 1902

## Cylistella
Cylistella Simon, 1901
- Cylistella adjacens (O. P.-Cambridge, 1896)
- Cylistella castanea Petrunkevitch, 1925
- Cylistella coccinelloides (O. P.-Cambridge, 1869)
- Cylistella cuprea (Simon, 1864)
- Cylistella fulva Chickering, 1946
- Cylistella sanctipauli Soares & Camargo, 1948
- Cylistella scarabaeoides (O. P.-Cambridge, 1894)

## Cyllodania
Cyllodania Simon, 1902
- Cyllodania bicruciata Simon, 1902
- Cyllodania minuta Galiano, 1977

## Cynapes
Cynapes Simon, 1900
- Cynapes baptizatus (Butler, 1876)
- Cynapes canosus Simon, 1900
- Cynapes lineatus (Vinson, 1863)
- Cynapes wrighti (Blackwall, 1877)

## Cyrba
Cyrba Simon, 1876
- Cyrba algerina (Lucas, 1846)
- Cyrba armillata Peckham & Peckham, 1907
- Cyrba bidentata Strand, 1906
- Cyrba boveyi Lessert, 1933
- Cyrba dotata Peckham & Peckham, 1903
- Cyrba legendrei Wanless, 1984
- Cyrba lineata Wanless, 1984
- Cyrba nigrimana Simon, 1900
- Cyrba ocellata (Kroneberg, 1875)
- Cyrba simoni Wijesinghe, 1993
- Cyrba szechenyii Karsch, 1898

## Cytaea
Cytaea Keyserling, 1882
- Cytaea aeneomicans Simon, 1902
- Cytaea albichelis Strand, 1911
- Cytaea albolimbata Simon, 1888
- Cytaea argentosa (Thorell, 1881)
- Cytaea barbatissima (Keyserling, 1881)
- Cytaea carolinensis Berry, Beatty & Prószyński, 1998
- Cytaea catella (Thorell, 1891)
- Cytaea clarovittata (Keyserling, 1881)
- Cytaea dispalans (Thorell, 1892)
- Cytaea fibula Berland, 1938
- Cytaea flavolineata Berland, 1938
- Cytaea frontaligera (Thorell, 1881)
- Cytaea guentheri Thorell, 1895
- Cytaea haematica Simon, 1902
- Cytaea haematicoides Strand, 1911
- Cytaea koronivia Berry, Beatty & Prószyński, 1998
- Cytaea laodamia Hogg, 1918
- Cytaea laticeps (Thorell, 1878)
- Cytaea lepida Kulczyński, 1910
- Cytaea levii Peng & Li, 2002
- Cytaea mitellata (Thorell, 1881)
- Cytaea morrisoni Dunn, 1951
- Cytaea nausori Berry, Beatty & Prószyński, 1998
- Cytaea nigriventris (Keyserling, 1881)
- Cytaea nimbata (Thorell, 1881)
- Cytaea oreophila Simon, 1902
- Cytaea piscula (L. Koch, 1867)
  - Cytaea piscula subsiliens (Kulczyński, 1910)
- Cytaea plumbeiventris (Keyserling, 1881)
- Cytaea ponapensis Berry, Beatty & Prószyński, 1998
- Cytaea rai Berry, Beatty & Prószyński, 1998
- Cytaea rubra (Walckenaer, 1837)
- Cytaea severa (Thorell, 1881)
- Cytaea sinuata (Doleschall, 1859)
- Cytaea sylvia Hogg, 1915
- Cytaea taveuniensis Patoleta & Gardzińska, 2010
- Cytaea trispinifera Marples, 1955
- Cytaea vitiensis Berry, Beatty & Prószyński, 1998
- Cytaea whytei Prószyński & Deeleman-Reinhold, 2010

## Damoetas
Damoetas Peckham & Peckham, 1886
- Damoetas nitidus (L. Koch, 1880)

## Darwinneon
Darwinneon Cutler, 1971
- Darwinneon crypticus Cutler, 1971

## Dasycyptus
Dasycyptus Simon, 1902
- Dasycyptus dimus Simon, 1902
- Dasycyptus dubius Berland & Millot, 1941

## Dendryphantes
Dendryphantes C. L. Koch, 1837
- Dendryphantes aethiopicus Wesolowska & Tomasiewicz, 2008
- Dendryphantes amphibolus Chamberlin, 1916
- Dendryphantes andinus Chamberlin, 1916
- Dendryphantes arboretus Wesolowska & Cumming, 2008
- Dendryphantes barguzinensis Danilov, 1997
- Dendryphantes barrosmachadoi Caporiacco, 1955
- Dendryphantes biankii Prószyński, 1979
- Dendryphantes bisquinquepunctatus Taczanowski, 1878
- Dendryphantes calus Chamberlin, 1916
- Dendryphantes caporiaccoi Roewer, 1951
- Dendryphantes centromaculatus Taczanowski, 1878
- Dendryphantes chuldensis Prószyński, 1982
- Dendryphantes comatus Karsch, 1880
- Dendryphantes czekanowskii Prószyński, 1979
- Dendryphantes darchan Logunov, 1993
- Dendryphantes duodecempunctatus Mello-Leitão, 1943
- Dendryphantes fulvipes (Mello-Leitão, 1943)
- Dendryphantes fulviventris (Lucas, 1846)
- Dendryphantes fusconotatus (Grube, 1861)
- Dendryphantes hararensis Wesolowska & Cumming, 2008
- Dendryphantes hastatus (Clerck, 1757)
- Dendryphantes hewitti Lessert, 1925
- Dendryphantes honestus (C. L. Koch, 1846)
- Dendryphantes lanipes C. L. Koch, 1846
- Dendryphantes legibilis (Nicolet, 1849)
- Dendryphantes lepidus (Peckham & Peckham, 1901)
- Dendryphantes linzhiensis Hu, 2001
- Dendryphantes madrynensis Mello-Leitão, 1940
- Dendryphantes mendicus (C. L. Koch, 1846)
- Dendryphantes modestus (Mello-Leitão, 1941)
- Dendryphantes mordax (C. L. Koch, 1846)
- Dendryphantes nicator Wesolowska & van Harten, 1994
- Dendryphantes nigromaculatus (Keyserling, 1885)
- Dendryphantes niveornatus Mello-Leitão, 1936
- Dendryphantes nobilis (C. L. Koch, 1846)
- Dendryphantes ovchinnikovi Logunov & Marusik, 1994
- Dendryphantes patagonicus Simon, 1905
- Dendryphantes potanini Logunov, 1993
- Dendryphantes praeposterus Denis, 1958
- Dendryphantes pseudochuldensis Peng, Xie & Kim, 1994
- Dendryphantes pugnax (C. L. Koch, 1846)
- Dendryphantes purcelli Peckham & Peckham, 1903
- Dendryphantes quaesitus Wesolowska & van Harten, 1994
- Dendryphantes rafalskii Wesolowska, 2000
- Dendryphantes ravidus (Simon, 1868)
- Dendryphantes reimoseri Roewer, 1951
- Dendryphantes rudis (Sundevall, 1833)
- Dendryphantes sacci Simon, 1886
- Dendryphantes sanguineus Wesolowska, 2011
- Dendryphantes schultzei Simon, 1910
- Dendryphantes secretus Wesolowska, 1995
- Dendryphantes sedulus (Blackwall, 1865)
- Dendryphantes seriatus Taczanowski, 1878
- Dendryphantes sexguttatus (Mello-Leitão, 1945)
- Dendryphantes strenuus (C. L. Koch, 1846)
- Dendryphantes tuvinensis Logunov, 1991
- Dendryphantes villarrica Richardson, 2010
- Dendryphantes yadongensis Hu, 2001
- Dendryphantes zygoballoides Chamberlin, 1924

## Depreissia
Depreissia Lessert, 1942
- Depreissia decipiens Deeleman-Reinhold & Floren, 2003
- Depreissia myrmex Lessert, 1942

## Descanso
Descanso Peckham & Peckham, 1892
- Descanso chapoda Peckham & Peckham, 1892
- Descanso discicollis (Taczanowski, 1878)
- Descanso formosus Bryant, 1943
- Descanso insolitus Chickering, 1946
- Descanso magnus Bryant, 1943
- Descanso montanus Bryant, 1943
- Descanso peregrinus Chickering, 1946
- Descanso sobrius Galiano, 1986
- Descanso vagus Peckham & Peckham, 1892
- Descanso ventrosus Galiano, 1986

## Dexippus
Dexippus Thorell, 1891
- Dexippus kleini Thorell, 1891
- Dexippus taiwanensis Peng & Li, 2002
- Dexippus topali Prószyński, 1992

## Diagondas
Diagondas Simon, 1902
- Diagondas viridiaureus Simon, 1902

## Dinattus
Dinattus Bryant, 1943
- Dinattus erebus Bryant, 1943
- Dinattus heros Bryant, 1943
- Dinattus minor Bryant, 1943

## Diolenius
Diolenius Thorell, 1870
- Diolenius albopiceus Hogg, 1915
- Diolenius amplectens Thorell, 1881
- Diolenius angustipes Gardzińska & Żabka, 2006
- Diolenius armatissimus Thorell, 1881
- Diolenius bicinctus Simon, 1884
- Diolenius decorus Gardzińska & Żabka, 2006
- Diolenius infulatus Gardzińska & Żabka, 2006
- Diolenius insignitus Gardzińska & Żabka, 2006
- Diolenius lineatus Gardzińska & Żabka, 2006
- Diolenius lugubris Thorell, 1881
- Diolenius paradoxus Gardzińska & Żabka, 2006
- Diolenius phrynoides (Walckenaer, 1837)
- Diolenius redimiculatus Gardzińska & Żabka, 2006
- Diolenius varicus Gardzińska & Żabka, 2006
- Diolenius virgatus Gardzińska & Żabka, 2006

## Diplocanthopoda
Diplocanthopoda Abraham, 1925
- Diplocanthopoda hatamensis (Thorell, 1881)
- Diplocanthopoda marina Abraham, 1925

## Dolichoneon
Dolichoneon Caporiacco, 1935
- Dolichoneon typicus Caporiacco, 1935

## Donaldius
Donaldius Chickering, 1946
- Donaldius lucidus Chickering, 1946

## Donoessus
Donoessus Simon, 1902
- Donoessus nigriceps (Simon, 1899)
- Donoessus striatus Simon, 1902

## Eburneana
Eburneana Wesolowska & Szüts, 2001
- Eburneana magna Wesolowska & Szüts, 2001
- Eburneana scharffi Wesolowska & Szüts, 2001
- Eburneana wandae Szüts, 2003

## Echeclus
Echeclus Thorell, 1890
- Echeclus concinnus Thorell, 1890

## Echinussa
Echinussa Simon, 1901
- Echinussa imerinensis Simon, 1901
- Echinussa praedatoria (Keyserling, 1877)
- Echinussa vibrabunda (Simon, 1886)

## Edilemma
Edilemma Ruiz & Brescovit, 2006
- Edilemma foraminifera Ruiz & Brescovit, 2006

## Efate
Efate Berland, 1938
- Efate albobicinctus Berland, 1938
- Efate fimbriatus Berry, Beatty & Prószyński, 1996
- Efate raptor Berry, Beatty & Prószyński, 1996

## Emathis
Emathis Simon, 1899
- Emathis astorgasensis Barrion & Litsinger, 1995
- Emathis coprea (Thorell, 1890)
- Emathis luteopunctata Petrunkevitch, 1930
- Emathis makilingensis Barrion & Litsinger, 1995
- Emathis minuta Petrunkevitch, 1930
- Emathis portoricensis Petrunkevitch, 1930
- Emathis sobara (Thorell, 1890)
- Emathis tetuani Petrunkevitch, 1930
- Emathis unispina Franganillo, 1930
- Emathis weyersi Simon, 1899

## Empanda
Empanda Simon, 1903
- Empanda ornata (Peckham & Peckham, 1885)

## Encolpius
Encolpius Simon, 1900
- Encolpius albobarbatus Simon, 1900
- Encolpius fimbriatus Crane, 1943
- Encolpius guaraniticus Galiano, 1968

## Encymachus
Encymachus Simon, 1902
- Encymachus hesperus Lawrence, 1927
- Encymachus livingstonei Simon, 1902

## Enoplomischus
Enoplomischus Giltay, 1931
- Enoplomischus ghesquierei Giltay, 1931
- Enoplomischus spinosus Wesolowska, 2005

## Epeus
Epeus Peckham & Peckham, 1886
- Epeus alboguttatus (Thorell, 1887)
- Epeus albus Prószyński, 1992
- Epeus bicuspidatus (Song, Gu & Chen, 1988)
- Epeus chilapataensis (Biswas & Biswas, 1992)
- Epeus edwardsi Barrion & Litsinger, 1995
- Epeus exdomus Jastrzebski, 2010
- Epeus flavobilineatus (Doleschall, 1859)
- Epeus furcatus Zhang, Song & Li, 2003
- Epeus glorius Żabka, 1985
- Epeus guangxi Peng & Li, 2002
- Epeus hawigalboguttatus Barrion & Litsinger, 1995
- Epeus indicus Prószyński, 1992
- Epeus mirus (Peckham & Peckham, 1907)
- Epeus tener (Simon, 1877)

## Epidelaxia
Epidelaxia Simon, 1902
- Epidelaxia albocruciata Simon, 1902
- Epidelaxia albostellata Simon, 1902
- Epidelaxia obscura Simon, 1902

## Epocilla
Epocilla Thorell, 1887
- Epocilla aurantiaca (Simon, 1885)
- Epocilla blairei Żabka, 1985
- Epocilla calcarata (Karsch, 1880)
- Epocilla chimakothiensis Jastrzebski, 2007
- Epocilla femoralis Simon, 1901
- Epocilla innotata Thorell, 1895
- Epocilla mauriciana Simon, 1901
- Epocilla picturata Simon, 1901
- Epocilla praetextata Thorell, 1887
- Epocilla xylina Simon, 1906

## Erasinus
Erasinus Simon, 1899
- Erasinus flagellifer Simon, 1899
- Erasinus flavibarbis Simon, 1902
- Erasinus gracilis Peckham & Peckham, 1907

## Ergane
Ergane L. Koch, 1881
- Ergane benjarei (Peckham & Peckham, 1907)
- Ergane carinata Berry, Beatty & Prószyński, 1996
- Ergane cognata L. Koch, 1881
- Ergane insulana L. Koch, 1881

## Erica
Erica Peckham & Peckham, 1892
- Erica eugenia Peckham & Peckham, 1892

## Eris
Eris C. L. Koch, 1846
- Eris bulbosa (Karsch, 1880)
- Eris flava (Peckham & Peckham, 1888)
- Eris floridana (Banks, 1904)
- Eris illustris C. L. Koch, 1846
- Eris militaris (Hentz, 1845)
- Eris perpasta (Chickering, 1946)
- Eris perpolita (Chickering, 1946)
- Eris riedeli (Schmidt, 1971)
- Eris rufa (C. L. Koch, 1846)
- Eris tricolor (C. L. Koch, 1846)
- Eris trimaculata (Banks, 1898)
- Eris valida (Chickering, 1946)

## Euophrys
Euophrys C. L. Koch, 1834
- Euophrys acripes (Simon, 1871)
- Euophrys alabardata Caporiacco, 1947
- Euophrys albimana Denis, 1937
- Euophrys albopalpalis Bao & Peng, 2002
- Euophrys albopatella Petrunkevitch, 1914
- Euophrys alticola Denis, 1955
- Euophrys ambigua C. L. Koch, 1846
- Euophrys a-notata Mello-Leitão, 1940
- Euophrys arenaria (Urquhart, 1888)
- Euophrys astuta (Simon, 1871)
- Euophrys atrata Song & Chai, 1992
- Euophrys auricolor Dyal, 1935
- Euophrys baliola (Simon, 1871)
- Euophrys banksi Roewer, 1951
- Euophrys bifoveolata Tullgren, 1905
- Euophrys bryophila Berry, Beatty & Prószyński, 1996
- Euophrys bulbus Bao & Peng, 2002
- Euophrys canariensis Denis, 1941
- Euophrys capicola Simon, 1901
- Euophrys catherinae Prószyński, 2000
- Euophrys concolorata Roewer, 1951
- Euophrys convergentis Strand, 1906
- Euophrys cooki Żabka, 1985
- Euophrys crux Taczanowski, 1878
- Euophrys declivis Karsch, 1879
- Euophrys dhaulagirica Żabka, 1980
- Euophrys difficilis (Simon, 1868)
- Euophrys evae Żabka, 1981
- Euophrys everestensis Wanless, 1975
- Euophrys ferrumequinum Taczanowski, 1878
- Euophrys flavoatra (Grube, 1861)
- Euophrys flordellago Richardson, 2010
- Euophrys frontalis (Walckenaer, 1802)
- Euophrys fucata (Simon, 1868)
- Euophrys gambosa (Simon, 1868)
  - Euophrys gambosa mediocris Simon, 1937
- Euophrys granulata Denis, 1947
- Euophrys herbigrada (Simon, 1871)
- Euophrys infausta Peckham & Peckham, 1903
- Euophrys innotata (Simon, 1868)
- Euophrys jirica Żabka, 1980
- Euophrys kataokai Ikeda, 1996
- Euophrys kawkaban Wesolowska & van Harten, 2007
- Euophrys kirghizica Logunov, 1997
- Euophrys kittenbergeri Caporiacco, 1947
- Euophrys kororensis Berry, Beatty & Prószyński, 1996
- Euophrys laetata Simon, 1904
- Euophrys leipoldti Peckham & Peckham, 1903
- Euophrys leucopalpis Taczanowski, 1878
- Euophrys leucostigma C. L. Koch, 1846
- Euophrys littoralis Soyer, 1959
- Euophrys lunata Bertkau, 1880
- Euophrys luteolineata (Simon, 1871)
- Euophrys manicata (Simon, 1871)
- Euophrys mapuche Galiano, 1968
- Euophrys marmarica Caporiacco, 1928
- Euophrys maura Taczanowski, 1878
- Euophrys megastyla Caporiacco, 1949
- Euophrys melanoleuca Mello-Leitão, 1944
- Euophrys menemerella Strand, 1909
- Euophrys minuta Prószyński, 1992
- Euophrys monadnock Emerton, 1891
- Euophrys mottli Kolosváry, 1934
- Euophrys namulinensis Hu, 2001
- Euophrys nanchonensis Taczanowski, 1878
- Euophrys nangqianensis Hu, 2001
- Euophrys nepalica Żabka, 1980
- Euophrys newtoni Peckham & Peckham, 1896
- Euophrys nigrescens Caporiacco, 1940
- Euophrys nigripalpis Simon, 1937
- Euophrys nigritarsis (Simon, 1868)
- Euophrys nigromaculata (Lucas, 1846)
- Euophrys omnisuperstes Wanless, 1975
- Euophrys patagonica Simon, 1905
- Euophrys patellaris Denis, 1957
- Euophrys pelzelni Taczanowski, 1878
- Euophrys peruviana Taczanowski, 1878
- Euophrys pexa Simon, 1937
- Euophrys poloi Żabka, 1985
- Euophrys proszynskii Logunov, Cutler & Marusik, 1993
- Euophrys pseudogambosa Strand, 1915
- Euophrys pulchella Peckham & Peckham, 1893
- Euophrys purcelli Peckham & Peckham, 1903
- Euophrys quadricolor Taczanowski, 1878
- Euophrys quadripunctata (Lucas, 1846)
- Euophrys quadrispinosa Lawrence, 1938
- Euophrys rapida C. L. Koch, 1846
- Euophrys rosenhaueri L. Koch, 1856
- Euophrys rubroclypea Dyal, 1935
- Euophrys rufa Dyal, 1935
- Euophrys rufibarbis (Simon, 1868)
- Euophrys rufimana (Simon, 1875)
- Euophrys rusticana (Nicolet, 1849)
- Euophrys saitiformis Simon, 1901
- Euophrys sanctimatei Taczanowski, 1878
- Euophrys sedula (Simon, 1875)
- Euophrys semiglabrata (Simon, 1868)
- Euophrys semirufa Simon, 1884
- Euophrys sima Chamberlin, 1916
- Euophrys sinapicolor Taczanowski, 1878
- Euophrys striolata (C. L. Koch, 1846)
- Euophrys sulphurea (L. Koch, 1867)
- Euophrys sutrix Holmberg, 1875
- Euophrys talassica Logunov, 1997
- Euophrys tehuelche Galiano, 1968
- Euophrys terrestris (Simon, 1871)
- Euophrys testaceozonata Caporiacco, 1922
- Euophrys turkmenica Logunov, 1997
- Euophrys uralensis Logunov, Cutler & Marusik, 1993
- Euophrys valens Bösenberg & Lenz, 1895
- Euophrys vestita Taczanowski, 1878
- Euophrys vetusta C. L. Koch, 1846
- Euophrys wanyan Berry, Beatty & Prószyński, 1996
- Euophrys wenxianensis Yang & Tang, 1997
- Euophrys ysobolii Peckham & Peckham, 1896
- Euophrys yulungensis Żabka, 1980

## Eupoa
Eupoa Żabka, 1985
- Eupoa hainanensis Peng & Kim, 1997
- Eupoa jingwei Maddison & Zhang, 2007
- Eupoa liaoi Peng & Li, 2006
- Eupoa maculata Peng & Kim, 1997
- Eupoa nezha Maddison & Zhang, 2007
- Eupoa prima Żabka, 1985
- Eupoa yunnanensis Peng & Kim, 1997

## Euryattus
Euryattus Thorell, 1881
- Euryattus bleekeri (Doleschall, 1859)
- Euryattus breviusculus (Simon, 1902)
- Euryattus celebensis (Merian, 1911)
- Euryattus junxiae Prószyński & Deeleman-Reinhold, 2010
- Euryattus leopoldi (Roewer, 1938)
- Euryattus myiopotami (Thorell, 1881)
- Euryattus porcellus Thorell, 1881
- Euryattus venustus (Doleschall, 1859)
- Euryattus wallacei (Thorell, 1881)

## Eustiromastix
Eustiromastix Simon, 1902
- Eustiromastix bahiensis Galiano, 1979
- Eustiromastix efferatus Bauab & Soares, 1978
- Eustiromastix falcatus Galiano, 1981
- Eustiromastix intermedius Galiano, 1979
- Eustiromastix keyserlingi (Taczanowski, 1878)
- Eustiromastix macropalpus Galiano, 1979
- Eustiromastix major Simon, 1902
- Eustiromastix moraballi Mello-Leitão, 1940
- Eustiromastix nativo Santos & Romero, 2004
- Eustiromastix obscurus (Peckham & Peckham, 1893)
- Eustiromastix vincenti (Peckham & Peckham, 1893)

## Evarcha
Evarcha Simon, 1902
- Evarcha acuta Wesolowska, 2006
- Evarcha albaria (L. Koch, 1878)
- Evarcha amabilis (C. L. Koch, 1846)
- Evarcha annae (Peckham & Peckham, 1903)
- Evarcha aposto Wesolowska & Tomasiewicz, 2008
- Evarcha arabica Wesolowska & van Harten, 2007
- Evarcha arcuata (Clerck, 1757)
- Evarcha armeniaca Logunov, 1999
- Evarcha awashi Wesolowska & Tomasiewicz, 2008
- Evarcha bakorensis Rollard & Wesolowska, 2002
- Evarcha bicoronata (Simon, 1901)
- Evarcha bicuspidata Peng & Li, 2003
- Evarcha bihastata Wesolowska & Russell-Smith, 2000
- Evarcha brinki Haddad & Wesolowska, 2011
- Evarcha bulbosa Żabka, 1985
- Evarcha cancellata (Simon, 1902)
- Evarcha certa Rollard & Wesolowska, 2002
- Evarcha chappuisi Lessert, 1925
- Evarcha chubbi Lessert, 1925
- Evarcha coreana Seo, 1988
- Evarcha crinita Logunov & Zamanpoore, 2005
- Evarcha culicivora Wesolowska & Jackson, 2003
- Evarcha darinurica Logunov, 2001
- Evarcha digitata Peng & Li, 2002
- Evarcha dubia (Kulczyński, 1901)
- Evarcha elegans Wesolowska & Russell-Smith, 2000
- Evarcha eriki Wunderlich, 1987
- Evarcha falcata (Clerck, 1757)
  - Evarcha falcata nigrofusca (Strand, 1900)
  - Evarcha falcata xinglongensis Yang & Tang, 1996
- Evarcha fasciata Seo, 1992
- Evarcha flagellaris Haddad & Wesolowska, 2011
- Evarcha flavocincta (C. L. Koch, 1846)
- Evarcha gausapata (Thorell, 1890)
- Evarcha grandis Wesolowska & A. Russell-Smith, 2011
- Evarcha hirticeps (Song & Chai, 1992)
- Evarcha hoyi (Peckham & Peckham, 1883)
- Evarcha hunanensis Peng, Xie & Kim, 1993
- Evarcha hyllinella Strand, 1913
- Evarcha idanrensis Wesolowska & A. Russell-Smith, 2011
- Evarcha ignea Wesolowska & Cumming, 2008
- Evarcha improcera Wesolowska & van Harten, 2007
- Evarcha infrastriata (Keyserling, 1881)
- Evarcha jucunda (Lucas, 1846)
- Evarcha karas Wesolowska, 2011
- Evarcha kirghisica Rakov, 1997
- Evarcha kochi Simon, 1902
- Evarcha laetabunda (C. L. Koch, 1846)
- Evarcha maculata Rollard & Wesolowska, 2002
- Evarcha madagascariensis Prószyński, 1992
- Evarcha michailovi Logunov, 1992
- Evarcha mirabilis Wesolowska & Haddad, 2009
- Evarcha mongolica Danilov & Logunov, 1994
- Evarcha mustela (Simon, 1902)
- Evarcha natalica Simon, 1902
- Evarcha negevensis Prószyński, 2000
- Evarcha nenilini Rakov, 1997
- Evarcha nepos (O. P.-Cambridge, 1872)
- Evarcha nigricans (Dalmas, 1920)
- Evarcha nigrifrons (C. L. Koch, 1846)
- Evarcha obscura Caporiacco, 1947
- Evarcha optabilis (Fox, 1937)
- Evarcha orientalis (Song & Chai, 1992)
- Evarcha paralbaria Song & Chai, 1992
- Evarcha patagiata (O. P.-Cambridge, 1872)
- Evarcha petrae Prószyński, 1992
- Evarcha picta Wesolowska & van Harten, 2007
- Evarcha pileckii Prószyński, 2000
- Evarcha pinguis Wesolowska & Tomasiewicz, 2008
- Evarcha pococki Żabka, 1985
- Evarcha praeclara Prószyński & Wesolowska, 2003
- Evarcha prosimilis Wesolowska & Cumming, 2008
- Evarcha proszynskii Marusik & Logunov, 1998
- Evarcha pseudopococki Peng, Xie & Kim, 1993
- Evarcha pulchella (Thorell, 1895)
- Evarcha reiskindi Berry, Beatty & Prószyński, 1996
- Evarcha rotundibulbis Wesolowska & Tomasiewicz, 2008
- Evarcha russellsmithi Wesolowska & Tomasiewicz, 2008
- Evarcha seyun Wesolowska & van Harten, 2007
- Evarcha sichuanensis Peng, Xie & Kim, 1993
- Evarcha similis Caporiacco, 1941
- Evarcha squamulata (Simon, 1902)
- Evarcha striolata Wesolowska & Haddad, 2009
- Evarcha syriaca Kulczyński, 1911
- Evarcha vitosa Próchniewicz, 1989
- Evarcha vittula Haddad & Wesolowska, 2011
- Evarcha wenxianensis Tang & Yang, 1995
- Evarcha wulingensis Peng, Xie & Kim, 1993
- Evarcha zimbabwensis Wesolowska & Cumming, 2008

## Featheroides
Featheroides Peng et al., 1994
- Featheroides typicus Peng et al., 1994
- Featheroides yunnanensis Peng et al., 1994

## Festucula
Festucula Simon, 1901
- Festucula festuculaeformis (Lessert, 1925)
- Festucula lawrencei Lessert, 1933
- Festucula vermiformis Simon, 1901

## Flacillula
Flacillula Strand, 1932
- Flacillula albofrenata (Simon, 1905)
- Flacillula incognita Żabka, 1985
- Flacillula lubrica (Simon, 1901)
- Flacillula minuta (Berland, 1929)
- Flacillula nitens Berry, Beatty & Prószyński, 1997
- Flacillula purpurea (Dyal, 1935)

## Fluda
Fluda Peckham & Peckham, 1892
- Fluda angulosa Simon, 1900
- Fluda araguae Galiano, 1971
- Fluda elata Galiano, 1986
- Fluda goianiae Soares & Camargo, 1948
- Fluda inpae Galiano, 1971
- Fluda narcissa Peckham & Peckham, 1892
- Fluda nigritarsis Simon, 1900
- Fluda opica (Peckham & Peckham, 1892)
- Fluda perdita (Peckham & Peckham, 1892)
- Fluda princeps Banks, 1929
- Fluda ruficeps (Taczanowski, 1878)

## Frespera
Frespera Braul & Lise, 2002
- Frespera carinata (Simon, 1902)
- Frespera meridionalis Braul & Lise, 2002

## Freya
Freya C. L. Koch, 1850
- Freya albosignata (F. O. P.-Cambridge, 1901)
- Freya arraijanica Chickering, 1946
- Freya atures Galiano, 2001
- Freya bicavata (F. O. P.-Cambridge, 1901)
- Freya bifida (F. O. P.-Cambridge, 1901)
- Freya bifurcata (F. O. P.-Cambridge, 1901)
- Freya chapare Galiano, 2001
- Freya chionopogon Simon, 1902
- Freya decorata (C. L. Koch, 1846)
- Freya demarcata Chamberlin & Ivie, 1936
- Freya disparipes Caporiacco, 1954
- Freya dureti Galiano, 2001
- Freya dyali Roewer, 1951
- Freya emarginata (F. O. P.-Cambridge, 1901)
- Freya frontalis Banks, 1929
- Freya grisea (F. O. P.-Cambridge, 1901)
- Freya infuscata (F. O. P.-Cambridge, 1901)
- Freya justina Banks, 1929
- Freya longispina (F. O. P.-Cambridge, 1901)
- Freya maculatipes (F. O. P.-Cambridge, 1901)
- Freya minuta (F. O. P.-Cambridge, 1901)
- Freya nannispina Chamberlin & Ivie, 1936
- Freya nigrotaeniata (Mello-Leitão, 1945)
- Freya perelegans Simon, 1902
- Freya petrunkevitchi Chickering, 1946
- Freya prominens (F. O. P.-Cambridge, 1901)
- Freya regia (Peckham & Peckham, 1896)
- Freya rubiginosa (C. L. Koch, 1846)
- Freya rufohirta (Simon, 1902)
- Freya rustica (Peckham & Peckham, 1896)

## Frigga
Frigga C. L. Koch, 1850
- Frigga coronigera (C. L. Koch, 1846)
- Frigga crocuta (Taczanowski, 1878)
- Frigga finitima Galiano, 1979
- Frigga flava (F. O. P.-Cambridge, 1901)
- Frigga kessleri (Taczanowski, 1872)
- Frigga opulenta Galiano, 1979
- Frigga pratensis (Peckham & Peckham, 1885)
- Frigga quintensis (Tullgren, 1905)
- Frigga rufa (Caporiacco, 1947)
- Frigga simoni (Berland, 1913)

## Fritzia
Fritzia O. P.-Cambridge, 1879
- Fritzia muelleri O. P.-Cambridge, 1879

## Fuentes
Fuentes Peckham & Peckham, 1894
- Fuentes pertinax Peckham & Peckham, 1894
- Fuentes yucatan Ruiz & Brescovit, 2007

## Furculattus
Furculattus Balogh, 1980
- Furculattus maxillosus Balogh, 1980

## Galianora
Galianora Maddison, 2006
- Galianora bryicola Maddison, 2006
- Galianora sacha Maddison, 2006

## Gambaquezonia
Gambaquezonia Barrion & Litsinger, 1995
- Gambaquezonia itimana Barrion & Litsinger, 1995

## Gastromicans
Gastromicans Mello-Leitão, 1917
- Gastromicans albopilosa (Simon, 1903)
- Gastromicans hondurensis (Peckham & Peckham, 1896)
- Gastromicans levispina (F. O. P.-Cambridge, 1901)
- Gastromicans noxiosa (Simon, 1886)
- Gastromicans tesselata (C. L. Koch, 1846)
- Gastromicans vigens (Peckham & Peckham, 1901)

## Gavarilla
Gavarilla Ruiz & Brescovit, 2006
- Gavarilla arretada Ruiz & Brescovit, 2006
- Gavarilla ianuzziae Ruiz & Brescovit, 2006

## Gedea
Gedea Simon, 1902
- Gedea daoxianensis Song & Gong, 1992
- Gedea flavogularis Simon, 1902
- Gedea sinensis Song & Chai, 1991
- Gedea tibialis Żabka, 1985
- Gedea unguiformis Xiao & Yin, 1991

## Gelotia
Gelotia Thorell, 1890
- Gelotia argenteolimbata (Simon, 1900)
- Gelotia bimaculata Thorell, 1890
- Gelotia frenata Thorell, 1890
- Gelotia lanka Wijesinghe, 1991
- Gelotia robusta Wanless, 1984
- Gelotia salax (Thorell, 1877)
- Gelotia syringopalpis Wanless, 1984

## Ghelna
Ghelna Maddison, 1996
- Ghelna barrowsi (Kaston, 1973)
- Ghelna canadensis (Banks, 1897)
- Ghelna castanea (Hentz, 1846)
- Ghelna sexmaculata (Banks, 1895)

## Ghumattus
Ghumattus Prószyński, 1992
- Ghumattus primus Prószyński, 1992

## Giuiria
Giuiria Strand, 1906
- Giuiria unica Strand, 1906

## Goleba
Goleba Wanless, 1980
- Goleba jocquei Szüts, 2001
- Goleba lyra Maddison & Zhang, 2006
- Goleba pallens (Blackwall, 1877)
- Goleba puella (Simon, 1885)
- Goleba punctata (Peckham & Wheeler, 1889)

## Goleta
Goleta Peckham & Peckham, 1894
- Goleta peckhami Simon, 1900
- Goleta workmani (Peckham & Peckham, 1885)

## Gorgasella
Gorgasella Chickering, 1946
- Gorgasella eximia Chickering, 1946

## Gramenca
Gramenca Rollard & Wesolowska, 2002
- Gramenca prima Rollard & Wesolowska, 2002

## Grayenulla
Grayenulla Żabka, 1992
- Grayenulla australensis Żabka, 1992
- Grayenulla dejongi Żabka, 1992
- Grayenulla nova Żabka, 1992
- Grayenulla spinimana Żabka & Gray, 2002
- Grayenulla waldockae Żabka, 1992
- Grayenulla wilganea Żabka & Gray, 2002
- Grayenulla wishartorum Żabka, 1992

## Gypogyna
Gypogyna Simon, 1900
- Gypogyna forceps Simon, 1900

## Habrocestoides
Habrocestoides Prószyński, 1992
- Habrocestoides bengalensis Prószyński, 1992
- Habrocestoides darjeelingus Logunov, 1999
- Habrocestoides indicus Prószyński, 1992
- Habrocestoides micans Logunov, 1999
- Habrocestoides nitidus Logunov, 1999
- Habrocestoides phulchokiensis Logunov, 1999

## Habrocestum
Habrocestum Simon, 1876
- Habrocestum africanum Wesolowska & Haddad, 2009
- Habrocestum albimanum Simon, 1901
- Habrocestum albopunctatum Wesolowska & van Harten, 2002
- Habrocestum algericum Dalmas, 1920
- Habrocestum arabicum Prószyński, 1989
- Habrocestum bovei (Lucas, 1846)
- Habrocestum dubium Wesolowska & van Harten, 2002
- Habrocestum dyali Roewer, 1955
- Habrocestum egaeum Metzner, 1999
- Habrocestum ferrugineum Wesolowska & van Harten, 2002
- Habrocestum flavimanum Simon, 1901
- Habrocestum formosum Wesolowska, 2000
- Habrocestum gibbosum Wesolowska & van Harten, 2007
- Habrocestum graecum Dalmas, 1920
- Habrocestum hongkongiense Prószyński, 1992
- Habrocestum ibericum Dalmas, 1920
- Habrocestum ignorabile Wesolowska & van Harten, 2007
- Habrocestum inquinatum Wesolowska & van Harten, 2002
- Habrocestum latifasciatum (Simon, 1868)
- Habrocestum laurae Peckham & Peckham, 1903
- Habrocestum lepidum Dalmas, 1920
- Habrocestum luculentum Peckham & Peckham, 1903
- Habrocestum namibicum Wesolowska, 2006
- Habrocestum nigristernum Dalmas, 1920
- Habrocestum ornaticeps (Simon, 1868)
- Habrocestum panjabium Roewer, 1951
- Habrocestum papilionaceum (L. Koch, 1867)
- Habrocestum peckhami Rainbow, 1899
- Habrocestum penicillatum Caporiacco, 1940
- Habrocestum personatum Wesolowska & A. Russell-Smith, 2011
- Habrocestum pullatum Simon, 1876
- Habrocestum punctiventre Keyserling, 1882
- Habrocestum rubroclypeatum Lessert, 1927
- Habrocestum sapiens (Peckham & Peckham, 1903)
- Habrocestum schinzi Simon, 1887
- Habrocestum shulovi Prószyński, 2000
- Habrocestum simoni Dalmas, 1920
- Habrocestum socotrense Wesolowska & van Harten, 2002
- Habrocestum speciosum Wesolowska & van Harten, 1994
- Habrocestum subdotatum Caporiacco, 1940
- Habrocestum subpenicillatum Caporiacco, 1941
- Habrocestum superbum Wesolowska, 2000
- Habrocestum tanzanicum Wesolowska & Russell-Smith, 2000
- Habrocestum verattii Caporiacco, 1936
- Habrocestum virginale Wesolowska & van Harten, 2007

## Habronattus
Habronattus F. O. P.-Cambridge, 1901
- Habronattus abditus Griswold, 1987
- Habronattus agilis (Banks, 1893)
- Habronattus alachua Griswold, 1987
- Habronattus altanus (Gertsch, 1934)
- Habronattus americanus (Keyserling, 1885)
- Habronattus amicus (Peckham & Peckham, 1909)
- Habronattus ammophilus (Chamberlin, 1924)
- Habronattus anepsius (Chamberlin, 1924)
- Habronattus aztecanus (Banks, 1898)
- Habronattus ballatoris Griswold, 1987
- Habronattus banksi (Peckham & Peckham, 1901)
- Habronattus borealis (Banks, 1895)
- Habronattus brunneus (Peckham & Peckham, 1901)
- Habronattus bulbipes (Chamberlin & Ivie, 1941)
- Habronattus calcaratus (Banks, 1904)
  - Habronattus calcaratus agricola Griswold, 1987
  - Habronattus calcaratus maddisoni Griswold, 1987
- Habronattus californicus (Banks, 1904)
- Habronattus cambridgei Bryant, 1948
- Habronattus captiosus (Gertsch, 1934)
- Habronattus carolinensis (Peckham & Peckham, 1901)
- Habronattus carpus Griswold, 1987
- Habronattus ciboneyanus Griswold, 1987
- Habronattus clypeatus (Banks, 1895)
- Habronattus cockerelli (Banks, 1901)
- Habronattus coecatus (Hentz, 1846)
- Habronattus cognatus (Peckham & Peckham, 1901)
- Habronattus conjunctus (Banks, 1898)
- Habronattus contingens (Chamberlin, 1925)
- Habronattus cuspidatus Griswold, 1987
- Habronattus decorus (Blackwall, 1846)
- Habronattus delectus (Peckham & Peckham, 1909)
- Habronattus divaricatus (Banks, 1898)
- Habronattus dorotheae (Gertsch & Mulaik, 1936)
- Habronattus dossenus Griswold, 1987
- Habronattus elegans (Peckham & Peckham, 1901)
- Habronattus encantadas Griswold, 1987
- Habronattus ensenadae (Petrunkevitch, 1930)
- Habronattus facetus (Petrunkevitch, 1930)
- Habronattus fallax (Peckham & Peckham, 1909)
- Habronattus festus (Peckham & Peckham, 1901)
- Habronattus formosus (Banks, 1906)
- Habronattus forticulus (Gertsch & Mulaik, 1936)
- Habronattus georgiensis (Chamberlin & Ivie, 1944)
- Habronattus geronimoi Griswold, 1987
- Habronattus gigas Griswold, 1987
- Habronattus hallani (Richman, 1973)
- Habronattus hirsutus (Peckham & Peckham, 1888)
- Habronattus huastecanus Griswold, 1987
- Habronattus icenoglei (Griswold, 1979)
- Habronattus iviei Griswold, 1987
- Habronattus jucundus (Peckham & Peckham, 1909)
- Habronattus kawini (Griswold, 1979)
- Habronattus klauseri (Peckham & Peckham, 1901)
- Habronattus kubai (Griswold, 1979)
- Habronattus leuceres (Chamberlin, 1925)
- Habronattus mataxus Griswold, 1987
- Habronattus mexicanus (Peckham & Peckham, 1896)
- Habronattus moratus (Gertsch & Mulaik, 1936)
- Habronattus mustaciatus (Chamberlin & Ivie, 1941)
- Habronattus nahuatlanus Griswold, 1987
- Habronattus nemoralis (Peckham & Peckham, 1901)
- Habronattus neomexicanus (Chamberlin, 1925)
- Habronattus nesiotus Griswold, 1987
- Habronattus notialis Griswold, 1987
- Habronattus ocala Griswold, 1987
- Habronattus ophrys Griswold, 1987
- Habronattus orbus Griswold, 1987
- Habronattus oregonensis (Peckham & Peckham, 1888)
- Habronattus paratus (Peckham & Peckham, 1896)
- Habronattus peckhami (Banks, 1921)
- Habronattus pochtecanus Griswold, 1987
- Habronattus pretiosus Bryant, 1947
- Habronattus pugillis Griswold, 1987
- Habronattus pyrrithrix (Chamberlin, 1924)
- Habronattus renidens Griswold, 1987
- Habronattus rufescens (Berland, 1934)
- Habronattus sabulosus (Peckham & Peckham, 1901)
- Habronattus sansoni (Emerton, 1915)
- Habronattus schlingeri (Griswold, 1979)
- Habronattus signatus (Banks, 1900)
- Habronattus simplex (Peckham & Peckham, 1901)
- Habronattus sugillatus Griswold, 1987
- Habronattus superciliosus (Peckham & Peckham, 1901)
- Habronattus tarascanus Griswold, 1987
- Habronattus tarsalis (Banks, 1904)
- Habronattus texanus (Chamberlin, 1924)
- Habronattus tlaxcalanus Griswold, 1987
- Habronattus tranquillus (Peckham & Peckham, 1901)
- Habronattus trimaculatus Bryant, 1945
- Habronattus tuberculatus (Gertsch & Mulaik, 1936)
- Habronattus ustulatus (Griswold, 1979)
- Habronattus velivolus Griswold, 1987
- Habronattus venatoris Griswold, 1987
- Habronattus virgulatus Griswold, 1987
- Habronattus viridipes (Hentz, 1846)
- Habronattus waughi (Emerton, 1926)
- Habronattus zapotecanus Griswold, 1987
- Habronattus zebraneus F. O. P.-Cambridge, 1901

## Hakka
Hakka Berry & Prószyński, 2001
- Hakka himeshimensis (Dönitz & Strand, 1906)

## Haplopsecas
Haplopsecas Caporiacco, 1955
- Haplopsecas annulipes Caporiacco, 1955

## Harmochirus
Harmochirus Simon, 1885
- Harmochirus bianoriformis (Strand, 1907)
- Harmochirus brachiatus (Thorell, 1877)
- Harmochirus duboscqi (Berland & Millot, 1941)
- Harmochirus insulanus (Kishida, 1914)
- Harmochirus lloydi Narayan, 1915
- Harmochirus luculentus Simon, 1886
- Harmochirus pineus Xiao & Wang, 2005
- Harmochirus zabkai Logunov, 2001

## Hasarina
Hasarina Schenkel, 1963
- Hasarina contortospinosa Schenkel, 1963

## Hasarius
Hasarius Simon, 1871
- Hasarius adansoni (Audouin, 1826)
- Hasarius bellicosus Peckham & Peckham, 1896
- Hasarius berlandi Lessert, 1925
- Hasarius biprocessiger Lessert, 1927
- Hasarius bisetatus Franganillo, 1930
- Hasarius cheliceroides Borowiec & Wesolowska, 2002
- Hasarius dactyloides (Xie, Peng & Kim, 1993)
- Hasarius egaenus Thorell, 1895
- Hasarius glaucus Hogg, 1915
- Hasarius inhonestus Keyserling, 1881
- Hasarius insignis Simon, 1886
- Hasarius insularis Wesolowska & van Harten, 2002
- Hasarius kulczynskii Żabka, 1985
- Hasarius kweilinensis (Prószyński, 1992)
- Hasarius lisei Bauab & Soares, 1982
- Hasarius mahensis Wanless, 1984
- Hasarius mccooki Thorell, 1892
- Hasarius mulciber Keyserling, 1881
- Hasarius obscurus Keyserling, 1881
- Hasarius orientalis (Żabka, 1985)
- Hasarius pauciaculeis Caporiacco, 1941
- Hasarius peckhami Petrunkevitch, 1914
- Hasarius roeweri Lessert, 1925
- Hasarius rufociliatus Simon, 1898
- Hasarius rusticus Thorell, 1887
- Hasarius testaceus (Thorell, 1877)
- Hasarius trivialis (Thorell, 1877)
- Hasarius tropicus Jastrzebski, 2010

## Havaika
Havaika Prószyński, 2002
- Havaika albociliata (Simon, 1900)
- Havaika arnedoi Prószyński, 2008
- Havaika beattyi Prószyński, 2008
- Havaika berlandi Prószyński, 2008
- Havaika berryorum Prószyński, 2008
- Havaika canosa (Simon, 1900)
- Havaika ciliata Prószyński, 2008
- Havaika cruciata (Simon, 1900)
- Havaika flavipes (Berland, 1933)
- Havaika gillespieae Prószyński, 2008
- Havaika gressitti Prószyński, 2008
- Havaika jamiesoni Prószyński, 2002
- Havaika kahiliensis Prószyński, 2008
- Havaika kauaiensis Prószyński, 2008
- Havaika kraussi Prószyński, 2008
- Havaika mananensis Prószyński, 2008
- Havaika mauiensis Prószyński, 2008
- Havaika navata (Simon, 1900)
- Havaika nigrolineata (Berland, 1933)
- Havaika oceanica Prószyński, 2008
- Havaika pubens (Simon, 1900)
- Havaika senicula (Simon, 1900)
- Havaika tantalensis Prószyński, 2008
- Havaika triangulifera (Berland, 1933)
- Havaika valida (Simon, 1900)
- Havaika verecunda (Simon, 1900)

## Helicius
Helicius Żabka, 1981
- Helicius chikunii (Logunov & Marusik, 1999)
- Helicius cylindratus (Karsch, 1879)
- Helicius hillaryi Żabka, 1981
- Helicius kimjoopili Kim, 1995
- Helicius yaginumai Bohdanowicz & Prószyński, 1987

## Heliophanillus
Heliophanillus Prószyński, 1989
- Heliophanillus conspiciendus Wesolowska & van Harten, 2010
- Heliophanillus fulgens (O. P.-Cambridge, 1872)
- Heliophanillus metallifer Wesolowska & van Harten, 2010
- Heliophanillus suedicola (Simon, 1901)

## Heliophanoides
Heliophanoides Prószyński, 1992
- Heliophanoides bhutanicus Prószyński, 1992
- Heliophanoides epigynalis Prószyński, 1992
- Heliophanoides spermathecalis Prószyński, 1992

## Heliophanus
Heliophanus C. L. Koch, 1833
- Heliophanus abditus Wesolowska, 1986
- Heliophanus aberdarensis Wesolowska, 1986
- Heliophanus activus (Blackwall, 1877)
- Heliophanus acutissimus Wesolowska, 1986
- Heliophanus aeneus (Hahn, 1832)
- Heliophanus aethiopicus Wesolowska, 2003
- Heliophanus africanus Wesolowska, 1986
- Heliophanus agricola Wesolowska, 1986
- Heliophanus agricoloides Wunderlich, 1987
- Heliophanus alienus Wesolowska, 1986
- Heliophanus anymphos Wesolowska, 2003
- Heliophanus apiatus Simon, 1868
- Heliophanus auratus C. L. Koch, 1835
  - Heliophanus auratus mediocinctus Kulczyński, 1898
- Heliophanus aviculus Berland & Millot, 1941
- Heliophanus baicalensis Kulczyński, 1895
- Heliophanus bellus Wesolowska, 1986
- Heliophanus berlandi Lawrence, 1937
- Heliophanus bisulcus Wesolowska, 1986
- Heliophanus bolensis Wesolowska, 2003
- Heliophanus brevis Wesolowska, 2003
- Heliophanus butemboensis Wesolowska, 1986
- Heliophanus camtschadalicus Kulczyński, 1885
- Heliophanus canariensis Wesolowska, 1986
- Heliophanus capensis Wesolowska, 1986
- Heliophanus capicola Simon, 1901
- Heliophanus cassinicola Simon, 1910
- Heliophanus charlesi Wesolowska, 2003
- Heliophanus chikangawanus Wesolowska, 1986
- Heliophanus chovdensis Prószyński, 1982
- Heliophanus claviger Simon, 1901
- Heliophanus congolensis Giltay, 1935
- Heliophanus conspicuus Wesolowska, 1986
- Heliophanus creticus Giltay, 1932
- Heliophanus crudeni Lessert, 1925
- Heliophanus cupreus (Walckenaer, 1802)
  - Heliophanus cupreus cuprescens (Simon, 1868)
  - Heliophanus cupreus globifer (Simon, 1868)
- Heliophanus curvidens (O. P.-Cambridge, 1872)
- Heliophanus cuspidatus Xiao, 2000
- Heliophanus dampfi Schenkel, 1923
- Heliophanus deamatus Peckham & Peckham, 1903
- Heliophanus debilis Simon, 1901
- Heliophanus decempunctatus (Caporiacco, 1941)
- Heliophanus decoratus L. Koch, 1875
- Heliophanus deformis Wesolowska, 1986
- Heliophanus demonstrativus Wesolowska, 1986
- Heliophanus deserticola Simon, 1901
- Heliophanus difficilis Wesolowska, 1986
- Heliophanus dubius C. L. Koch, 1835
- Heliophanus dunini Rakov & Logunov, 1997
- Heliophanus dux Wesolowska & van Harten, 1994
- Heliophanus eccentricus Ledoux, 2007
- Heliophanus edentulus Simon, 1871
- Heliophanus encifer Simon, 1871
- Heliophanus equester L. Koch, 1867
- Heliophanus erythropleurus Kulczyński, 1901
- Heliophanus eucharis Simon, 1887
- Heliophanus falcatus Wesolowska, 1986
- Heliophanus fascinatus Wesolowska, 1986
- Heliophanus feltoni Logunov, 2009
- Heliophanus flavipes (Hahn, 1832)
- Heliophanus forcipifer Kulczyński, 1895
- Heliophanus fuerteventurae Schmidt & Krause, 1996
- Heliophanus giltayi Lessert, 1933
- Heliophanus gladiator Wesolowska, 1986
- Heliophanus glaucus Bösenberg & Lenz, 1895
- Heliophanus gloriosus Wesolowska, 1986
- Heliophanus hamifer Simon, 1886
- Heliophanus harpago Simon, 1910
- Heliophanus hastatus Wesolowska, 1986
- Heliophanus heurtaultae Rollard & Wesolowska, 2002
- Heliophanus horrifer Wesolowska, 1986
- Heliophanus ibericus Wesolowska, 1986
- Heliophanus imerinensis Simon, 1901
- Heliophanus imperator Wesolowska, 1986
- Heliophanus improcerus Wesolowska, 1986
- Heliophanus innominatus Wesolowska, 1986
- Heliophanus insperatus Wesolowska, 1986
- Heliophanus iranus Wesolowska, 1986
- Heliophanus jacksoni Wesolowska, 2011
- Heliophanus japonicus Kishida, 1910
- Heliophanus kankanensis Berland & Millot, 1941
- Heliophanus kenyaensis Wesolowska, 1986
- Heliophanus kilimanjaroensis Wesolowska, 1986
- Heliophanus kochii Simon, 1868
- Heliophanus koktas Logunov, 1992
- Heliophanus konradthaleri Logunov, 2009
- Heliophanus kovacsi Wesolowska, 2003
- Heliophanus lawrencei Wesolowska, 1986
- Heliophanus lesserti Wesolowska, 1986
- Heliophanus leucopes Wesolowska, 2003
- Heliophanus lineiventris Simon, 1868
- Heliophanus macentensis Berland & Millot, 1941
- Heliophanus machaerodus Simon, 1909
- Heliophanus maculatus Karsch, 1878
- Heliophanus malus Wesolowska, 1986
- Heliophanus maralal Wesolowska, 2003
- Heliophanus marshalli Peckham & Peckham, 1903
- Heliophanus mauricianus Simon, 1901
- Heliophanus megae Wesolowska, 2003
- Heliophanus melinus L. Koch, 1867
- Heliophanus menemeriformis Strand, 1907
- Heliophanus minutissimus (Caporiacco, 1941)
- Heliophanus mirabilis Wesolowska, 1986
- Heliophanus modicus Peckham & Peckham, 1903
- Heliophanus montanus Wesolowska, 2006
- Heliophanus mordax (O. P.-Cambridge, 1872)
- Heliophanus mucronatus Simon, 1901
- Heliophanus nanus Wesolowska, 2003
- Heliophanus nobilis Wesolowska, 1986
- Heliophanus ochrichelis Strand, 1907
- Heliophanus orchesta Simon, 1886
- Heliophanus orchestioides Lessert, 1925
- Heliophanus papyri Wesolowska, 2003
- Heliophanus parvus Wesolowska & van Harten, 1994
- Heliophanus patagiatus Thorell, 1875
  - Heliophanus patagiatus albolineatus Kulczyński, 1901
- Heliophanus patellaris Simon, 1901
- Heliophanus paulus Wesolowska, 1986
- Heliophanus pauper Wesolowska, 1986
- Heliophanus peckhami Simon, 1902
- Heliophanus pistaciae Wesolowska, 2003
- Heliophanus portentosus Wesolowska, 1986
- Heliophanus potanini Schenkel, 1963
- Heliophanus pratti Peckham & Peckham, 1903
- Heliophanus proszynskii Wesolowska, 2003
- Heliophanus pygmaeus Wesolowska & Russell-Smith, 2000
- Heliophanus ramosus Wesolowska, 1986
- Heliophanus redimitus Simon, 1910
- Heliophanus robustus Berland & Millot, 1941
- Heliophanus rufithorax Simon, 1868
- Heliophanus rutrosus Wesolowska, 2003
- Heliophanus saudis Prószyński, 1989
- Heliophanus semirasus Lawrence, 1928
- Heliophanus similior Ledoux, 2007
- Heliophanus simplex Simon, 1868
- Heliophanus sororius Wesolowska, 2003
- Heliophanus splendidus Wesolowska, 2003
- Heliophanus stylifer Simon, 1878
- Heliophanus tenuitas Wesolowska, 2011
- Heliophanus termitophagus Wesolowska & Haddad, 2002
- Heliophanus thaleri Wesolowska, 2009
- Heliophanus transvaalicus Simon, 1901
- Heliophanus trepidus Simon, 1910
- Heliophanus tribulosus Simon, 1868
- Heliophanus tristis Wesolowska, 2003
- Heliophanus turanicus Charitonov, 1969
- Heliophanus undecimmaculatus Caporiacco, 1941
- Heliophanus ussuricus Kulczyński, 1895
- Heliophanus uvirensis Wesolowska, 1986
- Heliophanus validus Wesolowska, 1986
- Heliophanus variabilis (Vinson, 1863)
- Heliophanus verus Wesolowska, 1986
- Heliophanus villosus Wesolowska, 1986
- Heliophanus wesolowskae Rakov & Logunov, 1997
- Heliophanus wulingensis Peng & Xie, 1996
- Heliophanus xanthopes Wesolowska, 2003
- Heliophanus xerxesi Logunov, 2009

## Helpis
Helpis Simon, 1901
- Helpis foelixi Żabka, M.; Patoleta, B.M. 2014[4]
- Helpis gracilis Gardzinska, 1996
- Helpis kenilworthi Żabka, 2002
- Helpis longichelis Strand, 1915
- Helpis longipalpis Gardzińska & Żabka, 2010
- Helpis merriwa Żabka, M.; Patoleta, B.M. 2014
- Helpis minitabunda (L. Koch, 1880)
- Helpis occidentalis Simon, 1909
- Helpis risdonica Żabka, 2002
- Helpis staregai Żabka, M.; Patoleta, B.M. 2014
- Helpis tasmanica Żabka, 2002
- Helpis wanlessi Żabka, M.; Patoleta, B.M. 2014
- Helpis wisharti Żabka, M.; Patoleta, B.M. 2014

## Helvetia
Helvetia Peckham & Peckham, 1894
- Helvetia albovittata Simon, 1901
- Helvetia cancrimana (Taczanowski, 1872)
- Helvetia galianoae Ruiz & Brescovit, 2008
- Helvetia humillima (Mello-Leitão, 1943)
- Helvetia labiata Ruiz & Brescovit, 2008
- Helvetia rinaldiae Ruiz & Brescovit, 2008
- Helvetia riojanensis Galiano, 1965
- Helvetia roeweri (Soares & Camargo, 1948)
- Helvetia santarema Peckham & Peckham, 1894
- Helvetia semialba (Simon, 1901)
- Helvetia stridulans Ruiz & Brescovit, 2008

## Hentzia
Hentzia Marx, 1883
- Hentzia alamosa Richman, 2010
- Hentzia antillana Bryant, 1940
- Hentzia audax Bryant, 1940
- Hentzia calypso Richman, 1989
- Hentzia chekika Richman, 1989
- Hentzia cubana Richman, 1989
- Hentzia elegans (Keyserling, 1885)
- Hentzia fimbriata (F. O. P.-Cambridge, 1901)
- Hentzia footei (Petrunkevitch, 1914)
- Hentzia grenada (Peckham & Peckham, 1894)
- Hentzia mandibularis (Bryant, 1943)
- Hentzia mitrata (Hentz, 1846)
- Hentzia palmarum (Hentz, 1832)
- Hentzia parallela (Peckham & Peckham, 1894)
- Hentzia pima Richman, 1989
- Hentzia poenitens (Chamberlin, 1924)
- Hentzia squamata (Petrunkevitch, 1930)
- Hentzia tibialis Bryant, 1940
- Hentzia vernalis (Peckham & Peckham, 1893)
- Hentzia vittata (Keyserling, 1885)
- Hentzia whitcombi Richman, 1989
- Hentzia zombia Richman, 1989

## Heratemita
Heratemita Strand, 1932
- Heratemita alboplagiata (Simon, 1899)
- Heratemita chrysozona (Simon, 1899)

## Hermotimus
Hermotimus Simon, 1903
- Hermotimus coriaceus Simon, 1903

## Hindumanes
Hindumanes Logunov, 2004
- Hindumanes karnatakaensis (Tikader & Biswas, 1978)

## Hinewaia
Hinewaia Żabka & Pollard, 2002
- Hinewaia embolica Żabka & Pollard, 2002

## Hispo
Hispo Simon, 1886
- Hispo alboclypea Wanless, 1981
- Hispo alboguttata Simon, 1903
- Hispo bipartita Simon, 1903
- Hispo cingulata Simon, 1886
- Hispo frenata (Simon, 1900)
- Hispo georgius (Peckham & Peckham, 1892)
- Hispo macfarlanei Wanless, 1981
- Hispo pullata Wanless, 1981
- Hispo striolata Simon, 1898
- Hispo sulcata Wanless, 1981
- Hispo tenuis Wanless, 1981

## Hisukattus
Hisukattus Galiano, 1987
- Hisukattus alienus Galiano, 1987
- Hisukattus simplex (Mello-Leitão, 1944)
- Hisukattus transversalis Galiano, 1987
- Hisukattus tristis (Mello-Leitão, 1944)

## Holcolaetis
Holcolaetis Simon, 1886
- Holcolaetis albobarbata Simon, 1910
- Holcolaetis clarki Wanless, 1985
- Holcolaetis cothurnata (Gerstäcker, 1873)
- Holcolaetis dyali Roewer, 1951
- Holcolaetis strandi Caporiacco, 1940
- Holcolaetis vellerea Simon, 1910
- Holcolaetis xerampelina Simon, 1886
- Holcolaetis zuluensis Lawrence, 1937

## Holoplatys
Holoplatys Simon, 1885
- Holoplatys apressus (Powell, 1873)
- Holoplatys bicolor Simon, 1901
- Holoplatys bicoloroides Żabka, 1991
- Holoplatys borali Żabka, 1991
- Holoplatys braemarensis Żabka, 1991
- Holoplatys bramptonensis Żabka, 1991
- Holoplatys canberra Żabka, 1991
- Holoplatys carolinensis Berry, Beatty & Prószyński, 1996
- Holoplatys chudalupensis Żabka, 1991
- Holoplatys colemani Żabka, 1991
- Holoplatys complanata (L. Koch, 1879)
- Holoplatys complanatiformis Żabka, 1991
- Holoplatys daviesae Żabka, 1991
- Holoplatys dejongi Żabka, 1991
- Holoplatys desertina Żabka, 1991
- Holoplatys embolica Żabka, 1991
- Holoplatys fusca (Karsch, 1878)
- Holoplatys grassalis Żabka, 1991
- Holoplatys invenusta (L. Koch, 1879)
- Holoplatys jardinensis Żabka, 1991
- Holoplatys julimarina Żabka, 1991
- Holoplatys kalgoorlie Żabka, 1991
- Holoplatys kempensis Żabka, 1991
- Holoplatys lhotskyi Żabka, 1991
- Holoplatys mascordi Żabka, 1991
- Holoplatys meda Żabka, 1991
- Holoplatys minuta Żabka, 1991
- Holoplatys oakensis Żabka, 1991
- Holoplatys panthera Żabka, 1991
- Holoplatys pedder Żabka, 1991
- Holoplatys pemberton Żabka, 1991
- Holoplatys planissima (L. Koch, 1879)
  - Holoplatys planissima occidentalis Thorell, 1890
- Holoplatys queenslandica Żabka, 1991
- Holoplatys rainbowi Żabka, 1991
- Holoplatys semiplanata Żabka, 1991
- Holoplatys strzeleckii Żabka, 1991
- Holoplatys tasmanensis Żabka, 1991
- Holoplatys windjanensis Żabka, 1991

## Homalattus
Homalattus White, 1841
- Homalattus coriaceus Simon, 1902
- Homalattus marshalli Peckham & Peckham, 1903
- Homalattus obscurus Peckham & Peckham, 1903
- Homalattus punctatus Peckham & Peckham, 1903
- Homalattus pustulatus (White, 1841)
- Homalattus similis Peckham & Peckham, 1903

## Huntiglennia
Huntiglennia Żabka & Gray, 2004
- Huntiglennia williamsi Żabka & Gray, 2004

## Hurius
Hurius Simon, 1901
- Hurius aeneus (Mello-Leitão, 1941)
- Hurius petrohue Galiano, 1985
- Hurius pisac Galiano, 1985
- Hurius vulpinus Simon, 1901

## Hyctiota
Hyctiota Strand, 1911
- Hyctiota banda Strand, 1911

## Hyetussa
Hyetussa Simon, 1902
- Hyetussa aguilari Galiano, 1978
- Hyetussa andalgalaensis Galiano, 1976
- Hyetussa cribrata (Simon, 1901)
- Hyetussa mesopotamica Galiano, 1976
- Hyetussa secta (Mello-Leitão, 1944)
- Hyetussa simoni Galiano, 1976

## Hyllus
Hyllus C. L. Koch, 1846
- Hyllus acutus (Blackwall, 1877)
- Hyllus aethiopicus Strand, 1906
- Hyllus africanus Lessert, 1927
- Hyllus albofasciatus Thorell, 1899
- Hyllus albomarginatus (Lenz, 1886)
- Hyllus albooculatus (Vinson, 1863)
- Hyllus alboplagiatus Thorell, 1899
- Hyllus angustivulvus Caporiacco, 1940
- Hyllus argyrotoxus Simon, 1902
- Hyllus atroniveus Caporiacco, 1940
- Hyllus aubryi (Lucas, 1858)
- Hyllus bifasciatus Ono, 1993
- Hyllus bos (Sundevall, 1833)
- Hyllus brevitarsis Simon, 1902
- Hyllus carbonarius Lessert, 1927
- Hyllus congoensis Lessert, 1927
- Hyllus cornutus (Blackwall, 1866)
- Hyllus decellei Wanless & Clark, 1975
- Hyllus decoratus Thorell, 1887
- Hyllus deyrollei (Lucas, 1858)
- Hyllus diardi (Walckenaer, 1837)
- Hyllus dotatus (Peckham & Peckham, 1903)
- Hyllus duplicidentatus Caporiacco, 1941
- Hyllus erlangeri Strand, 1906
- Hyllus flavescens Simon, 1902
- Hyllus fur Strand, 1906
- Hyllus fusciventris Strand, 1906
- Hyllus giganteus C. L. Koch, 1846
  - Hyllus giganteus whitei Thorell, 1877
- Hyllus gulosus (Simon, 1877)
- Hyllus holochalceus Simon, 1910
- Hyllus insularis Metzner, 1999
- Hyllus interrogationis (Strand, 1907)
- Hyllus jallae Pavesi, 1897
- Hyllus janthinus (C. L. Koch, 1846)
- Hyllus juanensis Strand, 1907
- Hyllus keratodes (Hasselt, 1882)
- Hyllus lacertosus (C. L. Koch, 1846)
  - Hyllus lacertosus borneensis (Thorell, 1892)
- Hyllus leucomelas (Lucas, 1858)
- Hyllus lugubrellus Strand, 1908
- Hyllus lugubris (Vinson, 1863)
- Hyllus lwoffi Berland & Millot, 1941
- Hyllus madagascariensis (Vinson, 1863)
- Hyllus manensis Strand, 1906
- Hyllus maskaranus Barrion & Litsinger, 1995
- Hyllus minahassae Merian, 1911
- Hyllus mniszechi (Lucas, 1858)
- Hyllus multiaculeatus Caporiacco, 1949
- Hyllus nebulosus Peckham & Peckham, 1907
- Hyllus nossibeensis Strand, 1907
- Hyllus nummularis (Gerstäcker, 1873)
- Hyllus pachypoessae Strand, 1907
- Hyllus plexippoides Simon, 1906
- Hyllus pudicus Thorell, 1895
- Hyllus pulcherrimus Peckham & Peckham, 1907
- Hyllus pupillatus (Fabricius, 1793)
- Hyllus ramadanii Wesolowska & Russell-Smith, 2000
- Hyllus remotus Wesolowska & A. Russell-Smith, 2011
- Hyllus robinsoni Hogg, 1919
- Hyllus rotundithorax Wesolowska & Russell-Smith, 2000
- Hyllus sansibaricus Roewer, 1951
- Hyllus semicupreus (Simon, 1885)
- Hyllus senegalensis (C. L. Koch, 1846)
- Hyllus stigmatias (L. Koch, 1875)
- Hyllus suillus Thorell, 1899
- Hyllus thyeniformis Strand, 1906
- Hyllus treleaveni Peckham & Peckham, 1902
- Hyllus tuberculatus Wanless & Clark, 1975
- Hyllus viduatus Caporiacco, 1940
- Hyllus vinsoni (Peckham & Peckham, 1885)
- Hyllus virgillus Strand, 1907
- Hyllus walckenaeri (White, 1846)

## Hypaeus
Hypaeus Simon, 1900
- Hypaeus annulifer Simon, 1900
- Hypaeus barromachadoi Caporiacco, 1947
- Hypaeus benignus (Peckham & Peckham, 1885)
- Hypaeus concinnus Simon, 1900
- Hypaeus cucullatus Simon, 1900
- Hypaeus duodentatus Crane, 1943
- Hypaeus estebanensis Simon, 1900
- Hypaeus flavipes Simon, 1900
- Hypaeus flemingi Crane, 1943
- Hypaeus frontosus Simon, 1900
- Hypaeus ignicomus Simon, 1900
- Hypaeus luridomaculatus Simon, 1900
- Hypaeus miles Simon, 1900
- Hypaeus mystacalis (Taczanowski, 1878)
- Hypaeus nigrocomosus Simon, 1900
- Hypaeus porcatus (Taczanowski, 1871)
- Hypaeus quadrinotatus Simon, 1900
- Hypaeus taczanowskii (Mello-Leitão, 1948)
- Hypaeus triplagiatus Simon, 1900
- Hypaeus venezuelanus Simon, 1900

## Hypoblemum
Hypoblemum Peckham & Peckham, 1886
- Hypoblemum albovittatum (Keyserling, 1882)
- Hypoblemum villosum (Keyserling, 1883)

## Icius
Icius Simon, 1876
- Icius abnormis Denis, 1958
- Icius bilobus Yang & Tang, 1996
- Icius brunellii Caporiacco, 1940
- Icius cervinus Simon, 1878
- Icius congener (Simon, 1871)
- Icius crassipes (Simon, 1868)
- Icius daisetsuzanus Saito, 1934
- Icius dendryphantoides Strand, 1909
- Icius desertorum Simon, 1901
- Icius glaucochirus (Thorell, 1890)
- Icius gyirongensis Hu, 2001
- Icius hamatus (C. L. Koch, 1846)
- Icius hongkong Song et al., 1997
- Icius ildefonsus Chamberlin, 1924
- Icius inhonestus Keyserling, 1878
- Icius insolidus (Wesolowska, 1999)
- Icius insolitus Alicata & Cantarella, 1994
- Icius lamellatus Wunderlich, 2011
- Icius mbitaensis Wesolowska, 2011
- Icius minimus Wesolowska & Tomasiewicz, 2008
- Icius nebulosus (Simon, 1868)
- Icius nigricaudus Wesolowska & Haddad, 2009
- Icius ocellatus Pavesi, 1883
- Icius olokomei Wesolowska & A. Russell-Smith, 2011
- Icius pallidulus Nakatsudi, 1943
- Icius peculiaris Wesolowska & Tomasiewicz, 2008
- Icius pseudocellatus Strand, 1907
- Icius pulchellus Haddad & Wesolowska, 2011
- Icius separatus Banks, 1903
- Icius simoni Alicata & Cantarella, 1994
- Icius steelae Logunov, 2004
- Icius subinermis Simon, 1937
- Icius testaceolineatus (Lucas, 1846)
- Icius yadongensis Hu, 2001

## Idastrandia
Idastrandia Strand, 1929
- Idastrandia orientalis (Szombathy, 1915)

## Ilargus
Ilargus Simon, 1901
- Ilargus coccineus Simon, 1901
- Ilargus nitidisquamulatus Soares & Camargo, 1948
- Ilargus singularis Caporiacco, 1955

## Imperceptus
Imperceptus Prószyński, 1992
- Imperceptus minutus Prószyński, 1992

## Indomarengo
Indomarengo Benjamin, 2004
- Indomarengo chandra Benjamin, 2004
- Indomarengo sarawakensis Benjamin, 2004
- Indomarengo thomsoni (Wanless, 1978)

## Iona
Iona Peckham & Peckham, 1886
- Iona nigrovittata (Keyserling, 1882)

## Iranattus
Iranattus Prószyński, 1992
- Iranattus rectangularis Prószyński, 1992

## Irura
Irura Peckham & Peckham, 1901
- Irura bicolor Żabka, 1985
- Irura hamatapophysis (Peng & Yin, 1991)
- Irura longiochelicera (Peng & Yin, 1991)
- Irura mandarina Simon, 1903
- Irura prima (Żabka, 1985)
- Irura pulchra Peckham & Peckham, 1901
- Irura pygaea (Thorell, 1891)
- Irura trigonapophysis (Peng & Yin, 1991)
- Irura yueluensis (Peng & Yin, 1991)
- Irura yunnanensis (Peng & Yin, 1991)

## Itata
Itata Peckham & Peckham, 1894
- Itata completa (Banks, 1929)
- Itata isabellina (Taczanowski, 1878)
- Itata partita Mello-Leitão, 1930
- Itata tipuloides Simon, 1901
- Itata vadia Peckham & Peckham, 1894

## Jacksonoides
Jacksonoides Wanless, 1988
- Jacksonoides distinctus Wanless, 1988
- Jacksonoides eileenae Wanless, 1988
- Jacksonoides kochi (Simon, 1900)
- Jacksonoides nubilis Wanless, 1988
- Jacksonoides queenslandicus Wanless, 1988
- Jacksonoides simplexipalpis Wanless, 1988
- Jacksonoides subtilis Wanless, 1988

## Jajpurattus
Jajpurattus Prószyński, 1992
- Jajpurattus incertus Prószyński, 1992

## Jaluiticola
Jaluiticola Roewer, 1944
- Jaluiticola hesslei Roewer, 1944

## Jollas
Jollas Simon, 1901
- Jollas amazonicus Galiano, 1991
- Jollas armatus (Bryant, 1943)
- Jollas crassus (Bryant, 1943)
- Jollas geniculatus Simon, 1901
- Jollas hawkeswoodi Makhan, 2007
- Jollas lahorensis (Dyal, 1935)
- Jollas manantiales Galiano, 1991
- Jollas minutus (Petrunkevitch, 1930)
- Jollas paranacito Galiano, 1991
- Jollas pompatus (Peckham & Peckham, 1893)
- Jollas puntalara Galiano, 1991
- Jollas richardwellsi Makhan, 2009

## Jotus
Jotus L. Koch, 1881
- Jotus auripes L. Koch, 1881
- Jotus braccatus L. Koch, 1881
- Jotus debilis L. Koch, 1881
- Jotus frosti Peckham & Peckham, 1901
- Jotus insulanus Rainbow, 1920
- Jotus maculivertex Strand, 1911
- Jotus minutus L. Koch, 1881
- Jotus ravus (Urquhart, 1893)

## Judalana
Judalana Rix, 1999
- Judalana lutea Rix, 1999

## Kalcerrytus
Kalcerrytus Galiano, 2000
- Kalcerrytus amapari Galiano, 2000
- Kalcerrytus carvalhoi (Bauab & Soares, 1978)
- Kalcerrytus chimore Galiano, 2000
- Kalcerrytus edwardsi Ruiz & Brescovit, 2003
- Kalcerrytus excultus (Simon, 1902)
- Kalcerrytus falcatus Ruiz & Brescovit, 2003
- Kalcerrytus kikkri Galiano, 2000
- Kalcerrytus leucodon (Taczanowski, 1878)
- Kalcerrytus limoncocha Galiano, 2000
- Kalcerrytus mberuguarus Ruiz & Brescovit, 2003
- Kalcerrytus merretti Galiano, 2000
- Kalcerrytus nauticus Galiano, 2000
- Kalcerrytus odontophorus Ruiz & Brescovit, 2003
- Kalcerrytus rosamariae Ruiz & Brescovit, 2003
- Kalcerrytus salsicha Ruiz & Brescovit, 2003

## Katya
Katya Prószyński & Deeleman-Reinhold, 2010
- Katya florescens Prószyński & Deeleman-Reinhold, 2010
- Katya ijensis Prószyński & Deeleman-Reinhold, 2010
- Katya inornata Prószyński & Deeleman-Reinhold, 2010

## Kima
Kima Peckham & Peckham, 1902
- Kima africana Peckham & Peckham, 1902
- Kima atra Wesolowska & Russell-Smith, 2000
- Kima montana Wesolowska & Szeremeta, 2001
- Kima reimoseri (Lessert, 1927)
- Kima variabilis Peckham & Peckham, 1903

## Klamathia
Klamathia Peckham & Peckham, 1903
- Klamathia flava Peckham & Peckham, 1903

## Kupiuka
Kupiuka Ruiz, 2010
- Kupiuka adisi Ruiz, 2010
- Kupiuka extratheca Ruiz, 2010
- Kupiuka heteropicta Ruiz, 2010
- Kupiuka murici Ruiz, 2010
- Kupiuka overalli Ruiz, 2010
- Kupiuka paulista Ruiz, 2010
- Kupiuka taruman Ruiz, 2010
- Kupiuka vochysiae Ruiz, 2010

## Lagnus
Lagnus L. Koch, 1879
- Lagnus longimanus L. Koch, 1879
- Lagnus monteithorum Patoleta, 2008

## Lakarobius
Lakarobius Berry, Beatty & Prószyński, 1998
- Lakarobius alboniger Berry, Beatty & Prószyński, 1998

## Lamottella
Lamottella Rollard & Wesolowska, 2002
- Lamottella longipes Rollard & Wesolowska, 2002

## Langelurillus
Langelurillus Próchniewicz, 1994
- Langelurillus alboguttatus Wesolowska & Russell-Smith, 2000
- Langelurillus difficilis Wesolowska & Russell-Smith, 2000
- Langelurillus furcatus Wesolowska & Russell-Smith, 2000
- Langelurillus holmi Próchniewicz, 1994
- Langelurillus horrifer Rollard & Wesolowska, 2002
- Langelurillus ignorabilis Wesolowska & Cumming, 2008
- Langelurillus manifestus Wesolowska & Russell-Smith, 2000
- Langelurillus minutus Wesolowska & Cumming, 2011
- Langelurillus namibicus Wesolowska, 2011
- Langelurillus nigritus (Berland & Millot, 1941)
- Langelurillus orbicularis Wesolowska & Cumming, 2008
- Langelurillus primus Próchniewicz, 1994
- Langelurillus quadrimaculatus Wesolowska & A. Russell-Smith, 2011
- Langelurillus sibandai Wesolowska, 2011
- Langelurillus spinosus Próchniewicz, 1994

## Langerra
Langerra Żabka, 1985
- Langerra longicymbia Song & Chai, 1991
- Langerra oculina Żabka, 1985

## Langona
Langona Simon, 1901
- Langona alfensis Heciak & Prószyński, 1983
- Langona aperta (Denis, 1958)
- Langona atrata Peng & Li, 2008
- Langona avara Peckham & Peckham, 1903
- Langona bethae Wesolowska & Cumming, 2011
- Langona bhutanica Prószyński, 1978
- Langona biangula Peng, Li & Yang, 2004
- Langona bisecta Lawrence, 1927
- Langona bitumorata Próchniewicz & Heciak, 1994
- Langona bristowei Berland & Millot, 1941
- Langona fusca Wesolowska, 2011
- Langona goaensis Prószyński, 1992
- Langona hirsuta Haddad & Wesolowska, 2011
- Langona hongkong Song et al., 1997
- Langona improcera Wesolowska & Russell-Smith, 2000
- Langona kurracheensis Heciak & Prószyński, 1983
- Langona lotzi Haddad & Wesolowska, 2011
- Langona maculata Peng, Li & Yang, 2004
- Langona magna Caporiacco, 1947
- Langona maindroni (Simon, 1886)
- Langona mallezi (Denis, 1947)
- Langona manicata Simon, 1901
- Langona mediocris Wesolowska, 2000
- Langona minima Caporiacco, 1949
- Langona oreni Prószyński, 2000
- Langona pallida Prószyński, 1993
- Langona pallidula Logunov & Rakov, 1998
- Langona pecten Próchniewicz & Heciak, 1994
- Langona pilosa Wesolowska, 2006
- Langona redii (Audouin, 1826)
- Langona rufa Lessert, 1925
- Langona sabulosa Wesolowska, 2011
- Langona senegalensis Berland & Millot, 1941
- Langona simoni Heciak & Prószyński, 1983
- Langona tartarica (Charitonov, 1946)
- Langona tigrina (Simon, 1885)
- Langona tortuosa Wesolowska, 2011
- Langona trifoveolata (Lessert, 1927)
- Langona ukualuthensis Lawrence, 1927
- Langona vitiosa Wesolowska, 2006
- Langona warchalowskii Wesolowska, 2007
- Langona zimbabwensis Wesolowska & Cumming, 2011

## Lapsias
Lapsias Simon, 1900
- Lapsias ciliatus Simon, 1900
- Lapsias cyrboides Simon, 1900
- Lapsias estebanensis Simon, 1900
- Lapsias tovarensis Simon, 1901

## Laufeia
Laufeia Simon, 1889
- Laufeia aenea Simon, 1889
- Laufeia aerihirta (Urquhart, 1888)
- Laufeia eucola (Thorell, 1890)
- Laufeia keyserlingi (Thorell, 1890)
- Laufeia liujiapingensis Yang & Tang, 1997
- Laufeia perakensis (Simon, 1901)
- Laufeia proszynskii Song, Gu & Chen, 1988
- Laufeia sasakii Ikeda, 1998
- Laufeia scutigera Żabka, 1985
- Laufeia sicus Wu & Yang, 2008

## Lauharulla
Lauharulla Keyserling, 1883
- Lauharulla insulana Simon, 1901
- Lauharulla pretiosa Keyserling, 1883

## Lechia
Lechia Żabka, 1985
- Lechia squamata Żabka, 1985

## Leikung
Leikung Benjamin, 2004
- Leikung kinabaluensis Benjamin, 2004
- Leikung porosa (Wanless, 1978)

## Lepidemathis
Lepidemathis Simon, 1903
- Lepidemathis haemorrhoidalis (Simon, 1899)
- Lepidemathis sericea (Simon, 1899)
- Lepidemathis unicolor (Karsch, 1880)

## Leptathamas
Leptathamas Balogh, 1980
- Leptathamas paradoxus Balogh, 1980

## Leptorchestes
Leptorchestes Thorell, 1870
- Leptorchestes algerinus Wesolowska & Szeremeta, 2001
- Leptorchestes berolinensis (C. L. Koch, 1846)
- Leptorchestes mutilloides (Lucas, 1846)
- Leptorchestes peresi (Simon, 1868)
- Leptorchestes separatus Wesolowska & Szeremeta, 2001
- Leptorchestes sikorskii Prószyński, 2000

## Letoia
Letoia Simon, 1900
- Letoia ephippiata Simon, 1900

## Ligdus
Ligdus Thorell, 1895
- Ligdus chelifer Thorell, 1895

## Ligonipes
Ligonipes Karsch, 1878
- Ligonipes flavipes Rainbow, 1920
- Ligonipes illustris Karsch, 1878
- Ligonipes lacertosus (Thorell, 1881)
- Ligonipes semitectus (Simon, 1900)
- Ligonipes similis (Hasselt, 1882)
- Ligonipes synageloides (Szombathy, 1915)

## Ligurra
Ligurra Simon, 1903
- Ligurra aheneola (Simon, 1885)
- Ligurra latidens (Doleschall, 1859)
- Ligurra moniensis Prószyński & Deeleman-Reinhold, 2010
- Ligurra opelli Berry, Beatty & Prószyński, 1997

## Longarenus
Longarenus Simon, 1903
- Longarenus brachycephalus Simon, 1903

## Lophostica
Lophostica Simon, 1902
- Lophostica mauriciana Simon, 1902
- Lophostica minor Ledoux, 2007
- Lophostica nova Ledoux, 2007

## Lurio
Lurio Simon, 1901
- Lurio conspicuus Mello-Leitão, 1930
- Lurio crassichelis Berland, 1913
- Lurio lethierryi (Taczanowski, 1872)
- Lurio solennis (C. L. Koch, 1846)

## Lycidas
Lycidas Karsch, 1878
- Lycidas anomaliformis Żabka, 1987
- Lycidas anomalus Karsch, 1878
- Lycidas bitaeniatus (Keyserling, 1882)
- Lycidas chlorophthalmus (Simon, 1909)
- Lycidas chrysomelas (Simon, 1909)
- Lycidas dialeucus (L. Koch, 1881)
- Lycidas furvus Song & Chai, 1992
- Lycidas griseus (Keyserling, 1882)
- Lycidas heteropogon (Simon, 1909)
- Lycidas karschi Żabka, 1987
- Lycidas kochi Żabka, 1987
- Lycidas michaelseni (Simon, 1909)
- Lycidas nigriceps (Keyserling, 1882)
- Lycidas nigromaculatus (Keyserling, 1883)
- Lycidas obscurior (Simon, 1909)
- Lycidas piliger (Keyserling, 1882)
- Lycidas pilosus (Keyserling, 1882)
- Lycidas scutulatus (L. Koch, 1881)
- Lycidas speculifer (Simon, 1909)
- Lycidas vittatus (Keyserling, 1881)

## Lyssomanes
Lyssomanes Hentz, 1845
- Lyssomanes adisi Logunov, 2002
- Lyssomanes amazonicus Peckham & Wheeler, 1889
- Lyssomanes anchicaya Galiano, 1984
- Lyssomanes antillanus Peckham & Wheeler, 1889
  - Lyssomanes antillanus fasciatus Franganillo, 1935
- Lyssomanes austerus Peckham & Wheeler, 1889
- Lyssomanes belgranoi Galiano, 1984
- Lyssomanes benderi Logunov, 2002
- Lyssomanes bitaeniatus Peckham & Wheeler, 1889
- Lyssomanes blandus Peckham & Wheeler, 1889
- Lyssomanes boraceia Galiano, 1984
- Lyssomanes bryantae Chickering, 1946
- Lyssomanes burrera Jiménez & Tejas, 1993
- Lyssomanes camacanensis Galiano, 1980
- Lyssomanes ceplaci Galiano, 1980
- Lyssomanes consimilis Banks, 1929
- Lyssomanes convexus Banks, 1909
- Lyssomanes deinognathus F. O. P.-Cambridge, 1900
- Lyssomanes devotoi Mello-Leitão, 1917
- Lyssomanes dissimilis Banks, 1929
- Lyssomanes diversus Galiano, 1980
- Lyssomanes eatoni Chickering, 1946
- Lyssomanes ecuadoricus Logunov & Marusik, 2003
- Lyssomanes elegans F. O. P.-Cambridge, 1900
- Lyssomanes elongatus Galiano, 1980
- Lyssomanes euriensis Logunov, 2000
- Lyssomanes flagellum Kraus, 1955
- Lyssomanes fossor Galiano, 1996
- Lyssomanes hieroglyphicus Mello-Leitão, 1944
- Lyssomanes ipanemae Galiano, 1980
- Lyssomanes janauari Logunov & Marusik, 2003
- Lyssomanes jemineus Peckham & Wheeler, 1889
- Lyssomanes jucari Galiano, 1984
- Lyssomanes lancetillae Galiano, 1980
- Lyssomanes lehtineni Logunov, 2000
- Lyssomanes leucomelas Mello-Leitão, 1917
- Lyssomanes limpidus Galiano, 1980
- Lyssomanes longipes (Taczanowski, 1871)
- Lyssomanes malinche Galiano, 1980
- Lyssomanes mandibulatus F. O. P.-Cambridge, 1900
- Lyssomanes michae Brignoli, 1984
- Lyssomanes miniaceus Peckham & Wheeler, 1889
- Lyssomanes minor Schenkel, 1953
- Lyssomanes nigrofimbriatus Mello-Leitão, 1941
- Lyssomanes nigropictus Peckham & Wheeler, 1889
- Lyssomanes onkonensis Logunov & Marusik, 2003
- Lyssomanes parallelus Peckham & Wheeler, 1889
- Lyssomanes paravelox Logunov, 2002
- Lyssomanes parki Chickering, 1946
- Lyssomanes patens Peckham & Peckham, 1896
- Lyssomanes pauper Mello-Leitão, 1945
- Lyssomanes penicillatus Mello-Leitão, 1927
- Lyssomanes peruensis Logunov, 2000
- Lyssomanes pescadero Jiménez & Tejas, 1993
- Lyssomanes pichilingue Galiano, 1984
- Lyssomanes placidus Peckham & Wheeler, 1889
- Lyssomanes portoricensis Petrunkevitch, 1930
- Lyssomanes protarsalis F. O. P.-Cambridge, 1900
- Lyssomanes quadrinotatus Simon, 1900
- Lyssomanes reductus Peckham & Peckham, 1896
- Lyssomanes remotus Peckham & Peckham, 1896
- Lyssomanes robustus (Taczanowski, 1878)
- Lyssomanes romani Logunov, 2000
- Lyssomanes santarem Galiano, 1984
- Lyssomanes spiralis F. O. P.-Cambridge, 1900
- Lyssomanes sylvicola Galiano, 1980
- Lyssomanes taczanowskii Galiano, 1980
- Lyssomanes tapirapensis Galiano, 1996
- Lyssomanes tapuiramae Galiano, 1980
- Lyssomanes tarmae Galiano, 1980
- Lyssomanes temperatus Galiano, 1980
- Lyssomanes tenuis Peckham & Wheeler, 1889
- Lyssomanes trifurcatus F. O. P.-Cambridge, 1900
- Lyssomanes trinidadus Logunov & Marusik, 2003
- Lyssomanes tristis Peckham & Wheeler, 1889
- Lyssomanes unicolor (Taczanowski, 1871)
- Lyssomanes velox Peckham & Wheeler, 1889
- Lyssomanes vinocurae Galiano, 1996
- Lyssomanes viridis (Walckenaer, 1837)
- Lyssomanes waorani Logunov & Marusik, 2003
- Lyssomanes yacui Galiano, 1984

## Lystrocteisa
Lystrocteisa Simon, 1884
- Lystrocteisa myrmex Simon, 1884

## Mabellina
Mabellina Chickering, 1946
- Mabellina prescotti Chickering, 1946

## Macaroeris
Macaroeris Wunderlich, 1992
- Macaroeris albosignata Schmidt & Krause, 1996
- Macaroeris asiatica Logunov & Rakov, 1998
- Macaroeris cata (Blackwall, 1867)
- Macaroeris desertensis Wunderlich, 1992
- Macaroeris diligens (Blackwall, 1867)
- Macaroeris flavicomis (Simon, 1884)
- Macaroeris litoralis Wunderlich, 1992
- Macaroeris moebi (Bösenberg, 1895)
- Macaroeris nidicolens (Walckenaer, 1802)

## Macopaeus
Macopaeus Simon, 1900
- Macopaeus spinosus Simon, 1900

## Macutula
Macutula Ruiz, 2011
- Macutula aracoiaba Ruiz, 2011
- Macutula caruaru Ruiz, 2011
- Macutula santana Ruiz, 2011

## Madhyattus
Madhyattus Prószyński, 1992
- Madhyattus jabalpurensis Prószyński, 1992

## Maenola
Maenola Simon, 1900
- Maenola braziliana Soares & Camargo, 1948
- Maenola lunata Mello-Leitão, 1940
- Maenola starkei Simon, 1900

## Maeota
Maeota Simon, 1901
- Maeota dichrura Simon, 1901

## Maeotella
Maeotella Bryant, 1950
- Maeotella perplexa (Peckham & Peckham, 1901)

## Maevia
Maevia C. L. Koch, 1846
- Maevia albozonata Hasselt, 1882
- Maevia expansa Barnes, 1955
- Maevia gracilipes Taczanowski, 1878
- Maevia hobbsae Barnes, 1955
- Maevia inclemens (Walckenaer, 1837)
- Maevia intermedia Barnes, 1955
- Maevia michelsoni Barnes, 1955
- Maevia poultoni Peckham & Peckham, 1901
- Maevia quadrilineata Hasselt, 1882
- Maevia susiformis Taczanowski, 1878
- Maevia trilineata Taczanowski, 1878

## Mago
Mago O. P.-Cambridge, 1882
- Mago acutidens Simon, 1900
- Mago chickeringi (Caporiacco, 1954)
- Mago dentichelis Crane, 1949
- Mago fasciatus Mello-Leitão, 1940
- Mago fonsecai Soares & Camargo, 1948
- Mago intentus O. P.-Cambridge, 1882
- Mago longidens Simon, 1900
- Mago opiparis Simon, 1900
- Mago pauciaculeis (Caporiacco, 1947)
- Mago procax Simon, 1900
- Mago saperda Simon, 1900
- Mago silvae Crane, 1943
- Mago steindachneri (Taczanowski, 1878)
- Mago vicanus Simon, 1900

## Magyarus
Magyarus Żabka, 1985
- Magyarus typicus Żabka, 1985

## Maileus
Maileus Peckham & Peckham, 1907
- Maileus fuscus Peckham & Peckham, 1907

## Malloneta
Malloneta Simon, 1902
- Malloneta guineensis Simon, 1902

## Maltecora
Maltecora Simon, 1910
- Maltecora chrysochlora Simon, 1910
- Maltecora divina Simon, 1910
- Maltecora janthina Simon, 1910

## Mantisatta
Mantisatta Warburton, 1900
- Mantisatta longicauda Cutler & Wanless, 1973
- Mantisatta trucidans Warburton, 1900

## Mantius
Mantius Thorell, 1891
- Mantius armipotens Peckham & Peckham, 1907
- Mantius difficilis Peckham & Peckham, 1907
- Mantius frontosus (Simon, 1899)
- Mantius ravidus (Simon, 1899)
- Mantius russatus Thorell, 1891

## Maratus
Maratus Karsch, 1878
- Maratus amabilis Karsch, 1878
- Maratus linnaei Waldock, 2008
- Maratus mungaich Waldock, 1995
- Maratus pavonis (Dunn, 1947)
- Maratus rainbowi (Roewer, 1951)
- Maratus vespertilio (Simon, 1901)
- Maratus volans (O. P.-Cambridge, 1874)

## Marchena
Marchena Peckham & Peckham, 1909
- Marchena minuta (Peckham & Peckham, 1888)

## Marengo
Marengo Peckham & Peckham, 1892
- Marengo crassipes Peckham & Peckham, 1892
- Marengo deelemanae Benjamin, 2004
- Marengo inornata (Simon, 1900)
- Marengo nitida Simon, 1900
- Marengo rattotensis Benjamin, 2006
- Marengo striatipes Simon, 1900

## Margaromma
Margaromma Keyserling, 1882
- Margaromma doreyanum (Walckenaer, 1837)
- Margaromma funestum Keyserling, 1882
- Margaromma imperiosum Szombathy, 1915
- Margaromma insultans (Thorell, 1881)
- Margaromma namukana Roewer, 1944
- Margaromma nitidum Thorell, 1899
- Margaromma obscurum (Keyserling, 1882)
- Margaromma semirasum (Keyserling, 1882)
- Margaromma sexuale (Strand, 1911)
- Margaromma soligena Simon, 1901
- Margaromma spatiosum Peckham & Peckham, 1907
- Margaromma torquatum Simon, 1902

## Marma
Marma Simon, 1902
- Marma baeri Simon, 1902
- Marma femella (Caporiacco, 1955)
- Marma nigritarsis (Simon, 1900)

## Marpissa
Marpissa C. L. Koch, 1846
- Marpissa agricola (Peckham & Peckham, 1894)
- Marpissa anusuae Tikader & Biswas, 1981
- Marpissa arambagensis Biswas & Biswas, 1992
- Marpissa armifera Urquhart, 1892
- Marpissa balcanica (Kratochvíl, 1932)
- Marpissa bina (Hentz, 1846)
- Marpissa bryantae (Jones, 1945)
- Marpissa carinata Butt & Beg, 2000
- Marpissa dayapurensis Majumder, 2004
- Marpissa decorata Tikader, 1974
- Marpissa dentoides Barnes, 1958
- Marpissa endenae Biswas & Biswas, 1992
- Marpissa formosa (Banks, 1892)
- Marpissa fornicis (Dyal, 1935)
- Marpissa gangasagarensis Majumder, 2005
- Marpissa grata (Gertsch, 1936)
- Marpissa hieroglyphica Taczanowski, 1878
- Marpissa insignis Butt & Beg, 2000
- Marpissa kalapani Tikader, 1977
- Marpissa kalighatensis Biswas & Biswas, 1992
- Marpissa lakshmikantapurensis Majumder, 2004
- Marpissa lineata (C. L. Koch, 1846)
- Marpissa linzhiensis Hu, 2001
- Marpissa longiuscula (Simon, 1871)
- Marpissa manipuriensis Biswas & Biswas, 2004
- Marpissa milleri (Peckham & Peckham, 1894)
- Marpissa minor F. O. P.-Cambridge, 1901
- Marpissa mirabilis Butt & Beg, 2000
- Marpissa mizoramensis Biswas & Biswas, 2007
- Marpissa muscosa (Clerck, 1757)
- Marpissa mystacina Taczanowski, 1878
- Marpissa nitida Hu, 2001
- Marpissa nivoyi (Lucas, 1846)
- Marpissa nutanae Biswas & Biswas, 1984
- Marpissa obtusa Barnes, 1958
- Marpissa pauariensis Biswas & Roy, 2008
- Marpissa pikei (Peckham & Peckham, 1888)
- Marpissa pomatia (Walckenaer, 1802)
- Marpissa prathamae Biswas & Biswas, 1984
- Marpissa proszynskii Biswas & Begum, 1999
- Marpissa pulla (Karsch, 1879)
- Marpissa radiata (Grube, 1859)
- Marpissa raimondi Taczanowski, 1878
- Marpissa robusta (Banks, 1906)
- Marpissa rubriceps Mello-Leitão, 1922
- Marpissa singhi Monga, Singh & Sadana, 1989
- Marpissa soricina (Thorell, 1899)
- Marpissa sulcosa Barnes, 1958
- Marpissa tenebrosa Butt & Beg, 2000
- Marpissa tigrina Tikader, 1965
- Marpissa tikaderi Biswas, 1984
- Marpissa zaitzevi Mcheidze, 1997

## Martella
Martella Peckham & Peckham, 1892
- Martella amapa Galiano, 1996
- Martella bicavata (Chickering, 1946)
- Martella camba (Galiano, 1969)
- Martella furva (Chickering, 1946)
- Martella gandu Galiano, 1996
- Martella goianensis Galiano, 1969
- Martella lineatipes F. O. P.-Cambridge, 1900
- Martella maria Peckham & Peckham, 1892
- Martella mutillaeformis (Taczanowski, 1878)
- Martella pasteuri Galiano, 1996
- Martella pottsi Peckham & Peckham, 1892
- Martella utingae (Galiano, 1967)

## Mashonarus
Mashonarus Wesolowska & Cumming, 2002
- Mashonarus brandbergensis Wesolowska, 2006
- Mashonarus guttatus Wesolowska & Cumming, 2002

## Massagris
Massagris Simon, 1900
- Massagris honesta Wesolowska, 1993
- Massagris mirifica Peckham & Peckham, 1903
- Massagris natalensis Wesolowska & Haddad, 2009
- Massagris regina Wesolowska, 1993
- Massagris schisma Maddison & Zhang, 2006
- Massagris separata Wesolowska, 1993

## Matagaia
Matagaia Ruiz, Brescovit & Freitas, 2007
- Matagaia chromatopus Ruiz, Brescovit & Freitas, 2007

## Mburuvicha
Mburuvicha Scioscia, 1993
- Mburuvicha galianoae Scioscia, 1993

## Meata
Meata Żabka, 1985
- Meata fungiformis Xiao & Yin, 1991
- Meata typica Żabka, 1985
- Meata zabkai Prószyński & Deeleman-Reinhold, 2010

## Megaloastia
Megaloastia Żabka, 1995
- Megaloastia mainae Żabka, 1995

## Meleon
Meleon Wanless, 1984
- Meleon guineensis (Berland & Millot, 1941)
- Meleon insulanus Logunov & Azarkina, 2008
- Meleon kenti (Lessert, 1925)
- Meleon madagascarensis (Wanless, 1978)
- Meleon raharizonina Logunov & Azarkina, 2008
- Meleon russata (Simon, 1900)
- Meleon solitaria (Lessert, 1927)
- Meleon tsaratanana Logunov & Azarkina, 2008

## Mendoza
Mendoza Peckham & Peckham, 1894
- Mendoza canestrinii (Ninni, 1868)
- Mendoza dersuuzalai (Logunov & Wesolowska, 1992)
- Mendoza elongata (Karsch, 1879)
- Mendoza ibarakiensis (Bohdanowicz & Prószyński, 1987)
- Mendoza nobilis (Grube, 1861)
- Mendoza pulchra (Prószyński, 1981)
- Mendoza ryukyuensis Baba, 2007
- Mendoza zebra (Logunov & Wesolowska, 1992)

## Menemerus
Menemerus Simon, 1868
- Menemerus acuminatus Rainbow, 1912
- Menemerus affinis Wesolowska & van Harten, 2010
- Menemerus albocinctus Keyserling, 1890
- Menemerus animatus O. P.-Cambridge, 1876
- Menemerus arabicus Prószyński, 1993
- Menemerus bicolor Peckham & Peckham, 1896
- Menemerus bifurcus Wesolowska, 1999
- Menemerus bivittatus (Dufour, 1831)
- Menemerus brachygnathus (Thorell, 1887)
- Menemerus bracteatus (L. Koch, 1879)
- Menemerus brevibulbis (Thorell, 1887)
- Menemerus carlini (Peckham & Peckham, 1903)
- Menemerus congoensis Lessert, 1927
- Menemerus cummingorum Wesolowska, 2007
- Menemerus davidi Prószyński & Wesolowska, 1999
- Menemerus depressus Franganillo, 1930
- Menemerus desertus Wesolowska, 1999
- Menemerus dimidius (Schmidt, 1976)
- Menemerus eburnensis Berland & Millot, 1941
- Menemerus errabundus Logunov, 2010
- Menemerus fagei Berland & Millot, 1941
- Menemerus falsificus Simon, 1868
- Menemerus fasciculatus Franganillo, 1930
- Menemerus felix Hogg, 1922
- Menemerus formosus Wesolowska, 1999
- Menemerus fulvus (L. Koch, 1878)
- Menemerus guttatus Wesolowska, 1999
- Menemerus illigeri (Audouin, 1826)
- Menemerus kochi Bryant, 1942
- Menemerus legalli Berland & Millot, 1941
- Menemerus legendrei Schenkel, 1963
- Menemerus lesnei Lessert, 1936
- Menemerus lesserti Lawrence, 1927
- Menemerus magnificus Wesolowska, 1999
- Menemerus marginalis (Banks, 1909)
- Menemerus marginatus (Kroneberg, 1875)
- Menemerus meridionalis Wesolowska, 1999
- Menemerus minshullae Wesolowska, 1999
- Menemerus mirabilis Wesolowska, 1999
- Menemerus modestus Wesolowska, 1999
- Menemerus namibicus Wesolowska, 1999
- Menemerus natalis Wesolowska, 1999
- Menemerus nigeriensis Wesolowska & A. Russell-Smith, 2011
- Menemerus ochraceus Franganillo, 1930
- Menemerus pallescens Wesolowska & van Harten, 2007
- Menemerus paradoxus Wesolowska & van Harten, 1994
- Menemerus patellaris Wesolowska & van Harten, 2007
- Menemerus pentamaculatus Hu, 2001
- Menemerus pilosus Wesolowska, 1999
- Menemerus placidus Wesolowska, 1999
- Menemerus plenus Wesolowska & van Harten, 1994
- Menemerus proximus Franganillo, 1935
- Menemerus pulcher Wesolowska, 1999
- Menemerus rabaudi Berland & Millot, 1941
- Menemerus raji Dyal, 1935
- Menemerus regius Wesolowska, 1999
- Menemerus ridens (Hogg, 1914)
- Menemerus rubicundus Lawrence, 1928
- Menemerus sabulosus Wesolowska, 1999
- Menemerus schutzae Denis, 1961
- Menemerus semilimbatus (Hahn, 1829)
- Menemerus silver Wesolowska, 1999
- Menemerus soldani (Audouin, 1826)
- Menemerus taeniatus (L. Koch, 1867)
- Menemerus transvaalicus Wesolowska, 1999
- Menemerus tropicus Wesolowska, 2007
- Menemerus utilis Wesolowska, 1999
- Menemerus vernei Berland & Millot, 1941
- Menemerus wuchangensis Schenkel, 1963
- Menemerus zimbabwensis Wesolowska, 1999

## Messua
Messua Peckham & Peckham, 1896
- Messua centralis (Peckham & Peckham, 1896)
- Messua dentigera (F. O. P.-Cambridge, 1901)
- Messua desidiosa Peckham & Peckham, 1896
- Messua donalda (Kraus, 1955)
- Messua latior (Roewer, 1955)
- Messua laxa (Chickering, 1946)
- Messua limbata (Banks, 1898)
- Messua moma (F. O. P.-Cambridge, 1901)
- Messua octonotata (F. O. P.-Cambridge, 1901)
- Messua pura (Bryant, 1948)
- Messua tridentata (F. O. P.-Cambridge, 1901)

## Metacyrba
Metacyrba F. O. P.-Cambridge, 1901
- Metacyrba floridana Gertsch, 1934
- Metacyrba insularis (Banks, 1902)
- Metacyrba pictipes Banks, 1903
- Metacyrba punctata (Peckham & Peckham, 1894)
- Metacyrba taeniola (Hentz, 1846)
  - Metacyrba taeniola similis Banks, 1904
- Metacyrba venusta (Chickering, 1946)

## Metaphidippus
Metaphidippus F. O. P.-Cambridge, 1901
- Metaphidippus albopilosus (Peckham & Peckham, 1901)
- Metaphidippus annectans (Chamberlin, 1929)
- Metaphidippus apicalis F. O. P.-Cambridge, 1901
- Metaphidippus bicavatus F. O. P.-Cambridge, 1901
- Metaphidippus bisignatus Mello-Leitão, 1945
- Metaphidippus bispinosus F. O. P.-Cambridge, 1901
- Metaphidippus carmenensis (Chamberlin, 1924)
- Metaphidippus chalcedon (C. L. Koch, 1846)
- Metaphidippus chera (Chamberlin, 1924)
- Metaphidippus coccinelloides Mello-Leitão, 1947
- Metaphidippus comptus (Banks, 1909)
- Metaphidippus crassidens (Kraus, 1955)
- Metaphidippus cupreus F. O. P.-Cambridge, 1901
- Metaphidippus cuprinus (Taczanowski, 1878)
- Metaphidippus diplacis (Chamberlin, 1924)
- Metaphidippus dubitabilis (Peckham & Peckham, 1896)
- Metaphidippus emmiltus Maddison, 1996
- Metaphidippus facetus Chickering, 1946
- Metaphidippus fastosus Chickering, 1946
- Metaphidippus felix (Peckham & Peckham, 1901)
- Metaphidippus fimbriatus (F. O. P.-Cambridge, 1901)
- Metaphidippus fortunatus (Peckham & Peckham, 1901)
- Metaphidippus globosus F. O. P.-Cambridge, 1901
- Metaphidippus gratus Bryant, 1948
- Metaphidippus inflatus F. O. P.-Cambridge, 1901
- Metaphidippus iridescens F. O. P.-Cambridge, 1901
- Metaphidippus iviei (Roewer, 1951)
- Metaphidippus laetabilis (Peckham & Peckham, 1896)
- Metaphidippus laetificus Chickering, 1946
- Metaphidippus lanceolatus F. O. P.-Cambridge, 1901
- Metaphidippus longipalpus F. O. P.-Cambridge, 1901
- Metaphidippus mandibulatus F. O. P.-Cambridge, 1901
- Metaphidippus manni (Peckham & Peckham, 1901)
- Metaphidippus nigropictus F. O. P.-Cambridge, 1901
- Metaphidippus nitidus (Peckham & Peckham, 1896)
- Metaphidippus odiosus (Peckham & Peckham, 1901)
- Metaphidippus ovatus F. O. P.-Cambridge, 1901
- Metaphidippus pallens F. O. P.-Cambridge, 1901
- Metaphidippus perfectus (Peckham & Peckham, 1901)
- Metaphidippus pernotus (Petrunkevitch, 1911)
- Metaphidippus perscitus Chickering, 1946
- Metaphidippus pluripunctatus Mello-Leitão, 1944
- Metaphidippus quadrinotatus F. O. P.-Cambridge, 1901
- Metaphidippus smithi (Peckham & Peckham, 1901)
- Metaphidippus texanus (Banks, 1904)
- Metaphidippus tropicus (Peckham & Peckham, 1901)

## Mexcala
Mexcala Peckham & Peckham, 1902
- Mexcala agilis Lawrence, 1928
- Mexcala angolensis Wesolowska, 2009
- Mexcala caerulea (Simon, 1901)
- Mexcala elegans Peckham & Peckham, 1903
- Mexcala farsensis Logunov, 2001
- Mexcala fizi Wesolowska, 2009
- Mexcala formosa Wesolowska & Tomasiewicz, 2008
- Mexcala kabondo Wesolowska, 2009
- Mexcala macilenta Wesolowska & Russell-Smith, 2000
- Mexcala meridiana Wesolowska, 2009
- Mexcala monstrata Wesolowska & van Harten, 1994
- Mexcala namibica Wesolowska, 2009
- Mexcala nigrocyanea (Simon, 1886)
- Mexcala ovambo Wesolowska, 2009
- Mexcala quadrimaculata (Lawrence, 1942)
- Mexcala rufa Peckham & Peckham, 1902
- Mexcala signata Wesolowska, 2009
- Mexcala synagelese Wesolowska, 2009
- Mexcala torquata Wesolowska, 2009
- Mexcala vicina Wesolowska, 2009

## Mexigonus
Mexigonus Edwards, 2003
- Mexigonus arizonensis (Banks, 1904)
- Mexigonus dentichelis (F. O. P.-Cambridge, 1901)
- Mexigonus minutus (F. O. P.-Cambridge, 1901)
- Mexigonus morosus (Peckham & Peckham, 1888)

## Micalula
Micalula Strand, 1932
- Micalula longithorax (Petrunkevitch, 1925)

## Microbianor
Microbianor Logunov, 2000
- Microbianor deltshevi Logunov, 2009
- Microbianor globosus Haddad & Wesolowska, 2011
- Microbianor golovatchi Logunov, 2000
- Microbianor madagascarensis Logunov, 2009
- Microbianor nigritarsus Logunov, 2000
- Microbianor saaristoi Logunov, 2000

## Microhasarius
Microhasarius Simon, 1902
- Microhasarius animosus Peckham & Peckham, 1907
- Microhasarius pauperculus Simon, 1902

## Microheros
Microheros Wesolowska & Cumming, 1999
- Microheros termitophagus Wesolowska & Cumming, 1999

## Mikrus
Mikrus Wesolowska, 2001
- Mikrus ugandensis Wesolowska, 2001

## Mintonia
Mintonia Wanless, 1984
- Mintonia breviramis Wanless, 1984
- Mintonia caliginosa Wanless, 1987
- Mintonia ignota Logunov & Azarkina, 2008
- Mintonia mackiei Wanless, 1984
- Mintonia melinauensis Wanless, 1984
- Mintonia nubilis Wanless, 1984
- Mintonia protuberans Wanless, 1984
- Mintonia ramipalpis (Thorell, 1890)
- Mintonia silvicola Wanless, 1987
- Mintonia tauricornis Wanless, 1984

## Mirandia
Mirandia Badcock, 1932
- Mirandia australis Badcock, 1932

## Modunda
Modunda Simon, 1901
- Modunda aeneiceps Simon, 1901
- Modunda staintoni (O. P.-Cambridge, 1872)

## Mogrus
Mogrus Simon, 1882
- Mogrus albogularis Simon, 1901
- Mogrus antoninus Andreeva, 1976
- Mogrus bonneti (Audouin, 1826)
- Mogrus canescens (C. L. Koch, 1846)
- Mogrus cognatus Wesolowska & van Harten, 1994
- Mogrus dalmasi Berland & Millot, 1941
- Mogrus fabrei Simon, 1885
- Mogrus faizabadicus Andreeva, Kononenko & Prószyński, 1981
- Mogrus flavescentemaculatus (Lucas, 1846)
- Mogrus frontosus (Simon, 1871)
- Mogrus fulvovittatus Simon, 1882
- Mogrus ignarus Wesolowska, 2000
- Mogrus incertus Denis, 1955
- Mogrus larisae Logunov, 1995
- Mogrus leucochelis Pavesi, 1897
- Mogrus linzhiensis Hu, 2001
- Mogrus logunovi Prószyński, 2000
- Mogrus macrocephalus Lawrence, 1927
- Mogrus mathisi (Berland & Millot, 1941)
- Mogrus mirabilis Wesolowska & van Harten, 1994
- Mogrus neglectus (Simon, 1868)
- Mogrus portentosus Wesolowska & van Harten, 1994
- Mogrus praecinctus Simon, 1890
- Mogrus sahariensis Berland & Millot, 1941
- Mogrus semicanus Simon, 1910
- Mogrus sinaicus Prószyński, 2000
- Mogrus valerii Kononenko, 1981

## Monaga
Monaga Chickering, 1946
- Monaga benigna Chickering, 1946

## Monomotapa
Monomotapa Wesolowska, 2000
- Monomotapa principalis Wesolowska, 2000

## Mopiopia
Mopiopia Simon, 1902
- Mopiopia comatula Simon, 1902
- Mopiopia labyrinthea (Mello-Leitão, 1947)
- Mopiopia tristis (Mello-Leitão, 1947)

## Mopsolodes
Mopsolodes Żabka, 1991
- Mopsolodes australensis Żabka, 1991

## Mopsus
Mopsus Karsch, 1878
- Mopsus mormon Karsch, 1878

## Muziris
Muziris Simon, 1901
- Muziris calvipalpis (L. Koch, 1867)
- Muziris carinatus Simon, 1909
- Muziris doleschalli (Thorell, 1878)
- Muziris epigynatus Strand, 1911
- Muziris gracilipalpis Strand, 1911
- Muziris leptochirus (Thorell, 1881)
- Muziris wiehlei Berland, 1938

## Myrmarachne
Myrmarachne MacLeay, 1839
- Myrmarachne albocincta (C. L. Koch, 1846)
- Myrmarachne albosetosa Wanless, 1978
- Myrmarachne alticeps (Thorell, 1890)
- Myrmarachne andrewi Wanless, 1978
- Myrmarachne andringitra Wanless, 1978
- Myrmarachne angusta (Thorell, 1877)
- Myrmarachne annamita Żabka, 1985
- Myrmarachne annandalei Simon, 1901
- Myrmarachne assimilis Banks, 1930
- Myrmarachne attenuata (Karsch) (Karsch, 1880)
  - Myrmarachne attenuata (Cambridge) P.-Cambridge, 1901)
- Myrmarachne augusta (Peckham & Peckham, 1892)
- Myrmarachne aurea Ceccarelli, 2010
- Myrmarachne aureonigra Edmunds & Prószyński, 2003
- Myrmarachne bakeri Banks, 1930
- Myrmarachne balinese Prószyński & Deeleman-Reinhold, 2010
- Myrmarachne bamakoi Berland & Millot, 1941
- Myrmarachne bengalensis Tikader, 1973
- Myrmarachne bicolor (L. Koch, 1879)
- Myrmarachne bicurvata (O. P.-Cambridge, 1869)
- Myrmarachne bidentata Banks, 1930
- Myrmarachne biseratensis Badcock, 1918
- Myrmarachne borneensis Peckham & Peckham, 1907
- Myrmarachne brasiliensis Mello-Leitão, 1922
- Myrmarachne brevis Xiao, 2002
- Myrmarachne calcuttaensis Biswas, 1984
- Myrmarachne caliraya Barrion & Litsinger, 1995
- Myrmarachne capito (Thorell, 1890)
- Myrmarachne centralis (Peckham & Peckham, 1892)
- Myrmarachne chapmani Banks, 1930
- Myrmarachne chickeringi Galiano, 1969
- Myrmarachne christae (Prószyński, 2001)
- Myrmarachne circulus Xiao & Wang, 2004
- Myrmarachne clavigera (Thorell, 1877)
- Myrmarachne cognata (L. Koch, 1879)
- Myrmarachne collarti Roewer, 1965
- Myrmarachne concava Zhu et al., 2005
- Myrmarachne confusa Wanless, 1978
- Myrmarachne consobrina Denis, 1955
- Myrmarachne constricta (Blackwall, 1877)
- Myrmarachne cornuta Badcock, 1918
- Myrmarachne corpuzrarosae Barrion, 1981
- Myrmarachne cowani (Peckham & Peckham, 1892)
- Myrmarachne cuneata Badcock, 1918
- Myrmarachne cuprea (Hogg, 1896)
- Myrmarachne debilis (Thorell, 1890)
- Myrmarachne decorata Reimoser, 1927
- Myrmarachne diegoensis Wanless, 1978
- Myrmarachne dilatata (Karsch, 1880)
- Myrmarachne dirangicus Bastawade, 2002
- Myrmarachne dubia (Peckham & Peckham, 1892)
- Myrmarachne dundoensis Wanless, 1978
- Myrmarachne edentata Berry, Beatty & Prószyński, 1996
- Myrmarachne edentula (Peckham & Peckham, 1892)
- Myrmarachne edwardsi Berry, Beatty & Prószyński, 1996
- Myrmarachne eidmanni Roewer, 1942
- Myrmarachne electrica (Peckham & Peckham, 1892)
- Myrmarachne elongata Szombathy, 1915
- Myrmarachne erythrocephala (L. Koch, 1879)
- Myrmarachne eugenei Wanless, 1978
- Myrmarachne eumenes (Simon, 1900)
- Myrmarachne evidens Roewer, 1965
- Myrmarachne exasperans (Peckham & Peckham, 1892)
- Myrmarachne foenisex Simon, 1910
- Myrmarachne foreli Lessert, 1925
- Myrmarachne formica (Doleschall, 1859)
- Myrmarachne formicaria (De Geer, 1778)
  - Myrmarachne formicaria tyrolensis (C. L. Koch, 1846)
- Myrmarachne formosa (Thorell, 1890)
- Myrmarachne formosana (Matsumura) (Matsumura, 1911)
  - Myrmarachne formosana (Saito) 1933)
- Myrmarachne formosicola Strand, 1910
- Myrmarachne galianoae Cutler, 1981
- Myrmarachne gedongensis Badcock, 1918
- Myrmarachne gigantea Żabka, 1985
- Myrmarachne giltayi Roewer, 1965
- Myrmarachne gisti Fox, 1937
- Myrmarachne glavisi Prószyński & Deeleman-Reinhold, 2010
- Myrmarachne globosa Wanless, 1978
- Myrmarachne grossa Edmunds & Prószyński, 2003
- Myrmarachne guaranitica Galiano, 1969
- Myrmarachne gurgulla Ceccarelli, 2010
- Myrmarachne hanoii Żabka, 1985
- Myrmarachne hesperia (Simon, 1887)
- Myrmarachne hidaspis Caporiacco, 1935
- Myrmarachne himalayensis Narayan, 1915
- Myrmarachne hirsutipalpi Edmunds & Prószyński, 2003
- Myrmarachne hispidacoxa Edmunds & Prószyński, 2003
- Myrmarachne hoffmanni Strand, 1913
- Myrmarachne ichneumon (Simon, 1886)
- Myrmarachne imbellis (Peckham & Peckham, 1892)
- Myrmarachne incerta Narayan, 1915
- Myrmarachne inermichelis Bösenberg & Strand, 1906
- Myrmarachne inflatipalpis Wanless, 1978
- Myrmarachne insulana Roewer, 1942
- Myrmarachne iridescens Banks, 1930
- Myrmarachne isolata Clark & Benoit, 1977
- Myrmarachne jacksoni Prószyński & Deeleman-Reinhold, 2010
- Myrmarachne jacobsoni Reimoser, 1925
- Myrmarachne jajpurensis Prószyński, 1992
- Myrmarachne japonica (Karsch, 1879)
- Myrmarachne jugularis Simon, 1901
- Myrmarachne kiboschensis Lessert, 1925
- Myrmarachne kilifi Wanless, 1978
- Myrmarachne kitale Wanless, 1978
- Myrmarachne kochi Reimoser, 1925
- Myrmarachne kuwagata Yaginuma, 1967
- Myrmarachne laeta (Thorell, 1887)
  - Myrmarachne laeta flava Narayan, 1915
  - Myrmarachne laeta praelonga (Thorell, 1890)
- Myrmarachne laurentina Bacelar, 1953
- Myrmarachne lawrencei Roewer, 1965
- Myrmarachne legon Wanless, 1978
- Myrmarachne leleupi Wanless, 1978
- Myrmarachne leptognatha (Thorell, 1890)
- Myrmarachne lesserti Lawrence, 1938
- Myrmarachne linguiensis Zhang & Song, 1992
- Myrmarachne longiventris (Simon, 1903)
- Myrmarachne luachimo Wanless, 1978
- Myrmarachne luctuosa (L. Koch, 1879)
- Myrmarachne ludhianaensis Sadana & Gupta, 1998
- Myrmarachne lugens (Thorell, 1881)
- Myrmarachne lugubris (Kulczyński, 1895)
- Myrmarachne lulengana Roewer, 1965
- Myrmarachne lulengensis Roewer, 1965
- Myrmarachne lupata (L. Koch, 1879)
- Myrmarachne macleayana (Bradley, 1876)
- Myrmarachne macrognatha (Thorell, 1894)
- Myrmarachne magna Saito, 1933
- Myrmarachne mahasoa Wanless, 1978
- Myrmarachne malayana Edmunds & Prószyński, 2003
- Myrmarachne mandibularis (Thorell, 1890)
- Myrmarachne manducator (Westwood, 1841)
- Myrmarachne maratha Tikader, 1973
- Myrmarachne mariaelenae Edwards & Benjamin, 2009
- Myrmarachne markaha Barrion & Litsinger, 1995
- Myrmarachne marshalli Peckham & Peckham, 1903
- Myrmarachne maxillosa (C. L. Koch, 1846)
  - Myrmarachne maxillosa septemdentata Strand, 1907
- Myrmarachne mcgregori Banks, 1930
- Myrmarachne megachelae Ganesh Kumar & Mohanasundaram, 1998
- Myrmarachne melanocephala MacLeay, 1839
- Myrmarachne melanotarsa Wesolowska & Salm, 2002
- Myrmarachne militaris Szombathy, 1913
- Myrmarachne mocamboensis Galiano, 1974
- Myrmarachne moesta (Thorell, 1877)
- Myrmarachne mussungue Wanless, 1978
- Myrmarachne myrmicaeformis (Lucas, 1871)
- Myrmarachne naro Wanless, 1978
- Myrmarachne natalica Lessert, 1925
- Myrmarachne nemorensis (Peckham & Peckham, 1892)
- Myrmarachne nigella Simon, 1901
- Myrmarachne nigeriensis Wanless, 1978
- Myrmarachne nigra (Thorell, 1877)
- Myrmarachne nitidissima (Thorell, 1877)
- Myrmarachne nubilis Wanless, 1978
- Myrmarachne onceana Barrion & Litsinger, 1995
- Myrmarachne opaca (Karsch, 1880)
- Myrmarachne orientales Tikader, 1973
- Myrmarachne paivae Narayan, 1915
- Myrmarachne palladia Denis, 1958
- Myrmarachne panamensis Galiano, 1969
- Myrmarachne parallela (Fabricius, 1798)
- Myrmarachne patellata Strand, 1907
- Myrmarachne paviei (Simon, 1886)
- Myrmarachne peckhami Roewer, 1951
- Myrmarachne pectorosa (Thorell, 1890)
  - Myrmarachne pectorosa sternodes (Thorell, 1890)
- Myrmarachne penicillata Mello-Leitão, 1933
- Myrmarachne piercei Banks, 1930
- Myrmarachne pinakapalea Barrion & Litsinger, 1995
- Myrmarachne pinoysorum Barrion & Litsinger, 1995
- Myrmarachne pisarskii Berry, Beatty & Prószyński, 1996
- Myrmarachne plataleoides (O. P.-Cambridge, 1869)
- Myrmarachne platypalpa Bradoo, 1980
- Myrmarachne poonaensis Tikader, 1973
- Myrmarachne prognatha (Thorell, 1887)
- Myrmarachne pygmaea (Thorell, 1894)
- Myrmarachne radiata (Thorell, 1894)
- Myrmarachne ramunni Narayan, 1915
- Myrmarachne ransoni Wanless, 1978
- Myrmarachne rhopalota (Thorell, 1895)
- Myrmarachne richardsi Wanless, 1978
- Myrmarachne robusta (Peckham & Peckham, 1892)
- Myrmarachne roeweri Reimoser, 1934
- Myrmarachne rubra Ceccarelli, 2010
- Myrmarachne rufescens (Thorell, 1877)
- Myrmarachne rufisquei Berland & Millot, 1941
- Myrmarachne russellsmithi Wanless, 1978
- Myrmarachne satarensis Narayan, 1915
- Myrmarachne schenkeli Peng & Li, 2002
- Myrmarachne seriatis Banks, 1930
- Myrmarachne shelfordi Peckham & Peckham, 1907
- Myrmarachne simoni (L. Koch, 1879)
- Myrmarachne simonis (Herman, 1879)
- Myrmarachne simplexella Roewer, 1951
- Myrmarachne smaragdina Ceccarelli, 2010
- Myrmarachne solitaria Peckham & Peckham, 1903
- Myrmarachne spissa (Peckham & Peckham, 1892)
- Myrmarachne striatipes (L. Koch, 1879)
- Myrmarachne sumana Galiano, 1974
- Myrmarachne tagalica Banks, 1930
- Myrmarachne tayabasana Chamberlin, 1925
- Myrmarachne thaii Żabka, 1985
- Myrmarachne topali Żabka, 1985
- Myrmarachne transversa (Mukerjee, 1930)
- Myrmarachne tristis (Simon, 1882)
- Myrmarachne turriformis Badcock, 1918
- Myrmarachne uelensis Wanless, 1978
- Myrmarachne uniseriata Narayan, 1915
- Myrmarachne uvira Wanless, 1978
- Myrmarachne vanessae Wanless, 1978
- Myrmarachne vehemens Fox, 1937
- Myrmarachne vestita (Thorell, 1895)
- Myrmarachne volatilis (Peckham & Peckham, 1892)
- Myrmarachne vulgarisa Barrion & Litsinger, 1995
- Myrmarachne wanlessi Edmunds & Prószyński, 2003

## Nagaina
Nagaina Peckham & Peckham, 1896
- Nagaina berlandi Soares & Camargo, 1948
- Nagaina diademata Simon, 1902
- Nagaina incunda Peckham & Peckham, 1896
- Nagaina olivacea Franganillo, 1930
- Nagaina tricincta Simon, 1902

## Nannenus
Nannenus Simon, 1902
- Nannenus constrictus (Karsch, 1880)
- Nannenus lyriger Simon, 1902
- Nannenus syrphus Simon, 1902

## Naphrys
Naphrys Edwards, 2003
- Naphrys acerba (Peckham & Peckham, 1909)
- Naphrys bufoides (Chamberlin & Ivie, 1944)
- Naphrys pulex (Hentz, 1846)
- Naphrys xerophila (Richman, 1981)

## Napoca
Napoca Simon, 1901
- Napoca insignis (O. P.-Cambridge, 1872)

## Natta
Natta Karsch, 1879
- Natta chionogaster (Simon, 1901)
- Natta horizontalis Karsch, 1879

## Naubolus
Naubolus Simon, 1901
- Naubolus albopunctatus Mello-Leitão, 1943
- Naubolus melloleitaoi Caporiacco, 1947
- Naubolus micans Simon, 1901
- Naubolus pallidus Mello-Leitão, 1945
- Naubolus posticatus Simon, 1901
- Naubolus sawayai Soares & Camargo, 1948
- Naubolus simplex Mello-Leitão, 1946
- Naubolus trifasciatus Mello-Leitão, 1927
- Naubolus tristis Mello-Leitão, 1922

## Neaetha
Neaetha Simon, 1884
- Neaetha absheronica Logunov & Guseinov, 2002
- Neaetha aegyptiaca Denis, 1947
- Neaetha alborufula Caporiacco, 1949
- Neaetha catula Simon, 1886
- Neaetha catulina Berland & Millot, 1941
- Neaetha cerussata (Simon, 1868)
- Neaetha fulvopilosa (Lucas, 1846)
- Neaetha irreperta Wesolowska & Russell-Smith, 2000
- Neaetha maxima Wesolowska & A. Russell-Smith, 2011
- Neaetha membrosa (Simon, 1868)
- Neaetha oculata (O. P.-Cambridge, 1876)
- Neaetha ravoisiei (Lucas, 1846)

## Nebridia
Nebridia Simon, 1902
- Nebridia manni Bryant, 1943
- Nebridia mendica Bryant, 1943
- Nebridia parva Mello-Leitão, 1945
- Nebridia semicana Simon, 1902

## Necatia
Necatia Özdikmen, 2007
- Necatia magnidens (Schenkel, 1963)

## Neobrettus
Neobrettus Wanless, 1984
- Neobrettus cornutus Deeleman-Reinhold & Floren, 2003
- Neobrettus nangalisagus Barrion, 2001
- Neobrettus phui Żabka, 1985
- Neobrettus tibialis (Prószyński, 1978)
- Neobrettus xanthophyllum Deeleman-Reinhold & Floren, 2003

## Neon
Neon Simon, 1876
- Neon acoreensis Wunderlich, 2008
- Neon avalonus Gertsch & Ivie, 1955
- Neon caboverdensis Schmidt & Krause, 1998
- Neon convolutus Denis, 1937
- Neon ellamae Gertsch & Ivie, 1955
- Neon kiyotoi Ikeda, 1995
- Neon kovblyuki Logunov, 2004
- Neon levis (Simon, 1871)
- Neon minutus Żabka, 1985
- Neon muticus (Simon, 1871)
- Neon nelli Peckham & Peckham, 1888
- Neon nigriceps Bryant, 1940
- Neon ningyo Ikeda, 1995
- Neon nojimai Ikeda, 1995
- Neon pictus Kulczyński, 1891
- Neon pixii Gertsch & Ivie, 1955
- Neon plutonus Gertsch & Ivie, 1955
- Neon punctulatus Karsch, 1880
- Neon rayi (Simon, 1875)
- Neon reticulatus (Blackwall, 1853)
- Neon robustus Lohmander, 1945
- Neon sumatranus Logunov, 1998
- Neon valentulus Falconer, 1912
- Neon wangi Peng & Li, 2006
- Neon zonatus Bao & Peng, 2002

## Neonella
Neonella Gertsch, 1936
- Neonella antillana Galiano, 1988
- Neonella cabana Galiano, 1998
- Neonella camillae Edwards, 2003
- Neonella colalao Galiano, 1998
- Neonella lubrica Galiano, 1988
- Neonella mayaguez Galiano, 1998
- Neonella minuta Galiano, 1965
- Neonella montana Galiano, 1988
- Neonella nana Galiano, 1988
- Neonella noronha Ruiz, Brescovit & Freitas, 2007
- Neonella salafraria Ruiz & Brescovit, 2004
- Neonella vinnula Gertsch, 1936

## Nicylla
Nicylla Thorell, 1890
- Nicylla sundevalli Thorell, 1890

## Nigorella
Nigorella Wesolowska & Tomasiewicz, 2008
- Nigorella aethiopica Wesolowska & Tomasiewicz, 2008
- Nigorella albimana (Simon, 1902)
- Nigorella hirsuta Wesolowska, 2009
- Nigorella manica (Peckham & Peckham, 1903)

## Nimbarus
Nimbarus Rollard & Wesolowska, 2002
- Nimbarus pratensis Rollard & Wesolowska, 2002

## Noegus
Noegus Simon, 1900
- Noegus actinosus Simon, 1900
- Noegus arator Simon, 1900
- Noegus australis (Mello-Leitão, 1941)
- Noegus bidens Simon, 1900
- Noegus coccineus Simon, 1900
- Noegus comatulus Simon, 1900
- Noegus difficilis (Soares & Camargo, 1948)
- Noegus franganilloi (Caporiacco, 1947)
- Noegus fulvocristatus Simon, 1900
- Noegus fuscimanus Simon, 1900
- Noegus fuscomanus (Taczanowski, 1878)
- Noegus lodovicoi Ruiz & Brescovit, 2008
- Noegus mantovani Bauab & Soares, 1978
- Noegus niger (Caporiacco, 1947)
- Noegus niveogularis Simon, 1900
- Noegus niveomarginatus Simon, 1900
- Noegus pallidus (Mello-Leitão, 1947)
- Noegus petrusewiczi Caporiacco, 1947
- Noegus rufus Simon, 1900
- Noegus spiralifer (F. O. P.-Cambridge, 1901)
- Noegus transversalis Simon, 1900
- Noegus trilineatus (Mello-Leitão, 1940)
- Noegus uncatus Simon, 1900
- Noegus vulpio Simon, 1900

## Nosferattus
Nosferattus Ruiz & Brescovit, 2005
- Nosferattus aegis Ruiz & Brescovit, 2005
- Nosferattus ciliatus Ruiz & Brescovit, 2005
- Nosferattus discus Ruiz & Brescovit, 2005
- Nosferattus occultus Ruiz & Brescovit, 2005
- Nosferattus palmatus Ruiz & Brescovit, 2005

## Nungia
Nungia Żabka, 1985
- Nungia epigynalis Żabka, 1985

## Nycerella
Nycerella Galiano, 1982
- Nycerella aprica (Peckham & Peckham, 1896)
- Nycerella decorata (Peckham & Peckham, 1893)
- Nycerella delecta (Peckham & Peckham, 1896)
- Nycerella donaldi (Chickering, 1946)
- Nycerella melanopygia Galiano, 1982
- Nycerella neglecta Galiano, 1982
- Nycerella sanguinea (Peckham & Peckham, 1896)
  - Nycerella sanguinea paradoxa (Peckham & Peckham, 1896)
- Nycerella volucripes Galiano, 1982

## Ocnotelus
Ocnotelus Simon, 1902
- Ocnotelus imberbis Simon, 1902
- Ocnotelus lunatus Mello-Leitão, 1947
- Ocnotelus rubrolunatus Mello-Leitão, 1945

## Ocrisiona
Ocrisiona Simon, 1901
- Ocrisiona aerata (L. Koch, 1879)
- Ocrisiona cinerea (L. Koch, 1879)
- Ocrisiona eucalypti Żabka, 1990
- Ocrisiona frenata Simon, 1901
- Ocrisiona koahi Żabka, 1990
- Ocrisiona leucocomis (L. Koch, 1879)
- Ocrisiona liturata (L. Koch, 1879)
- Ocrisiona melancholica (L. Koch, 1879)
- Ocrisiona melanopyga Simon, 1901
- Ocrisiona parallelestriata (L. Koch, 1879)
- Ocrisiona parmeliae Żabka, 1990
- Ocrisiona suilingensis Peng, Liu & Kim, 1999
- Ocrisiona victoriae Żabka, 1990
- Ocrisiona yakatunyae Żabka, 1990

## Ogdenia
Ogdenia Peckham & Peckham, 1908
- Ogdenia mutilla (Peckham & Peckham, 1907)

## Ohilimia
Ohilimia Strand, 1911
- Ohilimia albomaculata (Thorell, 1881)
- Ohilimia laensis Gardzińska & Patoleta, 2010
- Ohilimia scutellata (Kritscher, 1959)

## Omoedus
Omoedus Thorell, 1881
- Omoedus cordatus Berry, Beatty & Prószyński, 1996
- Omoedus kulczynskii Prószyński, 1971
- Omoedus niger Thorell, 1881
- Omoedus piceus Simon, 1902

## Onofre
Onofre Ruiz & Brescovit, 2007
- Onofre carnifex Ruiz & Brescovit, 2007
- Onofre necator Ruiz & Brescovit, 2007
- Onofre sibilans Ruiz & Brescovit, 2007

## Onomastus
Onomastus Simon, 1900
- Onomastus complexipalpis Wanless, 1980
- Onomastus indra Benjamin, 2010
- Onomastus kaharian Benjamin, 2010
- Onomastus kanoi Ono, 1995
- Onomastus nigricaudus Simon, 1900
- Onomastus nigrimaculatus Zhang & Li, 2005
- Onomastus patellaris Simon, 1900
- Onomastus pethiyagodai Benjamin, 2010
- Onomastus quinquenotatus Simon, 1900
- Onomastus rattotensis Benjamin, 2010
- Onomastus simoni Żabka, 1985

## Opisthoncana
Opisthoncana Strand, 1913
- Opisthoncana formidabilis Strand, 1913

## Opisthoncus
Opisthoncus L. Koch, 1880
- Opisthoncus abnormis L. Koch, 1881
- Opisthoncus albiventris L. Koch, 1881
- Opisthoncus alborufescens L. Koch, 1880
- Opisthoncus barbipalpis (Keyserling, 1882)
- Opisthoncus bellus (Karsch, 1878)
- Opisthoncus bitaeniatus L. Koch, 1880
- Opisthoncus clarus Keyserling, 1883
- Opisthoncus confinis L. Koch, 1881
- Opisthoncus delectabilis Rainbow, 1920
- Opisthoncus devexus Simon, 1909
- Opisthoncus eriognathus (Thorell, 1881)
- Opisthoncus grassator Keyserling, 1883
- Opisthoncus inconspicuus (Thorell, 1881)
- Opisthoncus keyserlingi Żabka, 1991
- Opisthoncus kochi Żabka, 1991
- Opisthoncus lineativentris L. Koch, 1880
- Opisthoncus machaerodus Simon, 1909
- Opisthoncus magnidens L. Koch, 1880
- Opisthoncus mandibularis L. Koch, 1880
- Opisthoncus mordax L. Koch, 1880
- Opisthoncus necator L. Koch, 1881
- Opisthoncus nigrifemur Strand, 1911
- Opisthoncus nigrofemoratus (L. Koch, 1867)
- Opisthoncus pallidulus L. Koch, 1880
- Opisthoncus parcedentatus L. Koch, 1880
- Opisthoncus polyphemus (L. Koch, 1867)
- Opisthoncus quadratarius (L. Koch, 1867)
- Opisthoncus rubriceps (Thorell, 1881)
- Opisthoncus serratofasciatus L. Koch, 1881
- Opisthoncus sexmaculatus (C. L. Koch, 1846)
- Opisthoncus tenuipes (Keyserling, 1882)
- Opisthoncus unicolor L. Koch, 1881
- Opisthoncus versimilis Peckham & Peckham, 1901

## Orissania
Orissania Prószyński, 1992
- Orissania daitarica Prószyński, 1992

## Orsima
Orsima Simon, 1901
- Orsima constricta Simon, 1901
- Orsima ichneumon (Simon, 1901)

## Orthrus
Orthrus Simon, 1900
- Orthrus bicolor Simon, 1900
- Orthrus calilungae Barrion, 1998
- Orthrus muluensis Wanless, 1980
- Orthrus palawanensis Wanless, 1980

## Orvilleus
Orvilleus Chickering, 1946
- Orvilleus crassus Chickering, 1946

## Osericta
Osericta Simon, 1901
- Osericta cheliferoides (Taczanowski, 1878)
- Osericta dives Simon, 1901

## Pachomius
Pachomius Peckham & Peckham, 1896
- Pachomius dybowskii (Taczanowski, 1871)
- Pachomius hadzji (Caporiacco, 1955)
- Pachomius maculosus (Chickering, 1946)
- Pachomius peckhamorum Galiano, 1994
- Pachomius sextus Galiano, 1994
- Pachomius villeta Galiano, 1994

## Pachyballus
Pachyballus Simon, 1900
- Pachyballus castaneus Simon, 1900
- Pachyballus cordiformis Berland & Millot, 1941
- Pachyballus flavipes Simon, 1910
  - Pachyballus flavipes aurantius Caporiacco, 1949
- Pachyballus gambeyi (Simon, 1880)
- Pachyballus oyo Wesolowska & A. Russell-Smith, 2011
- Pachyballus transversus Simon, 1900
- Pachyballus variegatus Lessert, 1925

## Pachyonomastus
Pachyonomastus Caporiacco, 1947
- Pachyonomastus kittenbergeri Caporiacco, 1947

## Pachypoessa
Pachypoessa Simon, 1902
- Pachypoessa lacertosa Simon, 1902
- Pachypoessa plebeja (L. Koch, 1875)

## Padilla
Padilla Peckham & Peckham, 1894
- Padilla ambigua Ledoux, 2007
- Padilla armata Peckham & Peckham, 1894
- Padilla astina Andriamalala, 2007
- Padilla boritandroka Andriamalala, 2007
- Padilla cornuta (Peckham & Peckham, 1885)
- Padilla foty Andriamalala, 2007
- Padilla graminicola Ledoux, 2007
- Padilla griswoldi Andriamalala, 2007
- Padilla javana Simon, 1900
- Padilla lavatandroka Andriamalala, 2007
- Padilla maingoka Andriamalala, 2007
- Padilla manjelatra Andriamalala, 2007
- Padilla mazavaloha Andriamalala, 2007
- Padilla mihaingo Andriamalala, 2007
- Padilla mitohy Andriamalala, 2007
- Padilla ngeroka Andriamalala, 2007
- Padilla ombimanga Andriamalala, 2007
- Padilla sartor Simon, 1900

## Palpelius
Palpelius Simon, 1903
- Palpelius albofasciatus Peckham & Peckham, 1907
- Palpelius arboreus Peckham & Peckham, 1907
- Palpelius beccarii (Thorell, 1881)
- Palpelius clarus Roewer, 1938
- Palpelius dearmatus (Thorell, 1881)
- Palpelius discedens Kulczyński, 1910
- Palpelius fuscoannulatus (Strand, 1911)
- Palpelius kuekenthali (Pocock, 1897)
- Palpelius namosi Berry, Beatty & Prószyński, 1996
- Palpelius nemoralis Peckham & Peckham, 1907
- Palpelius taveuniensis Patoleta, 2008
- Palpelius trigyrus Berry, Beatty & Prószyński, 1996
- Palpelius vanuaensis Patoleta, 2008
- Palpelius vitiensis Patoleta, 2008

## Panachraesta
Panachraesta Simon, 1900
- Panachraesta paludosa Simon, 1900

## Pancorius
Pancorius Simon, 1902
- Pancorius animosus Peckham & Peckham, 1907
- Pancorius armatus Jastrzebski, 2011
- Pancorius borneensis Simon, 1902
- Pancorius cadus Jastrzebski, 2011
- Pancorius changricus Żabka, 1990
- Pancorius cheni Peng & Li, 2008
- Pancorius crassipes (Karsch, 1881)
- Pancorius curtus (Simon, 1877)
- Pancorius dabanis (Hogg, 1922)
- Pancorius darjeelingianus Prószyński, 1992
- Pancorius dentichelis (Simon, 1899)
- Pancorius fasciatus Peckham & Peckham, 1907
- Pancorius goulufengensis Peng et al., 1998
- Pancorius hainanensis Song & Chai, 1991
- Pancorius hongkong Song et al., 1997
- Pancorius kaskiae Żabka, 1990
- Pancorius kohi Zhang, Song & Li, 2003
- Pancorius magniformis Żabka, 1990
- Pancorius magnus Żabka, 1985
- Pancorius minutus Żabka, 1985
- Pancorius naevius Simon, 1902
- Pancorius protervus (Simon, 1902)
- Pancorius relucens (Simon, 1901)
- Pancorius scoparius Simon, 1902
- Pancorius submontanus Prószyński, 1992
- Pancorius tagorei Prószyński, 1992
- Pancorius taiwanensis Bao & Peng, 2002
- Pancorius thorelli (Simon, 1899)
- Pancorius urnus Jastrzebski, 2011
- Pancorius wangdicus Żabka, 1990

## Pandisus
Pandisus Simon, 1900
- Pandisus decorus Wanless, 1980
- Pandisus indicus Prószyński, 1992
- Pandisus modestus (Peckham & Wheeler, 1889)
- Pandisus parvulus Wanless, 1980
- Pandisus sarae Wanless, 1980
- Pandisus scalaris Simon, 1900

## Panysinus
Panysinus Simon, 1901
- Panysinus grammicus Simon, 1902
- Panysinus nicholsoni (O. P.-Cambridge, 1899)
- Panysinus nitens Simon, 1901
- Panysinus semiargenteus (Simon, 1877)
- Panysinus semiermis Simon, 1902

## Paracyrba
Paracyrba Żabka & Kovac, 1996
- Paracyrba wanlessi Żabka & Kovac, 1996

## Paradamoetas
Paradamoetas Peckham & Peckham, 1885
- Paradamoetas carus (Peckham & Peckham, 1892)
- Paradamoetas changuinola Cutler, 1982
- Paradamoetas fontanus (Levi, 1951)
- Paradamoetas formicinus Peckham & Peckham, 1885

## Paradecta
Paradecta Bryant, 1950
- Paradecta darlingtoni Bryant, 1950
- Paradecta festiva Bryant, 1950
- Paradecta gratiosa Bryant, 1950
- Paradecta valida Bryant, 1950

## Paradescanso
Paradescanso Vellard, 1924
- Paradescanso fallax Vellard, 1924

## Parafluda
Parafluda Chickering, 1946
- Parafluda banksi Chickering, 1946

## Paraharmochirus
Paraharmochirus Szombathy, 1915
- Paraharmochirus monstrosus Szombathy, 1915

## Paraheliophanus
Paraheliophanus Clark & Benoit, 1977
- Paraheliophanus jeanae Clark & Benoit, 1977
- Paraheliophanus napoleon Clark & Benoit, 1977
- Paraheliophanus sanctaehelenae Clark & Benoit, 1977
- Paraheliophanus subinstructus (O. P.-Cambridge, 1873)

## Parahelpis
Parahelpis Gardzińska & Żabka, 2010
- Parahelpis abnormis (Żabka, 2002)
- Parahelpis smithae Gardzińska & Żabka, 2010

## Parajotus
Parajotus Peckham & Peckham, 1903
- Parajotus cinereus Wesolowska, 2004
- Parajotus obscurofemoratus Peckham & Peckham, 1903
- Parajotus refulgens Wesolowska, 2000

## Paramarpissa
Paramarpissa F. O. P.-Cambridge, 1901
- Paramarpissa albopilosa (Banks, 1902)
- Paramarpissa griswoldi Logunov & Cutler, 1999
- Paramarpissa laeta Logunov & Cutler, 1999
- Paramarpissa piratica (Peckham & Peckham, 1888)
- Paramarpissa sarta Logunov & Cutler, 1999
- Paramarpissa tibialis F. O. P.-Cambridge, 1901

## Paraneaetha
Paraneaetha Denis, 1947
- Paraneaetha diversa Denis, 1947

## Paraphidippus
Paraphidippus F. O. P.-Cambridge, 1901
- Paraphidippus aurantius (Lucas, 1833)
- Paraphidippus basalis (Banks, 1904)
- Paraphidippus disjunctus (Banks, 1898)
- Paraphidippus fartilis (Peckham & Peckham, 1888)
- Paraphidippus fulgidus (C. L. Koch, 1846)
- Paraphidippus funebris (Banks, 1898)
- Paraphidippus fuscipes (C. L. Koch, 1846)
- Paraphidippus incontestus (Banks, 1909)
- Paraphidippus inermis F. O. P.-Cambridge, 1901
- Paraphidippus laniipes F. O. P.-Cambridge, 1901
- Paraphidippus luteus (Peckham & Peckham, 1896)
- Paraphidippus mexicanus (Peckham & Peckham, 1888)
- Paraphidippus nigropilosus (Banks, 1898)
- Paraphidippus nitens (C. L. Koch, 1846)

## Paraphilaeus
Paraphilaeus Żabka, 2003
- Paraphilaeus daemeli (Keyserling, 1883)

## Paraplatoides
Paraplatoides Żabka, 1992
- Paraplatoides caledonicus (Berland, 1932)
- Paraplatoides christopheri Żabka, 1992
- Paraplatoides darwini Waldock, 2009
- Paraplatoides hirsti Żabka, 1992
- Paraplatoides longulus Żabka, 1992
- Paraplatoides niger Żabka, 1992
- Paraplatoides tenerrimus (L. Koch, 1879)

## Paraplexippus
Paraplexippus Franganillo, 1930
- Paraplexippus quadrisignatus Franganillo, 1930
- Paraplexippus sexsignatus Franganillo, 1930

## Parasaitis
Parasaitis Bryant, 1950
- Parasaitis femoralis Bryant, 1950

## Parathiodina
Parathiodina Bryant, 1943
- Parathiodina compta Bryant, 1943

## Parnaenus
Parnaenus Peckham & Peckham, 1896
- Parnaenus cuspidatus F. O. P.-Cambridge, 1901
- Parnaenus cyanidens (C. L. Koch, 1846)
- Parnaenus metallicus (C. L. Koch, 1846)

## Peckhamia
Peckhamia Simon, 1901
- Peckhamia americana (Peckham & Peckham, 1892)
- Peckhamia argentinensis Galiano, 1986
- Peckhamia picata (Hentz, 1846)
- Peckhamia prescotti Chickering, 1946
- Peckhamia scorpionia (Hentz, 1846)
- Peckhamia seminola Gertsch, 1936
- Peckhamia soesilae Makhan, 2006
- Peckhamia variegata (F. O. P.-Cambridge, 1900)

## Pelegrina
Pelegrina Franganillo, 1930
- Pelegrina aeneola (Curtis, 1892)
- Pelegrina arizonensis (Peckham & Peckham, 1901)
- Pelegrina balia Maddison, 1996
- Pelegrina bicuspidata (F. O. P.-Cambridge, 1901)
- Pelegrina bunites Maddison, 1996
- Pelegrina chaimona Maddison, 1996
- Pelegrina chalceola Maddison, 1996
- Pelegrina clavator Maddison, 1996
- Pelegrina clemata (Levi & Levi, 1951)
- Pelegrina dithalea Maddison, 1996
- Pelegrina edrilana Maddison, 1996
- Pelegrina exigua (Banks, 1892)
- Pelegrina flaviceps (Kaston, 1973)
- Pelegrina flavipes (Peckham & Peckham, 1888)
- Pelegrina furcata (F. O. P.-Cambridge, 1901)
- Pelegrina galathea (Walckenaer, 1837)
- Pelegrina helenae (Banks, 1921)
- Pelegrina huachuca Maddison, 1996
- Pelegrina insignis (Banks, 1892)
- Pelegrina kastoni Maddison, 1996
- Pelegrina montana (Emerton, 1891)
- Pelegrina morelos Maddison, 1996
- Pelegrina neoleonis Maddison, 1996
- Pelegrina ochracea (F. O. P.-Cambridge, 1901)
- Pelegrina orestes Maddison, 1996
- Pelegrina pallidata (F. O. P.-Cambridge, 1901)
- Pelegrina peckhamorum (Kaston, 1973)
- Pelegrina pervaga (Peckham & Peckham, 1909)
- Pelegrina proterva (Walckenaer, 1837)
- Pelegrina proxima (Peckham & Peckham, 1901)
- Pelegrina sabinema Maddison, 1996
- Pelegrina sandaracina Maddison, 1996
- Pelegrina tillandsiae (Kaston, 1973)
- Pelegrina tristis Maddison, 1996
- Pelegrina variegata (F. O. P.-Cambridge, 1901)
- Pelegrina verecunda (Chamberlin & Gertsch, 1930)
- Pelegrina volcana Maddison, 1996
- Pelegrina yucatecana Maddison, 1996

## Pellenes
Pellenes Simon, 1876
- Pellenes aethiopicus Strand, 1906
- Pellenes albopilosus (Tyschchenko, 1965)
- Pellenes allegrii Caporiacco, 1935
- Pellenes amazonka Logunov, Marusik & Rakov, 1999
- Pellenes apacheus Lowrie & Gertsch, 1955
- Pellenes arciger (Walckenaer, 1837)
- Pellenes badkhyzicus Logunov, Marusik & Rakov, 1999
- Pellenes beani Peckham & Peckham, 1903
- Pellenes bitaeniata (Keyserling, 1882)
- Pellenes bonus Logunov, Marusik & Rakov, 1999
- Pellenes borisi Logunov, Marusik & Rakov, 1999
- Pellenes brevis (Simon, 1868)
- Pellenes bulawayoensis Wesolowska, 2000
- Pellenes canosus Simon, 1937
- Pellenes cinctipes (Banks, 1898)
- Pellenes cingulatus Wesolowska & Russell-Smith, 2000
- Pellenes corticolens Chamberlin, 1924
- Pellenes crandalli Lowrie & Gertsch, 1955
- Pellenes dahli Lessert, 1915
- Pellenes denisi Schenkel, 1963
- Pellenes diagonalis (Simon, 1868)
- Pellenes dilutus Logunov, 1995
- Pellenes durieui (Lucas, 1846)
- Pellenes dyali Roewer, 1951
- Pellenes epularis (O. P.-Cambridge, 1872)
- Pellenes flavipalpis (Lucas, 1853)
- Pellenes frischi (Audouin, 1826)
- Pellenes geniculatus (Simon, 1868)
  - Pellenes geniculatus subsultans (Simon, 1868)
- Pellenes gerensis Hu, 2001
- Pellenes gobiensis Schenkel, 1936
- Pellenes grammaticus Chamberlin, 1925
- Pellenes hadaensis Prószyński, 1993
- Pellenes hedjazensis Prószyński, 1993
- Pellenes iforhasorum Berland & Millot, 1941
- Pellenes ignifrons (Grube, 1861)
- Pellenes inexcultus (O. P.-Cambridge, 1873)
- Pellenes karakumensis Logunov, Marusik & Rakov, 1999
- Pellenes laevigatus (Simon, 1868)
- Pellenes lagrecai Cantarella & Alicata, 2002
- Pellenes lapponicus (Sundevall, 1833)
- Pellenes levaillanti (Lucas, 1846)
- Pellenes levii Lowrie & Gertsch, 1955
- Pellenes limatus Peckham & Peckham, 1901
- Pellenes limbatus Kulczyński, 1895
- Pellenes logunovi Marusik, Hippa & Koponen, 1996
- Pellenes longimanus Emerton, 1913
- Pellenes lucidus Logunov & Zamanpoore, 2005
- Pellenes luculentus Wesolowska & van Harten, 2007
- Pellenes maderianus Kulczyński, 1905
- Pellenes marionis (Schmidt & Krause, 1994)
- Pellenes mimicus Strand, 1906
- Pellenes minimus (Caporiacco, 1933)
- Pellenes modicus Wesolowska & Russell-Smith, 2000
- Pellenes montanus (Emerton, 1894)
- Pellenes moreanus Metzner, 1999
- Pellenes negevensis Prószyński, 2000
- Pellenes nigrociliatus (Simon, 1875)
- Pellenes obliquostriatus Caporiacco, 1940
- Pellenes pamiricus Logunov, Marusik & Rakov, 1999
- Pellenes peninsularis Emerton, 1925
- Pellenes perexcultus Clark & Benoit, 1977
- Pellenes pseudobrevis Logunov, Marusik & Rakov, 1999
- Pellenes pulcher Logunov, 1995
- Pellenes purcelli Lessert, 1915
- Pellenes rufoclypeatus Peckham & Peckham, 1903
- Pellenes seriatus (Thorell, 1875)
- Pellenes shoshonensis Gertsch, 1934
- Pellenes sibiricus Logunov & Marusik, 1994
- Pellenes siculus Alicata & Cantarella, 2000
- Pellenes stepposus (Logunov, 1991)
- Pellenes striolatus Wesolowska & van Harten, 2002
- Pellenes sytchevskayae Logunov, Marusik & Rakov, 1999
- Pellenes tharinae Wesolowska, 2006
- Pellenes tocharistanus Andreeva, 1976
- Pellenes tripunctatus (Walckenaer, 1802)
- Pellenes turkmenicus Logunov, Marusik & Rakov, 1999
- Pellenes unipunctus Saito, 1937
- Pellenes univittatus (Caporiacco, 1939)
- Pellenes vanharteni Wesolowska, 1998
- Pellenes washonus Lowrie & Gertsch, 1955
- Pellenes wrighti Lowrie & Gertsch, 1955

## Pellolessertia
Pellolessertia Strand, 1929
- Pellolessertia castanea (Lessert, 1927)

## Penionomus
Penionomus Simon, 1903
- Penionomus dispar (Simon, 1889)
- Penionomus dyali Roewer, 1951
- Penionomus longipalpis (Simon, 1889)

## Pensacola
Pensacola Peckham & Peckham, 1885
- Pensacola castanea Simon, 1902
- Pensacola cyaneochirus Simon, 1902
- Pensacola darlingtoni Bryant, 1943
- Pensacola electa Bryant, 1943
- Pensacola gaujoni Simon, 1902
- Pensacola maxillosa Bryant, 1943
- Pensacola montana Bryant, 1943
- Pensacola murina Simon, 1902
- Pensacola ornata Simon, 1902
- Pensacola peckhami Bryant, 1943
- Pensacola poecilocilia Caporiacco, 1955
- Pensacola radians (Peckham & Peckham, 1896)
- Pensacola signata Peckham & Peckham, 1885
- Pensacola sylvestris (Peckham & Peckham, 1896)
- Pensacola tuberculotibiata Caporiacco, 1955

## Pensacolops
Pensacolops Bauab, 1983
- Pensacolops rubrovittata Bauab, 1983

## Peplometus
Peplometus Simon, 1900
- Peplometus biscutellatus (Simon, 1887)
- Peplometus chlorophthalmus Simon, 1900

## Phaeacius
Phaeacius Simon, 1900
- Phaeacius alabangensis Wijesinghe, 1991
- Phaeacius azarkinae Prószyński & Deeleman-Reinhold, 2010
- Phaeacius biramosus Wijesinghe, 1991
- Phaeacius canalis Wanless, 1981
- Phaeacius fimbriatus Simon, 1900
- Phaeacius lancearius (Thorell, 1895)
- Phaeacius leytensis Wijesinghe, 1991
- Phaeacius mainitensis Barrion & Litsinger, 1995
- Phaeacius malayensis Wanless, 1981
- Phaeacius saxicola Wanless, 1981
- Phaeacius wanlessi Wijesinghe, 1991
- Phaeacius yixin Zhang & Li, 2005
- Phaeacius yunnanensis Peng & Kim, 1998

## Phanias
Phanias F. O. P.-Cambridge, 1901
- Phanias albeolus (Chamberlin & Ivie, 1941)
- Phanias concoloratus (Chamberlin & Gertsch, 1930)
- Phanias distans Banks, 1924
- Phanias dominatus (Chamberlin & Ivie, 1941)
- Phanias flavostriatus F. O. P.-Cambridge, 1901
- Phanias furcifer (Gertsch, 1936)
- Phanias furcillatus (F. O. P.-Cambridge, 1901)
- Phanias harfordi (Peckham & Peckham, 1888)
- Phanias monticola (Banks, 1895)
- Phanias neomexicanus (Banks, 1901)
- Phanias salvadorensis Kraus, 1955
- Phanias watonus (Chamberlin & Ivie, 1941)

## Pharacocerus
Pharacocerus Simon, 1902
- Pharacocerus castaneiceps Simon, 1910
- Pharacocerus ebenauensis Strand, 1908
- Pharacocerus ephippiatus (Thorell, 1899)
- Pharacocerus fagei Berland & Millot, 1941
  - Pharacocerus fagei soudanensis Berland & Millot, 1941
  - Pharacocerus fagei verdieri Berland & Millot, 1941
- Pharacocerus rubrocomatus Simon, 1910
- Pharacocerus sessor Simon, 1902
- Pharacocerus xanthopogon Simon, 1903

## Phaulostylus
Phaulostylus Simon, 1902
- Phaulostylus furcifer Simon, 1902
- Phaulostylus grammicus Simon, 1902
- Phaulostylus grandidieri Simon, 1902
- Phaulostylus leucolophus Simon, 1902

## Phausina
Phausina Simon, 1902
- Phausina bivittata Simon, 1902
- Phausina flavofrenata Simon, 1902
- Phausina guttipes Simon, 1902
- Phausina leucopogon Simon, 1905

## Phiale
Phiale C. L. Koch, 1846
- Phiale aschnae Makhan, 2006
- Phiale bicuspidata (F. O. P.-Cambridge, 1901)
- Phiale bilobata (F. O. P.-Cambridge, 1901)
- Phiale bipunctata Mello-Leitão, 1947
- Phiale bisignata (F. O. P.-Cambridge, 1901)
- Phiale bryantae Roewer, 1951
- Phiale bulbosa (F. O. P.-Cambridge, 1901)
- Phiale crocea C. L. Koch, 1846
- Phiale cruentata (Walckenaer, 1837)
- Phiale cubana Roewer, 1951
- Phiale elegans (F. O. P.-Cambridge, 1901)
- Phiale flavescens (Peckham & Peckham, 1896)
- Phiale formosa (Banks, 1909)
- Phiale geminata (F. O. P.-Cambridge, 1901)
- Phiale gratiosa C. L. Koch, 1846
- Phiale guttata (C. L. Koch, 1846)
- Phiale hieroglyphica (F. O. P.-Cambridge, 1901)
- Phiale huadquinae Chamberlin, 1916
- Phiale laticava (F. O. P.-Cambridge, 1901)
- Phiale lehmanni Strand, 1908
- Phiale longibarba (Mello-Leitão, 1943)
- Phiale mediocava (F. O. P.-Cambridge, 1901)
- Phiale mimica (C. L. Koch, 1846)
- Phiale niveoguttata (F. O. P.-Cambridge, 1901)
- Phiale ortrudae Galiano, 1981
- Phiale pallida (F. O. P.-Cambridge, 1901)
- Phiale quadrimaculata (Walckenaer, 1837)
- Phiale radians (Blackwall, 1862)
- Phiale roburifoliata Holmberg, 1875
- Phiale rubriceps (Taczanowski, 1871)
- Phiale septemguttata (Taczanowski, 1871)
- Phiale similis (Peckham & Peckham, 1896)
- Phiale simplicicava (F. O. P.-Cambridge, 1901)
- Phiale tristis Mello-Leitão, 1945
- Phiale virgo C. L. Koch, 1846

## Phidippus
Phidippus C. L. Koch, 1846
- Phidippus adonis Edwards, 2004
- Phidippus adumbratus Gertsch, 1934
- Phidippus aeneidens Taczanowski, 1878
- Phidippus albocinctus Caporiacco, 1947
- Phidippus albulatus F. O. P.-Cambridge, 1901
- Phidippus amans Edwards, 2004
- Phidippus apacheanus Chamberlin & Gertsch, 1929
- Phidippus ardens Peckham & Peckham, 1901
- Phidippus arizonensis (Peckham & Peckham, 1883)
- Phidippus asotus Chamberlin & Ivie, 1933
- Phidippus audax (Hentz, 1845)
- Phidippus aureus Edwards, 2004
- Phidippus bengalensis Tikader, 1977
- Phidippus bhimrakshiti Gajbe, 2004
- Phidippus bidentatus F. O. P.-Cambridge, 1901
- Phidippus birabeni Mello-Leitão, 1944
- Phidippus boei Edwards, 2004
- Phidippus borealis Banks, 1895
- Phidippus calcuttaensis Biswas, 1984
- Phidippus californicus Peckham & Peckham, 1901
- Phidippus cardinalis (Hentz, 1845)
- Phidippus carneus Peckham & Peckham, 1896
- Phidippus carolinensis Peckham & Peckham, 1909
- Phidippus cerberus Edwards, 2004
- Phidippus clarus Keyserling, 1885
- Phidippus comatus Peckham & Peckham, 1901
- Phidippus concinnus Gertsch, 1934
- Phidippus cruentus F. O. P.-Cambridge, 1901
- Phidippus cryptus Edwards, 2004
- Phidippus dianthus Edwards, 2004
- Phidippus exlineae Caporiacco, 1955
- Phidippus felinus Edwards, 2004
- Phidippus georgii Peckham & Peckham, 1896
- Phidippus guianensis Caporiacco, 1947
- Phidippus hingstoni Mello-Leitão, 1948
- Phidippus insignarius C. L. Koch, 1846
- Phidippus johnsoni (Peckham & Peckham, 1883)
- Phidippus kastoni Edwards, 2004
- Phidippus khandalaensis Tikader, 1977
- Phidippus lynceus Edwards, 2004
- Phidippus maddisoni Edwards, 2004
- Phidippus majumderi Biswas, 1999
- Phidippus mimicus Edwards, 2004
- Phidippus morpheus Edwards, 2004
- Phidippus mystaceus (Hentz, 1846)
- Phidippus nikites Chamberlin & Ivie, 1935
- Phidippus octopunctatus (Peckham & Peckham, 1883)
- Phidippus olympus Edwards, 2004
- Phidippus otiosus (Hentz, 1846)
- Phidippus phoenix Edwards, 2004
- Phidippus pius Scheffer, 1905
- Phidippus pompatus Edwards, 2004
- Phidippus princeps (Peckham & Peckham, 1883)
- Phidippus pruinosus Peckham & Peckham, 1909
- Phidippus pulcherrimus Keyserling, 1885
- Phidippus punjabensis Tikader, 1974
- Phidippus purpuratus Keyserling, 1885
- Phidippus putnami (Peckham & Peckham, 1883)
- Phidippus regius C. L. Koch, 1846
- Phidippus richmani Edwards, 2004
- Phidippus tenuis (Kraus, 1955)
- Phidippus texanus Banks, 1906
- Phidippus tigris Edwards, 2004
- Phidippus tirapensis Biswas & Biswas, 2006
- Phidippus toro Edwards, 1978
- Phidippus tux Pinter, 1970
- Phidippus tyrannus Edwards, 2004
- Phidippus tyrrelli Peckham & Peckham, 1901
- Phidippus ursulus Edwards, 2004
- Phidippus venus Edwards, 2004
- Phidippus vexans Edwards, 2004
- Phidippus whitmani Peckham & Peckham, 1909
- Phidippus workmani Peckham & Peckham, 1901
- Phidippus yashodharae Tikader, 1977
- Phidippus zebrinus Mello-Leitão, 1945
- Phidippus zethus Edwards, 2004

## Philaeus
Philaeus Thorell, 1869
- Philaeus albovariegatus (Simon, 1868)
- Philaeus chrysops (Poda, 1761)
- Philaeus corrugatulus Strand, 1917
- Philaeus daoxianensis Peng, Gong & Kim, 2000
- Philaeus fallax (Lucas, 1846)
- Philaeus jugatus (L. Koch, 1856)
- Philaeus pacificus Banks, 1902
- Philaeus raribarbis Denis, 1955
- Philaeus ruber Peckham & Peckham, 1885
- Philaeus stellatus Franganillo, 1910
- Philaeus steudeli Strand, 1906
- Philaeus superciliosus Bertkau, 1883
- Philaeus varicus (Simon, 1868)

## Philates
Philates Simon, 1900
- Philates chelifer (Simon, 1900)
- Philates courti (Żabka, 1999)
- Philates grammicus Simon, 1900
- Philates platnicki (Żabka, 1999)
- Philates proszynskii (Żabka, 1999)
- Philates rafalskii (Żabka, 1999)
- Philates szutsi Benjamin, 2004
- Philates thaleri Benjamin, 2004
- Philates variratae (Żabka, 1999)
- Philates zschokkei Benjamin, 2004

## Phintella
Phintella Strand, năm Bösenberg & Strand, 1906
- Phintella abnormis (Bösenberg & Strand, 1906)
- Phintella accentifera (Simon, 1901)
- Phintella aequipeiformis Żabka, 1985
- Phintella aequipes (Peckham & Peckham, 1903)
  - Phintella aequipes minor (Lessert, 1925)
- Phintella africana Wesolowska & Tomasiewicz, 2008
- Phintella alboterminus  John T. D. Caleb, 2014 — Chennai (Tamil Nadu, Ấn Độ)
- Phintella arenicolor (Grube, 1861)
- Phintella argenteola (Simon, 1903)
- Phintella assamica Prószyński, 1992
- Phintella bifurcata Prószyński, 1992
- Phintella bifurcilinea (Bösenberg & Strand, 1906)
- Phintella bunyiae Barrion & Litsinger, 1995
- Phintella caledoniensis Patoleta, 2009
- Phintella castriesiana (Grube, 1861)
- Phintella cavaleriei (Schenkel, 1963)
- Phintella clathrata (Thorell, 1895)
- Phintella coonooriensis Prószyński, 1992
- Phintella debilis (Thorell, 1891)
- Phintella dives (Simon, 1899)
- Phintella hainani Song, Gu & Chen, 1988
- Phintella incerta Wesolowska & Russell-Smith, 2000
- Phintella indica (Simon, 1901)
- Phintella leucaspis (Simon, 1903)
- Phintella linea (Karsch, 1879)
- Phintella lucai Żabka, 1985
- Phintella lucida Wesolowska & Tomasiewicz, 2008
- Phintella lunda Wesolowska, 2010
- Phintella macrops (Simon, 1901)
- Phintella multimaculata (Simon, 1901)
- Phintella mussooriensis Prószyński, 1992
- Phintella nilgirica Prószyński, 1992
- Phintella parva (Wesolowska, 1981)
- Phintella piatensis Barrion & Litsinger, 1995
- Phintella planiceps Berry, Beatty & Prószyński, 1996
- Phintella popovi (Prószyński, 1979)
- Phintella pygmaea (Wesolowska, 1981)
- Phintella reinhardti (Thorell, 1891)
- Phintella suavis (Simon, 1885)
- Phintella suknana Prószyński, 1992
- Phintella versicolor (C. L. Koch, 1846)
- Phintella vittata (C. L. Koch, 1846)
- Phintella volupe (Karsch, 1879)

## Phlegra
Phlegra Simon, 1876
- Phlegra abessinica Strand, 1906
- Phlegra albostriata Simon, 1901
- Phlegra amitaii Prószyński, 1998
- Phlegra andreevae Logunov, 1996
- Phlegra arborea Wesolowska & Haddad, 2009
- Phlegra atra Wesolowska & Tomasiewicz, 2008
- Phlegra bairstowi Simon, 1886
- Phlegra bicognata Azarkina, 2004
- Phlegra bifurcata Schmidt & Piepho, 1994
- Phlegra bresnieri (Lucas, 1846)
  - Phlegra bresnieri meridionalis Strand, 1906
- Phlegra certa Wesolowska & Haddad, 2009
- Phlegra chrysops Simon, 1890
- Phlegra cinereofasciata (Simon, 1868)
- Phlegra crumena Próchniewicz & Heciak, 1994
- Phlegra desquamata Strand, 1906
- Phlegra dhakuriensis (Tikader, 1974)
- Phlegra dimentmani Prószyński, 1998
- Phlegra dunini Azarkina, 2004
- Phlegra etosha Logunov & Azarkina, 2006
- Phlegra fasciata (Hahn, 1826)
- Phlegra ferberorum Prószyński, 1998
- Phlegra flavipes Denis, 1947
- Phlegra fulvastra (Simon, 1868)
- Phlegra fulvotrilineata (Lucas, 1846)
- Phlegra gagnoa Logunov & Azarkina, 2006
- Phlegra hentzi (Marx, 1890)
- Phlegra imperiosa Peckham & Peckham, 1903
- Phlegra insulana Schmidt & Krause, 1998
- Phlegra jacksoni Prószyński, 1998
- Phlegra karoo Wesolowska, 2006
- Phlegra kulczynskii Azarkina, 2004
- Phlegra langanoensis Wesolowska & Tomasiewicz, 2008
- Phlegra levis Próchniewicz & Heciak, 1994
- Phlegra levyi Prószyński, 1998
- Phlegra lineata (C. L. Koch, 1846)
- Phlegra logunovi Azarkina, 2004
- Phlegra loripes Simon, 1876
- Phlegra lugubris Berland & Millot, 1941
- Phlegra memorialis (O. P.-Cambridge, 1876)
- Phlegra micans Simon, 1901
- Phlegra nitidiventris (Lucas, 1846)
- Phlegra nuda Próchniewicz & Heciak, 1994
- Phlegra obscurimagna Azarkina, 2004
- Phlegra palestinensis Logunov, 1996
- Phlegra particeps (O. P.-Cambridge, 1872)
- Phlegra parvula Wesolowska & Russell-Smith, 2000
- Phlegra pisarskii Żabka, 1985
- Phlegra pori Prószyński, 1998
- Phlegra procera Wesolowska & Cumming, 2008
- Phlegra profuga Logunov, 1996
- Phlegra proxima Denis, 1947
- Phlegra pusilla Wesolowska & van Harten, 1994
- Phlegra rogenhoferi (Simon, 1868)
- Phlegra rothi Prószyński, 1998
- Phlegra samchiensis Prószyński, 1978
- Phlegra sapphirina (Thorell, 1875)
- Phlegra semipullata Simon, 1901
- Phlegra shulovi Prószyński, 1998
- Phlegra sierrana (Simon, 1868)
- Phlegra simoni L. Koch, 1882
- Phlegra simplex Wesolowska & Russell-Smith, 2000
- Phlegra sogdiana Charitonov, 1946
- Phlegra solitaria Wesolowska & Tomasiewicz, 2008
- Phlegra soudanica Berland & Millot, 1941
- Phlegra stephaniae Prószyński, 1998
- Phlegra suaverubens Simon, 1886
- Phlegra swanii Mushtaq, Beg & Waris, 1995
- Phlegra tenella Wesolowska, 2006
- Phlegra tetralineata (Caporiacco, 1939)
- Phlegra theseusi Logunov, 2001
- Phlegra thibetana Simon, 1901
- Phlegra tillyae Prószyński, 1998
- Phlegra touba Logunov & Azarkina, 2006
- Phlegra tristis Lessert, 1927
- Phlegra varia Wesolowska & Russell-Smith, 2000
- Phlegra v-epigynalis Heçiak & Prószyński, 1998
- Phlegra yaelae Prószyński, 1998
- Phlegra yuzhongensis Yang & Tang, 1996

## Phyaces
Phyaces Simon, 1902
- Phyaces comosus Simon, 1902

## Pignus
Pignus Wesolowska, 2000
- Pignus lautissimum Wesolowska & Russell-Smith, 2000
- Pignus pongola Wesolowska & Haddad, 2009
- Pignus simoni (Peckham & Peckham, 1903)

## Pilia
Pilia Simon, 1902
- Pilia albicoma Szombathy, 1915
- Pilia escheri Reimoser, 1934
- Pilia saltabunda Simon, 1902

## Piranthus
Piranthus Thorell, 1895
- Piranthus casteti Simon, 1900
- Piranthus decorus Thorell, 1895

## Planiemen
Planiemen Wesolowska & van Harten, 2007
- Planiemen rotundus (Wesolowska & van Harten, 1994)

## Platycryptus
Platycryptus Hill, 1979
- Platycryptus arizonensis (Barnes, 1958)
- Platycryptus californicus (Peckham & Peckham, 1888)
- Platycryptus magnus (Peckham & Peckham, 1894)
- Platycryptus undatus (De Geer, 1778)

## Platypsecas
Platypsecas Caporiacco, 1955
- Platypsecas razzabonii Caporiacco, 1955

## Plesiopiuka
Plesiopiuka Ruiz, 2010
- Plesiopiuka simplex Ruiz, 2010

## Plexippoides
Plexippoides Prószyński, 1984
- Plexippoides annulipedis (Saito, 1939)
- Plexippoides arkit Logunov & Rakov, 1998
- Plexippoides cornutus Xie & Peng, 1993
- Plexippoides digitatus Peng & Li, 2002
- Plexippoides dilucidus Próchniewicz, 1990
- Plexippoides discifer (Schenkel, 1953)
- Plexippoides doenitzi (Karsch, 1879)
- Plexippoides flavescens (O. P.-Cambridge, 1872)
- Plexippoides gestroi (Dalmas, 1920)
- Plexippoides jinlini Yang, Zhu & Song, 2006
- Plexippoides longus Zhu et al., 2005
- Plexippoides meniscatus Yang, Zhu & Song, 2006
- Plexippoides nishitakensis (Strand, 1907)
- Plexippoides potanini Prószyński, 1984
- Plexippoides regius Wesolowska, 1981
- Plexippoides regiusoides Peng & Li, 2008
- Plexippoides szechuanensis Logunov, 1993
- Plexippoides tristis Próchniewicz, 1990
- Plexippoides validus Xie & Yin, 1991
- Plexippoides zhangi Peng et al., 1998

## Plexippus
Plexippus C. L. Koch, 1846
- Plexippus andamanensis (Tikader, 1977)
- Plexippus aper Thorell, 1881
- Plexippus auberti Lessert, 1925
- Plexippus baro Wesolowska & Tomasiewicz, 2008
- Plexippus bhutani Żabka, 1990
- Plexippus brachypus Thorell, 1881
- Plexippus calcutaensis (Tikader, 1974)
- Plexippus clemens (O. P.-Cambridge, 1872)
- Plexippus coccinatus Thorell, 1895
- Plexippus devorans (O. P.-Cambridge, 1872)
- Plexippus fannae (Peckham & Peckham, 1896)
- Plexippus frendens Thorell, 1881
- Plexippus fuscus Rollard & Wesolowska, 2002
- Plexippus incognitus Dönitz & Strand, 1906
- Plexippus insulanus Thorell, 1881
- Plexippus iranus Logunov, 2009
- Plexippus kondarensis (Charitonov, 1951)
- Plexippus lutescens Wesolowska, 2011
- Plexippus luteus Badcock, 1932
- Plexippus minor Wesolowska & van Harten, 2010
- Plexippus niccensis Strand, 1906
- Plexippus ochropsis Thorell, 1881
- Plexippus paykulli (Audouin, 1826)
  - Plexippus paykulli nigrescens (Berland, 1933)
- Plexippus perfidus Thorell, 1895
- Plexippus petersi (Karsch, 1878)
- Plexippus phyllus Karsch, 1878
- Plexippus pokharae Żabka, 1990
- Plexippus redimitus Simon, 1902
- Plexippus robustus (Bösenberg & Lenz, 1895)
- Plexippus rubrogularis Simon, 1902
- Plexippus seladonicus C. L. Koch, 1846
- Plexippus setipes Karsch, 1879
- Plexippus stridulator Pocock, 1899
- Plexippus taeniatus C. L. Koch, 1846
- Plexippus tortilis Simon, 1902
- Plexippus tsholotsho Wesolowska, 2011
- Plexippus wesolowskae Biswas & Raychaudhuri, 1998
- Plexippus yinae Peng & Li, 2003
- Plexippus zabkai Biswas, 1999

## Pochyta
Pochyta Simon, 1901
- Pochyta albimana Simon, 1902
- Pochyta fastibilis Simon, 1903
- Pochyta insulana Simon, 1910
- Pochyta major Simon, 1902
- Pochyta moschensis Caporiacco, 1947
- Pochyta occidentalis Simon, 1902
- Pochyta pannosa Simon, 1903
- Pochyta perezi Berland & Millot, 1941
- Pochyta poissoni Berland & Millot, 1941
- Pochyta pulchra (Thorell, 1899)
- Pochyta remyi Berland & Millot, 1941
- Pochyta simoni Lessert, 1925
- Pochyta solers Peckham & Peckham, 1903
- Pochyta spinosa Simon, 1901

## Poecilorchestes
Poecilorchestes Simon, 1901
- Poecilorchestes decoratus Simon, 1901

## Poessa
Poessa Simon, 1902
- Poessa argenteofrenata Simon, 1902

## Polemus
Polemus Simon, 1902
- Polemus chrysochirus Simon, 1902
- Polemus galeatus Simon, 1902

## Porius
Porius Thorell, 1892
- Porius decempunctatus (Szombathy, 1915)
- Porius papuanus (Thorell, 1881)

## Portia
Portia Karsch, 1878
- Portia africana (Simon, 1886)
- Portia albimana (Simon, 1900)
- Portia assamensis Wanless, 1978
- Portia crassipalpis (Peckham & Peckham, 1907)
- Portia fimbriata (Doleschall, 1859)
- Portia heteroidea Xie & Yin, 1991
- Portia hoggi Żabka, 1985
- Portia jianfeng Song & Zhu, 1998
- Portia labiata (Thorell, 1887)
- Portia orientalis Murphy & Murphy, 1983
- Portia quei Żabka, 1985
- Portia schultzi Karsch, 1878
- Portia songi Tang & Yang, 1997
- Portia strandi Caporiacco, 1941
- Portia taiwanica Zhang & Li, 2005
- Portia wui Peng & Li, 2002
- Portia zhaoi Peng, Li & Chen, 2003

## Poultonella
Poultonella Peckham & Peckham, 1909
- Poultonella alboimmaculata (Peckham & Peckham, 1883)
- Poultonella nuecesensis Cokendolpher & Horner, 1978

## Pristobaeus
Pristobaeus Simon, 1902
- Pristobaeus jocosus Simon, 1902

## Proctonemesia
Proctonemesia Bauab & Soares, 1978
- Proctonemesia multicaudata Bauab & Soares, 1978
- Proctonemesia secunda (Soares & Camargo, 1948)

## Prostheclina
Prostheclina Keyserling, 1882
- Prostheclina amplior Richardson & Żabka, 2007
- Prostheclina basilonesa Richardson & Żabka, 2007
- Prostheclina boreoaitha Richardson & Żabka, 2007
- Prostheclina boreoxantha Richardson & Żabka, 2007
- Prostheclina bulburin Richardson & Żabka, 2007
- Prostheclina eungella Richardson & Żabka, 2007
- Prostheclina pallida Keyserling, 1882

## Proszynskiana
Proszynskiana Logunov, 1996
- Proszynskiana aeluriforma Logunov & Rakov, 1998
- Proszynskiana deserticola Logunov, 1996
- Proszynskiana iranica Logunov, 1996
- Proszynskiana starobogatovi Logunov, 1996
- Proszynskiana zonshteini Logunov, 1996

## Psecas
Psecas C. L. Koch, 1850
- Psecas bacelarae Caporiacco, 1947
- Psecas barbaricus (Peckham & Peckham, 1894)
- Psecas bubo (Taczanowski, 1871)
- Psecas chapoda (Peckham & Peckham, 1894)
- Psecas chrysogrammus (Simon, 1901)
- Psecas cyaneus (C. L. Koch, 1846)
- Psecas euoplus Chamberlin & Ivie, 1936
- Psecas jaguatirica Mello-Leitão, 1941
- Psecas pulcher Badcock, 1932
- Psecas rubrostriatus Schmidt, 1956
- Psecas sumptuosus (Perty, 1833)
- Psecas vellutinus Mello-Leitão, 1948
- Psecas viridipurpureus (Simon, 1901)
- Psecas zonatus Galiano, 1963

## Pselcis
Pselcis Simon, 1903
- Pselcis latefasciata (Simon, 1877)

## Pseudamycus
Pseudamycus Simon, 1885
- Pseudamycus albomaculatus (Hasselt, 1882)
- Pseudamycus amabilis Peckham & Peckham, 1907
- Pseudamycus bhutani Żabka, 1990
- Pseudamycus canescens Simon, 1899
- Pseudamycus evarchanus Strand, 1915
- Pseudamycus flavopubescens Simon, 1899
- Pseudamycus hasselti Żabka, 1985
- Pseudamycus himalaya (Tikader, 1967)
- Pseudamycus sylvestris Peckham & Peckham, 1907
- Pseudamycus validus (Thorell, 1877)

## Pseudattulus
Pseudattulus Caporiacco, 1947
- Pseudattulus beieri Caporiacco, 1955
- Pseudattulus kratochvili Caporiacco, 1947

## Pseudemathis
Pseudemathis Simon, 1902
- Pseudemathis trifida Simon, 1902

## Pseudeuophrys
Pseudeuophrys Dahl, 1912
- Pseudeuophrys erratica (Walckenaer, 1826)
- Pseudeuophrys iwatensis (Bohdanowicz & Prószyński, 1987)
- Pseudeuophrys lanigera (Simon, 1871)
- Pseudeuophrys nebrodensis Alicata & Cantarella, 2000
- Pseudeuophrys obsoleta (Simon, 1868)
- Pseudeuophrys pallidipes Dobroruka, 2002
- Pseudeuophrys pascualis (O. P.-Cambridge, 1872)
- Pseudeuophrys vafra (Blackwall, 1867)

## Pseudicius
Pseudicius Simon, 1885
- Pseudicius admirandus Logunov, 2007
- Pseudicius adustus Wesolowska, 2006
- Pseudicius afghanicus (Andreeva, Heciak & Prószyński, 1984)
- Pseudicius africanus Peckham & Peckham, 1903
- Pseudicius alter Wesolowska, 2000
- Pseudicius amicus Prószyński, 2000
- Pseudicius andamanius (Tikader, 1977)
- Pseudicius arabicus (Wesolowska & van Harten, 1994)
- Pseudicius athleta Wesolowska, 2011
- Pseudicius badius (Simon, 1868)
- Pseudicius bipunctatus Peckham & Peckham, 1903
- Pseudicius braunsi Peckham & Peckham, 1903
- Pseudicius cambridgei Prószyński & Zochowska, 1981
- Pseudicius chinensis Logunov, 1995
- Pseudicius cinctus (O. P.-Cambridge, 1885)
- Pseudicius courtauldi Bristowe, 1935
- Pseudicius cultrifer Caporiacco, 1948
- Pseudicius daitaricus Prószyński, 1992
- Pseudicius datuntatus Logunov & Zamanpoore, 2005
- Pseudicius decemnotatus Simon, 1885
- Pseudicius delesserti Caporiacco, 1941
- Pseudicius deletus (O. P.-Cambridge, 1885)
- Pseudicius dependens Haddad & Wesolowska, 2011
- Pseudicius elegans Wesolowska & Cumming, 2008
- Pseudicius elmenteitae Caporiacco, 1949
- Pseudicius encarpatus (Walckenaer, 1802)
- Pseudicius espereyi Fage, 1921
- Pseudicius eximius Wesolowska & Russell-Smith, 2000
- Pseudicius fayda Wesolowska & van Harten, 2010
- Pseudicius flavipes (Caporiacco, 1935)
- Pseudicius frigidus (O. P.-Cambridge, 1885)
- Pseudicius ghesquieri (Giltay, 1935)
- Pseudicius gracilis Haddad & Wesolowska, 2011
- Pseudicius histrionicus Simon, 1902
- Pseudicius icioides (Simon, 1884)
- Pseudicius karinae Haddad & Wesolowska, 2011
- Pseudicius kaszabi (Żabka, 1985)
- Pseudicius koreanus Wesolowska, 1981
- Pseudicius kraussi (Marples, 1964)
- Pseudicius kulczynskii Nosek, 1905
- Pseudicius ludhianaensis (Tikader, 1974)
- Pseudicius maculatus Haddad & Wesolowska, 2011
- Pseudicius manillaensis Prószyński, 1992
- Pseudicius marshi (Peckham & Peckham, 1903)
- Pseudicius matabelensis Wesolowska, 2011
- Pseudicius maureri Prószyński, 1992
- Pseudicius mikhailovi Prószyński, 2000
- Pseudicius mirus Wesolowska & van Harten, 2002
- Pseudicius modestus Simon, 1885
- Pseudicius musculus Simon, 1901
- Pseudicius mushrif Wesolowska & van Harten, 2010
- Pseudicius nepalicus (Andreeva, Heciak & Prószyński, 1984)
- Pseudicius nuclearis Prószyński, 1992
- Pseudicius oblongus Peckham & Peckham, 1894
- Pseudicius okinawaensis Prószyński, 1992
- Pseudicius originalis (Żabka, 1985)
- Pseudicius palaestinensis Strand, 1915
- Pseudicius philippinensis Prószyński, 1992
- Pseudicius picaceus (Simon, 1868)
- Pseudicius pseudocourtauldi Logunov, 1999
- Pseudicius pseudoicioides (Caporiacco, 1935)
- Pseudicius punctatus (Marples, 1957)
- Pseudicius refulgens Wesolowska & Cumming, 2008
- Pseudicius reiskindi Prószyński, 1992
- Pseudicius ridicularis Wesolowska & Tomasiewicz, 2008
- Pseudicius roberti Wesolowska, 2011
- Pseudicius rudakii Prószyński, 1992
- Pseudicius sengwaensis Wesolowska & Cumming, 2011
- Pseudicius seychellensis Wanless, 1984
- Pseudicius sheherezadae Prószyński, 1989
- Pseudicius shirinae Prószyński, 1989
- Pseudicius sindbadi Prószyński, 1989
- Pseudicius siticulosus Peckham & Peckham, 1909
- Pseudicius solitarius Haddad & Wesolowska, 2011
- Pseudicius solomonensis Prószyński, 1992
- Pseudicius spasskyi (Andreeva, Heciak & Prószyński, 1984)
- Pseudicius spiniger (O. P.-Cambridge, 1872)
- Pseudicius szechuanensis Logunov, 1995
- Pseudicius tamaricis Simon, 1885
- Pseudicius tokarensis (Bohdanowicz & Prószyński, 1987)
- Pseudicius unicus (Peckham & Peckham, 1894)
- Pseudicius vankeeri Metzner, 1999
- Pseudicius venustulus Wesolowska & Haddad, 2009
- Pseudicius vesporum Prószyński, 1992
- Pseudicius vulpes (Grube, 1861)
- Pseudicius wenshanensis He & Hu, 1999
- Pseudicius wesolowskae Zhu & Song, 2001
- Pseudicius yunnanensis (Schenkel, 1963)
- Pseudicius zabkai Song & Zhu, 2001
- Pseudicius zebra Simon, 1902

## Pseudocorythalia
Pseudocorythalia Caporiacco, 1938
- Pseudocorythalia subinermis Caporiacco, 1938

## Pseudofluda
Pseudofluda Mello-Leitão, 1928
- Pseudofluda pulcherrima Mello-Leitão, 1928

## Pseudomaevia
Pseudomaevia Rainbow, 1920
- Pseudomaevia cognata Rainbow, 1920
- Pseudomaevia insulana Berland, 1942
  - Pseudomaevia insulana aorai Berland, 1942

## Pseudopartona
Pseudopartona Caporiacco, 1954
- Pseudopartona ornata Caporiacco, 1954

## Pseudoplexippus
Pseudoplexippus Caporiacco, 1947
- Pseudoplexippus unicus Caporiacco, 1947

## Pseudosynagelides
Pseudosynagelides Żabka, 1991
- Pseudosynagelides australensis Żabka, 1991
- Pseudosynagelides bunya Żabka, 1991
- Pseudosynagelides elae Żabka, 1991
- Pseudosynagelides monteithi Żabka, 1991
- Pseudosynagelides raveni Żabka, 1991
- Pseudosynagelides yorkensis Żabka, 1991

## Ptocasius
Ptocasius Simon, 1885
- Ptocasius fulvonitens Simon, 1902
- Ptocasius gratiosus Peckham & Peckham, 1907
- Ptocasius kinhi Żabka, 1985
- Ptocasius linzhiensis Hu, 2001
- Ptocasius montiformis Song, 1991
- Ptocasius plumipalpis (Thorell, 1895)
- Ptocasius songi Logunov, 1995
- Ptocasius strupifer Simon, 1901
- Ptocasius variegatus Logunov, 1995
- Ptocasius vittatus Song, 1991
- Ptocasius weyersi Simon, 1885
- Ptocasius yunnanensis Song, 1991

## Pystira
Pystira Simon, 1901
- Pystira cyanothorax (Thorell, 1881)
- Pystira ephippigera (Simon, 1885)
- Pystira karschi (Thorell, 1881)
- Pystira nigripalpis (Thorell, 1877)
- Pystira versicolor Dyal, 1935

## Rafalus
Rafalus Prószyński, 1999
- Rafalus arabicus Wesolowska & van Harten, 2010
- Rafalus christophori Prószyński, 1999
- Rafalus desertus Wesolowska & van Harten, 2010
- Rafalus feliksi Prószyński, 1999
- Rafalus insignipalpis (Simon, 1882)
- Rafalus karskii Prószyński, 1999
- Rafalus lymphus (Próchniewicz & Heciak, 1994)
- Rafalus minimus Wesolowska & van Harten, 2010
- Rafalus nigritibiis (Caporiacco, 1941)
- Rafalus variegatus (Kroneberg, 1875)
- Rafalus wittmeri (Prószyński, 1978)

## Rarahu
Rarahu Berland, 1929
- Rarahu nitida Berland, 1929

## Rhene
Rhene Thorell, 1869
- Rhene albigera (C. L. Koch, 1846)
- Rhene atrata (Karsch, 1881)
- Rhene banksi Peckham & Peckham, 1902
- Rhene biembolusa Song & Chai, 1991
- Rhene biguttata Peckham & Peckham, 1903
- Rhene brevipes (Thorell, 1891)
- Rhene bufo (Doleschall, 1859)
- Rhene callida Peckham & Peckham, 1895
- Rhene callosa (Peckham & Peckham, 1895)
- Rhene cancer Wesolowska & Cumming, 2008
- Rhene candida Fox, 1937
- Rhene capensis Strand, 1909
- Rhene citri (Sadana, 1991)
- Rhene cooperi Lessert, 1925
- Rhene curta Wesolowska & Tomasiewicz, 2008
- Rhene daitarensis Prószyński, 1992
- Rhene danieli Tikader, 1973
- Rhene darjeelingiana Prószyński, 1992
- Rhene decorata Tikader, 1977
- Rhene deplanata (Karsch, 1880)
- Rhene digitata Peng & Li, 2008
- Rhene facilis Wesolowska & Russell-Smith, 2000
- Rhene flavicomans Simon, 1902
- Rhene flavigera (C. L. Koch, 1846)
- Rhene foai Simon, 1902
- Rhene formosa Rollard & Wesolowska, 2002
- Rhene habahumpa Barrion & Litsinger, 1995
- Rhene haldanei Gajbe, 2004
- Rhene hinlalakea Barrion & Litsinger, 1995
- Rhene hirsuta (Thorell, 1877)
- Rhene indica Tikader, 1973
- Rhene ipis Fox, 1937
- Rhene jelskii (Taczanowski, 1871)
- Rhene khandalaensis Tikader, 1977
- Rhene konradi Wesolowska, 2009
- Rhene lesserti Berland & Millot, 1941
- Rhene leucomelas (Thorell, 1891)
- Rhene lingularis Haddad & Wesolowska, 2011
- Rhene machadoi Berland & Millot, 1941
- Rhene margarops (Thorell, 1877)
- Rhene modesta Caporiacco, 1941
- Rhene mordax (Thorell, 1890)
- Rhene mus (Simon, 1889)
- Rhene myunghwani Kim, 1996
- Rhene nigrita (C. L. Koch, 1846)
- Rhene obscura Wesolowska & van Harten, 2007
- Rhene pantharae Biswas & Biswas, 1992
- Rhene parvula Caporiacco, 1939
- Rhene phuntsholingensis Jastrzebski, 1997
- Rhene pinguis Wesolowska & Haddad, 2009
- Rhene plana (Schenkel, 1936)
- Rhene rubrigera (Thorell, 1887)
- Rhene saeva (Giebel, 1863)
- Rhene sanghrakshiti Gajbe, 2004
- Rhene setipes Żabka, 1985
- Rhene spuridens Strand, 1907
- Rhene sulfurea (Simon, 1886)
- Rhene triapophyses Peng, 1995

## Rhetenor
Rhetenor Simon, 1902
- Rhetenor diversipes Simon, 1902
- Rhetenor texanus Gertsch, 1936

## Rhombonotus
Rhombonotus L. Koch, 1879
- Rhombonotus gracilis L. Koch, 1879

## Rhondes
Rhondes Simon, 1901
- Rhondes neocaledonicus (Simon, 1889)

## Rhyphelia
Rhyphelia Simon, 1902
- Rhyphelia variegata Simon, 1902

## Rishaschia
Rishaschia Makhan, 2006
- Rishaschia amrishi Makhan, 2006

## Rogmocrypta
Rogmocrypta Simon, 1900
- Rogmocrypta elegans (Simon, 1885)
- Rogmocrypta nigella Simon, 1900
- Rogmocrypta puta Simon, 1900

## Romitia
Romitia Caporiacco, 1947
- Romitia albipalpis (Taczanowski, 1878)
- Romitia andina (Taczanowski, 1878)
- Romitia bahiensis (Galiano, 1995)
- Romitia colombiana (Galiano, 1995)
- Romitia juquiaensis (Galiano, 1995)
- Romitia ministerialis (C. L. Koch, 1846)
- Romitia misionensis (Galiano, 1995)
- Romitia nigra Caporiacco, 1947
- Romitia patellaris (Galiano, 1995)

## Rudra
Rudra Peckham & Peckham, 1885
- Rudra brescoviti Braul & Lise, 1999
- Rudra dagostinae Braul & Lise, 1999
- Rudra geniculata Peckham & Peckham, 1885
- Rudra humilis Mello-Leitão, 1945
- Rudra minensis Galiano, 1984
- Rudra multispina Caporiacco, 1947
- Rudra oriximina Galiano, 1984
- Rudra polita Peckham & Peckham, 1894
- Rudra tenera Peckham & Peckham, 1894
- Rudra wagae (Taczanowski, 1872)

## Saaristattus
Saaristattus Logunov & Azarkina, 2008
- Saaristattus tropicus Logunov & Azarkina, 2008

## Sadies
Sadies Wanless, 1984
- Sadies castanea Ledoux, 2007
- Sadies fulgida Wanless, 1984
- Sadies gibbosa Wanless, 1984
- Sadies seychellensis Wanless, 1984
- Sadies trifasciata Wanless, 1984

## Saitidops
Saitidops Simon, 1901
- Saitidops albopatellus Bryant, 1950
- Saitidops clathratus Simon, 1901

## Saitis
Saitis Simon, 1876
- Saitis annae Cockerell, 1894
- Saitis aranukanus Roewer, 1944
- Saitis ariadneae Logunov, 2001
- Saitis auberti Berland, 1938
- Saitis barbipes (Simon, 1868)
- Saitis berlandi Roewer, 1951
- Saitis breviusculus Simon, 1901
- Saitis catulus Simon, 1901
- Saitis chaperi Simon, 1885
- Saitis cupidon (Simon, 1885)
- Saitis cyanipes Simon, 1901
- Saitis graecus Kulczyński, 1905
- Saitis imitatus (Simon, 1868)
- Saitis insectus (Hogg, 1896)
- Saitis insulanus Rainbow, 1920
- Saitis lacustris Hickman, 1944
- Saitis latifrons Caporiacco, 1928
- Saitis leighi Peckham & Peckham, 1903
- Saitis magniceps (Keyserling, 1882)
- Saitis magnus Caporiacco, 1947
- Saitis marcusi Soares & Camargo, 1948
- Saitis mundus Peckham & Peckham, 1903
- Saitis nanus Soares & Camargo, 1948
- Saitis perplexides (Strand, 1908)
- Saitis relucens (Thorell, 1877)
- Saitis sengleti (Metzner, 1999)
- Saitis signatus (Keyserling, 1883)
- Saitis speciosus (O. P.-Cambridge, 1874)
- Saitis spinosus (Mello-Leitão, 1945)
- Saitis splendidus (Walckenaer, 1837)
- Saitis taeniatus Keyserling, 1883
- Saitis tauricus Kulczyński, 1905
- Saitis variegatus Mello-Leitão, 1941

## Saitissus
Saitissus Roewer, 1938
- Saitissus squamosus Roewer, 1938

## Salpesia
Salpesia Simon, 1901
- Salpesia bicolor (Keyserling, 1883)
- Salpesia bimaculata (Keyserling, 1883)
- Salpesia soricina Simon, 1901
- Salpesia squalida (Keyserling, 1883)
- Salpesia villosa (Keyserling, 1883)

## Salticus
Salticus Latreille, 1804
- Salticus afghanicus Logunov & Zamanpoore, 2005
- Salticus aiderensis Logunov & Rakov, 1998
- Salticus alegranzaensis Wunderlich, 1995
- Salticus amitaii Prószyński 2000[5]
- Salticus annulatus (Giebel, 1870)
- Salticus austinensis Gertsch, 1936
- Salticus beneficus (O. P.-Cambridge, 1885)
- Salticus bonaerensis Holmberg, 1876
- Salticus brasiliensis Lucas, 1833
- Salticus canariensis Wunderlich, 1987
- Salticus cingulatus (Panzer, 1797)
- Salticus confusus Lucas, 1846
- Salticus conjonctus (Simon, 1868)
- Salticus coronatus (Camboué, 1887)
- Salticus devotus (O. P.-Cambridge, 1885)
- Salticus dzhungaricus Logunov, 1992
- Salticus falcarius (Hentz, 1846)
- Salticus flavicruris (Rainbow, 1897)
- Salticus gomerensis Wunderlich, 1987
- Salticus insperatus Logunov, 2009
- Salticus iteacus Metzner, 1999
- Salticus jugularis Simon, 1900
- Salticus kraali (Thorell, 1878)
- Salticus latidentatus Roewer, 1951
- Salticus major (Simon, 1868)
- Salticus mandibularis (Simon, 1868)
- Salticus marenzelleri Nosek, 1905
- Salticus meticulosus Lucas, 1846
- Salticus modicus (Simon, 1875)
- Salticus mutabilis Lucas, 1846
- Salticus noordami Metzner, 1999
- Salticus olivaceus (L. Koch, 1867)
- Salticus palpalis (Banks, 1904)
- Salticus paludivagus Lucas, 1846
- Salticus peckhamae (Cockerell, 1897)
- Salticus perogaster (Thorell, 1881)
- Salticus propinquus Lucas, 1846
- Salticus proszynskii Logunov, 1992
- Salticus quagga Miller, 1971
- Salticus ravus (Bösenberg, 1895)
- Salticus scenicus (Clerck, 1757)
- Salticus scitulus (Simon, 1868)
- Salticus tricinctus (C. L. Koch, 1846)
- Salticus truncatus Simon, 1937
- Salticus turkmenicus Logunov & Rakov, 1998
- Salticus unciger (Simon, 1868)
- Salticus unicolor (Simon, 1868)
- Salticus unispinus (Franganillo, 1910)
- Salticus zebraneus (C. L. Koch, 1837)

## Sandalodes
Sandalodes Keyserling, 1883
- Sandalodes albovittatus (Keyserling, 1883)
- Sandalodes bernsteini (Thorell, 1881)
- Sandalodes bipenicillatus (Keyserling, 1882)
- Sandalodes celebensis Merian, 1911
- Sandalodes joannae Żabka, 2000
- Sandalodes minahassae Merian, 1911
- Sandalodes pumicatus (Thorell, 1881)
- Sandalodes scopifer (Karsch, 1878)
- Sandalodes superbus (Karsch, 1878)

## Saraina
Saraina Wanless & Clark, 1975
- Saraina deltshevi Azarkina, 2009
- Saraina kindamba Azarkina, 2009
- Saraina rubrofasciata Wanless & Clark, 1975

## Sarinda
Sarinda Peckham & Peckham, 1892
- Sarinda armata (Peckham & Peckham, 1892)
- Sarinda atrata (Taczanowski, 1871)
- Sarinda capibarae Galiano, 1967
- Sarinda cayennensis (Taczanowski, 1871)
- Sarinda chacoensis Galiano, 1996
- Sarinda cutleri (Richman, 1965)
- Sarinda exilis (Mello-Leitão, 1943)
- Sarinda glabra Franganillo, 1930
- Sarinda hentzi (Banks, 1913)
- Sarinda imitans Galiano, 1965
- Sarinda longula (Taczanowski, 1871)
- Sarinda marcosi Piza, 1937
- Sarinda nigra Peckham & Peckham, 1892
- Sarinda panamae Galiano, 1965
- Sarinda pretiosa Banks, 1909
- Sarinda ruficeps (Simon, 1901)
- Sarinda silvatica Chickering, 1946

## Sarindoides
Sarindoides Mello-Leitão, 1922
- Sarindoides violaceus Mello-Leitão, 1922

## Sassacus
Sassacus Peckham & Peckham, 1895
- Sassacus alboguttatus (F. O. P.-Cambridge, 1901)
- Sassacus arcuatus Simon, 1901
- Sassacus aurantiacus Simon, 1901
- Sassacus aztecus Richman, 2008
- Sassacus barbipes (Peckham & Peckham, 1888)
- Sassacus biaccentuatus Simon, 1901
- Sassacus cyaneus (Hentz, 1846)
- Sassacus dissimilis Mello-Leitão, 1941
- Sassacus flavicinctus Crane, 1949
- Sassacus glyphochelis Bauab, 1979
- Sassacus helenicus (Mello-Leitão, 1943)
- Sassacus leucomystax (Caporiacco, 1947)
- Sassacus lirios Richman, 2008
- Sassacus ocellatus Crane, 1949
- Sassacus paiutus (Gertsch, 1934)
- Sassacus papenhoei Peckham & Peckham, 1895
- Sassacus resplendens Simon, 1901
- Sassacus samalayucae Richman, 2008
- Sassacus sexspinosus (Caporiacco, 1955)
- Sassacus trochilus Simon, 1901
- Sassacus vitis (Cockerell, 1894)

## Schenkelia
Schenkelia Lessert, 1927
- Schenkelia benoiti Wanless & Clark, 1975
- Schenkelia gertschi Berland & Millot, 1941
- Schenkelia ibadanensis Wesolowska & A. Russell-Smith, 2011
- Schenkelia lesserti Berland & Millot, 1941
- Schenkelia modesta Lessert, 1927

## Scopocira
Scopocira Simon, 1900
- Scopocira atypica Mello-Leitão, 1922
- Scopocira carinata Crane, 1945
- Scopocira dentichelis Simon, 1900
- Scopocira fuscimana (Mello-Leitão, 1941)
- Scopocira histrio Simon, 1900
- Scopocira melanops (Taczanowski, 1871)
- Scopocira panamena Chamberlin & Ivie, 1936
- Scopocira tenella Simon, 1900
- Scopocira vivida (Peckham & Peckham, 1901)

## Scoturius
Scoturius Simon, 1901
- Scoturius tigris Simon, 1901

## Sebastira
Sebastira Simon, 1901
- Sebastira instrata Simon, 1901
- Sebastira plana Chickering, 1946

## Selimus
Selimus Peckham & Peckham, 1901
- Selimus venustus Peckham & Peckham, 1901

## Semiopyla
Semiopyla Simon, 1901
- Semiopyla cataphracta Simon, 1901
- Semiopyla triarmata Galiano, 1985
- Semiopyla viperina Galiano, 1985

## Semnolius
Semnolius Simon, 1902
- Semnolius albofasciatus Mello-Leitão, 1941
- Semnolius brunneus Mello-Leitão, 1945
- Semnolius chrysotrichus Simon, 1902

## Semora
Semora Peckham & Peckham, 1892
- Semora infranotata Mello-Leitão, 1945
- Semora langei Mello-Leitão, 1947
- Semora napaea Peckham & Peckham, 1892
- Semora trochilus Simon, 1901

## Semorina
Semorina Simon, 1901
- Semorina brachychelyne Crane, 1949
- Semorina iris Simon, 1901
- Semorina lineata Mello-Leitão, 1945
- Semorina megachelyne Crane, 1949
- Semorina seminuda Simon, 1901

## Servaea
Servaea Simon, 1888
- Servaea incana (Karsch, 1878)
- Servaea murina Simon, 1902
- Servaea obscura Rainbow, 1915
- Servaea spinibarbis Simon, 1909
- Servaea vestita (L. Koch, 1879)
- Servaea villosa (Keyserling, 1881)

## Sibianor
Sibianor Logunov, 2001
- Sibianor aemulus (Gertsch, 1934)
- Sibianor anansii Logunov, 2009
- Sibianor annae Logunov, 2001
- Sibianor aurocinctus (Ohlert, 1865)
- Sibianor japonicus (Logunov, Ikeda & Ono, 1997)
- Sibianor kenyaensis Logunov, 2001
- Sibianor kochiensis (Bohdanowicz & Prószyński, 1987)
- Sibianor larae Logunov, 2001
- Sibianor latens (Logunov, 1991)
- Sibianor nigriculus (Logunov & Wesolowska, 1992)
- Sibianor proszynski (Zhu & Song, 2001)
- Sibianor pullus (Bösenberg & Strand, 1906)
- Sibianor tantulus (Simon, 1868)
- Sibianor turkestanicus Logunov, 2001
- Sibianor victoriae Logunov, 2001

## Sidusa
Sidusa Peckham & Peckham, 1895
- Sidusa angulitarsis Simon, 1902
- Sidusa carinata Kraus, 1955
- Sidusa dominicana Petrunkevitch, 1914
- Sidusa femoralis Banks, 1909
- Sidusa gratiosa Peckham & Peckham, 1895
- Sidusa inconspicua Bryant, 1940
- Sidusa marmorea F. O. P.-Cambridge, 1901
- Sidusa mona Bryant, 1947
- Sidusa nigrina F. O. P.-Cambridge, 1901
- Sidusa olivacea F. O. P.-Cambridge, 1901
- Sidusa pallida F. O. P.-Cambridge, 1901
- Sidusa pavida Bryant, 1942
- Sidusa recondita Peckham & Peckham, 1896
- Sidusa stoneri Bryant, 1923
- Sidusa tarsalis Banks, 1909
- Sidusa turquinensis Bryant, 1940
- Sidusa unica Kraus, 1955

## Sigytes
Sigytes Simon, 1902
- Sigytes albocinctus (Keyserling, 1881)
- Sigytes diloris (Keyserling, 1881)
- Sigytes paradisiacus Simon, 1902

## Siler
Siler Simon, 1889
- Siler bielawskii Żabka, 1985
- Siler collingwoodi (O. P.-Cambridge, 1871)
- Siler cupreus Simon, 1889
- Siler flavocinctus (Simon, 1901)
- Siler hanoicus Prószyński, 1985
- Siler lewaense Prószyński & Deeleman-Reinhold, 2010
- Siler pulcher Simon, 1901
- Siler semiglaucus (Simon, 1901)
- Siler severus (Simon, 1901)

## Siloca
Siloca Simon, 1902
- Siloca bulbosa Tullgren, 1905
- Siloca campestrata Simon, 1902
- Siloca cubana Bryant, 1940
- Siloca electa Bryant, 1943
- Siloca minuta Bryant, 1940
- Siloca monae Petrunkevitch, 1930
- Siloca sanguiniceps Simon, 1902
- Siloca septentrionalis Caporiacco, 1954
- Siloca viaria (Peckham & Peckham, 1901)

## Simaetha
Simaetha Thorell, 1881
- Simaetha almadenensis Żabka, 1994
- Simaetha atypica Żabka, 1994
- Simaetha broomei Żabka, 1994
- Simaetha castanea Lessert, 1927
- Simaetha cingulata (Karsch, 1891)
- Simaetha colemani Żabka, 1994
- Simaetha damongpalaya Barrion & Litsinger, 1995
- Simaetha deelemanae Zhang, Song & Li, 2003
- Simaetha furiosa (Hogg, 1919)
- Simaetha gongi Peng, Gong & Kim, 2000
- Simaetha knowlesi Żabka, 1994
- Simaetha laminata (Karsch, 1891)
- Simaetha makinanga Barrion & Litsinger, 1995
- Simaetha paetula (Keyserling, 1882)
- Simaetha papuana Żabka, 1994
- Simaetha reducta (Karsch, 1891)
- Simaetha robustior (Keyserling, 1882)
- Simaetha tenuidens (Keyserling, 1882)
- Simaetha tenuior (Keyserling, 1882)
- Simaetha thoracica Thorell, 1881

## Simaethula
Simaethula Simon, 1902
- Simaethula aurata (L. Koch, 1879)
- Simaethula auronitens (L. Koch, 1879)
- Simaethula chalcops Simon, 1909
- Simaethula janthina Simon, 1902
- Simaethula mutica Szombathy, 1915
- Simaethula opulenta (L. Koch, 1879)
- Simaethula violacea (L. Koch, 1879)

## Similaria
Similaria Prószyński, 1992
- Similaria enigmatica Prószyński, 1992

## Simonurius
Simonurius Galiano, 1988
- Simonurius campestratus (Simon, 1901)
- Simonurius expers Galiano, 1988
- Simonurius gladifer (Simon, 1901)
- Simonurius quadratarius (Simon, 1901)

## Simprulla
Simprulla Simon, 1901
- Simprulla argentina Mello-Leitão, 1940
- Simprulla nigricolor Simon, 1901

## Sitticus
Sitticus Simon, 1901
- Sitticus albolineatus (Kulczyński, 1895)
- Sitticus ammophilus (Thorell, 1875)
- Sitticus ansobicus Andreeva, 1976
- Sitticus atricapillus (Simon, 1882)
- Sitticus avocator (O. P.-Cambridge, 1885)
- Sitticus barsakelmes Logunov & Rakov, 1998
- Sitticus burjaticus Danilov & Logunov, 1994
- Sitticus canus (Galiano, 1977)
- Sitticus caricis (Westring, 1861)
- Sitticus cautus (Peckham & Peckham, 1888)
- Sitticus cellulanus Galiano, 1989
- Sitticus clavator Schenkel, 1936
- Sitticus concolor (Banks, 1895)
- Sitticus cutleri Prószyński, 1980
- Sitticus damini (Chyzer, 1891)
- Sitticus designatus (Peckham & Peckham, 1903)
- Sitticus diductus (O. P.-Cambridge, 1885)
- Sitticus distinguendus (Simon, 1868)
- Sitticus dorsatus (Banks, 1895)
- Sitticus dubatolovi Logunov & Rakov, 1998
- Sitticus dudkoi Logunov, 1998
- Sitticus dyali Roewer, 1951
- Sitticus dzieduszyckii (L. Koch, 1870)
- Sitticus eskovi Logunov & Wesolowska, 1995
- Sitticus exiguus (Bösenberg, 1903)
- Sitticus fasciger (Simon, 1880)
- Sitticus finschi (L. Koch, 1879)
- Sitticus flabellatus Galiano, 1989
- Sitticus floricola (C. L. Koch, 1837)
  - Sitticus floricola palustris (Peckham & Peckham, 1883)
- Sitticus goricus Ovtsharenko, 1978
- Sitticus inexpectus Logunov & Kronestedt, 1997
- Sitticus inopinabilis Logunov, 1992
- Sitticus japonicus Kishida, 1910
- Sitticus juniperi Gertsch & Riechert, 1976
- Sitticus karakumensis Logunov, 1992
- Sitticus kazakhstanicus Logunov, 1992
- Sitticus leucoproctus (Mello-Leitão, 1944)
- Sitticus longipes (Canestrini, 1873)
- Sitticus magnus Chamberlin & Ivie, 1944
- Sitticus manni (Doleschall, 1852)
- Sitticus mazorcanus Chamberlin, 1920
- Sitticus mirandus Logunov, 1993
- Sitticus monstrabilis Logunov, 1992
- Sitticus montanus Kishida, 1910
- Sitticus morosus (Banks, 1895)
- Sitticus nakamurae Kishida, 1910
- Sitticus nenilini Logunov & Wesolowska, 1993
- Sitticus nitidus Hu, 2001
- Sitticus niveosignatus (Simon, 1880)
- Sitticus palpalis (F. O. P.-Cambridge, 1901)
- Sitticus penicillatus (Simon, 1875)
  - Sitticus penicillatus adriaticus Kolosváry, 1938
- Sitticus penicilloides Wesolowska, 1981
- Sitticus peninsulanus (Banks, 1898)
- Sitticus phaleratus Galiano & Baert, 1990
- Sitticus psammodes (Thorell, 1875)
- Sitticus pubescens (Fabricius, 1775)
- Sitticus pulchellus Logunov, 1992
- Sitticus ranieri (Peckham & Peckham, 1909)
- Sitticus relictarius Logunov, 1998
- Sitticus rivalis Simon, 1937
- Sitticus rupicola (C. L. Koch, 1837)
- Sitticus saevus Dönitz & Strand, 1906
- Sitticus saganus Dönitz & Strand, 1906
- Sitticus saltator (O. P.-Cambridge, 1868)
- Sitticus saxicola (C. L. Koch, 1846)
- Sitticus sexsignatus (Franganillo, 1910)
- Sitticus sinensis Schenkel, 1963
- Sitticus strandi Kolosváry, 1934
- Sitticus striatus Emerton, 1911
- Sitticus subadultus Dönitz & Strand, 1906
- Sitticus taiwanensis Peng & Li, 2002
- Sitticus talgarensis Logunov & Wesolowska, 1993
- Sitticus tannuolana Logunov, 1991
- Sitticus tenebricus Galiano & Baert, 1990
- Sitticus terebratus (Clerck, 1757)
- Sitticus uber Galiano & Baert, 1990
- Sitticus uphami (Peckham & Peckham, 1903)
- Sitticus vanvolsemorum Baert, 2011
- Sitticus walckenaeri Roewer, 1951
- Sitticus welchi Gertsch & Mulaik, 1936
- Sitticus wuae Peng, Tso & Li, 2002
- Sitticus zaisanicus Logunov, 1998
- Sitticus zimmermanni (Simon, 1877)

## Sobasina
Sobasina Simon, 1898
- Sobasina alboclypea Wanless, 1978
- Sobasina amoenula Simon, 1898
- Sobasina aspinosa Berry, Beatty & Prószyński, 1998
- Sobasina coriacea Berry, Beatty & Prószyński, 1998
- Sobasina cutleri Berry, Beatty & Prószyński, 1998
- Sobasina hutuna Wanless, 1978
- Sobasina magna Berry, Beatty & Prószyński, 1998
- Sobasina paradoxa Berry, Beatty & Prószyński, 1998
- Sobasina platypoda Berry, Beatty & Prószyński, 1998
- Sobasina scutata Wanless, 1978
- Sobasina solomonensis Wanless, 1978
- Sobasina sylvatica Edmunds & Prószyński, 2001
- Sobasina tanna Wanless, 1978
- Sobasina yapensis Berry, Beatty & Prószyński, 1998

## Soesiladeepakius
Soesiladeepakius Makhan, 2007
- Soesiladeepakius aschnae Makhan, 2007

## Soesilarishius
Soesilarishius Makhan, 2007
- Soesilarishius albipes Ruiz, 2011
- Soesilarishius amrishi Makhan, 2007
- Soesilarishius aurifrons (Taczanowski, 1878)
- Soesilarishius crispiventer Ruiz, 2011
- Soesilarishius cymbialis Ruiz, 2011b
- Soesilarishius dromedarius Ruiz, 2011
- Soesilarishius lunatus Ruiz, 2011
- Soesilarishius minimus Ruiz, 2011
- Soesilarishius spinipes Ruiz, 2011

## Sondra
Sondra Wanless, 1988
- Sondra aurea (L. Koch, 1880)
- Sondra bickeli Żabka, 2002
- Sondra bifurcata Wanless, 1988
- Sondra brindlei Żabka, 2002
- Sondra bulburin Wanless, 1988
- Sondra convoluta Wanless, 1988
- Sondra damocles Wanless, 1988
- Sondra excepta Wanless, 1988
- Sondra finlayensis Wanless, 1988
- Sondra littoralis Wanless, 1988
- Sondra nepenthicola Wanless, 1988
- Sondra raveni Wanless, 1988
- Sondra samambrayi Żabka, 2002
- Sondra tristicula (Simon, 1909)
- Sondra variabilis Wanless, 1988

## Sonoita
Sonoita Peckham & Peckham, 1903
- Sonoita lightfooti Peckham & Peckham, 1903

## Sparbambus
Sparbambus Zhang, Woon & Li, 2006
- Sparbambus gombakensis Zhang, Woon & Li, 2006

## Spartaeus
Spartaeus Thorell, 1891
- Spartaeus abramovi Logunov & Azarkina, 2008
- Spartaeus bani (Ikeda, 1995)
- Spartaeus banthamus Logunov & Azarkina, 2008
- Spartaeus ellipticus Bao & Peng, 2002
- Spartaeus emeishan Zhu, Yang & Zhang, 2007
- Spartaeus jaegeri Logunov & Azarkina, 2008
- Spartaeus jianfengensis Song & Chai, 1991
- Spartaeus noctivagus Logunov & Azarkina, 2008
- Spartaeus platnicki Song, Chen & Gong, 1991
- Spartaeus spinimanus (Thorell, 1878)
- Spartaeus thailandicus Wanless, 1984
- Spartaeus uplandicus Barrion & Litsinger, 1995
- Spartaeus wildtrackii Wanless, 1987
- Spartaeus zhangi Peng & Li, 2002

## Spilargis
Spilargis Simon, 1902
- Spilargis ignicolor Simon, 1902
  - Spilargis ignicolor bimaculata Strand, 1909

## Stagetillus
Stagetillus Simon, 1885
- Stagetillus elegans (Reimoser, 1927)
- Stagetillus opaciceps Simon, 1885
- Stagetillus semiostrinus (Simon, 1901)
- Stagetillus taprobanicus (Simon, 1902)

## Stenaelurillus
Stenaelurillus Simon, 1886
- Stenaelurillus abramovi Logunov, 2008
- Stenaelurillus albopunctatus Caporiacco, 1949
- Stenaelurillus ambiguus Denis, 1966
- Stenaelurillus cristatus Wesolowska & Russell-Smith, 2000
- Stenaelurillus darwini Wesolowska & Russell-Smith, 2000
- Stenaelurillus fuscatus Wesolowska & Russell-Smith, 2000
- Stenaelurillus giovae Caporiacco, 1936
- Stenaelurillus glaber Wesolowska & A. Russell-Smith, 2011
- Stenaelurillus guttiger (Simon, 1901)
- Stenaelurillus hainanensis Peng, 1995
- Stenaelurillus hirsutus Lessert, 1927
- Stenaelurillus ignobilis Wesolowska & Cumming, 2011
- Stenaelurillus iubatus Wesolowska & A. Russell-Smith, 2011
- Stenaelurillus kronestedti Próchniewicz & Heciak, 1994
- Stenaelurillus lesserti Reimoser, 1934
- Stenaelurillus leucogrammus Simon, 1902
- Stenaelurillus marusiki Logunov, 2001
- Stenaelurillus minutus Song & Chai, 1991
- Stenaelurillus mirabilis Wesolowska & Russell-Smith, 2000
- Stenaelurillus natalensis Haddad & Wesolowska, 2006
- Stenaelurillus nigricaudus Simon, 1886
- Stenaelurillus pilosus Wesolowska & A. Russell-Smith, 2011
- Stenaelurillus setosus (Thorell, 1895)
- Stenaelurillus strandi Caporiacco, 1939
- Stenaelurillus striolatus Wesolowska & A. Russell-Smith, 2011
- Stenaelurillus triguttatus Simon, 1886
- Stenaelurillus uniguttatus Lessert, 1925
- Stenaelurillus werneri Simon, 1906

## Stenodeza
Stenodeza Simon, 1900
- Stenodeza acuminata Simon, 1900
- Stenodeza fallax Mello-Leitão, 1917
- Stenodeza foestiva Mello-Leitão, 1944

## Stergusa
Stergusa Simon, 1889
- Stergusa aurata Simon, 1902
- Stergusa aurichalcea Simon, 1902
- Stergusa improbula Simon, 1889
- Stergusa incerta Prószyński & Deeleman-Reinhold, 2010
- Stergusa stelligera Simon, 1902

## Stertinius
Stertinius Simon, 1890
- Stertinius balius (Thorell, 1890)
- Stertinius capucinus Simon, 1902
- Stertinius cyprius Merian, 1911
- Stertinius dentichelis Simon, 1890
- Stertinius kumadai Logunov, Ikeda & Ono, 1997
- Stertinius leucostictus (Thorell, 1890)
- Stertinius magnificus Merian, 1911
- Stertinius niger Merian, 1911
- Stertinius nobilis (Thorell, 1890)
- Stertinius patellaris Simon, 1902
- Stertinius pilipes Simon, 1902
- Stertinius splendens Simon, 1902

## Stichius
Stichius Thorell, 1890
- Stichius albomaculatus Thorell, 1890

## Stoidis
Stoidis Simon, 1901
- Stoidis placida Bryant, 1947
- Stoidis pygmaea (Peckham & Peckham, 1893)
- Stoidis squamulosa Caporiacco, 1955

## Sumampattus
Sumampattus Galiano, 1983
- Sumampattus hudsoni Galiano, 1996
- Sumampattus pantherinus (Mello-Leitão, 1942)
- Sumampattus quinqueradiatus (Taczanowski, 1878)

## Synageles
Synageles Simon, 1876
- Synageles albotrimaculatus (Lucas, 1846)
- Synageles bishopi Cutler, 1988
- Synageles canadensis Cutler, 1988
- Synageles charitonovi Andreeva, 1976
- Synageles dalmaticus (Keyserling, 1863)
- Synageles hilarulus (C. L. Koch, 1846)
- Synageles idahoanus (Gertsch, 1934)
- Synageles leechi Cutler, 1988
- Synageles mexicanus Cutler, 1988
- Synageles morsei Logunov & Marusik, 1999
- Synageles nigriculus Danilov, 1997
- Synageles noxiosus (Hentz, 1850)
- Synageles occidentalis Cutler, 1988
- Synageles persianus Logunov, 2004
- Synageles ramitus Andreeva, 1976
- Synageles repudiatus (O. P.-Cambridge, 1876)
- Synageles scutiger Prószyński, 1979
- Synageles subcingulatus (Simon, 1878)
- Synageles venator (Lucas, 1836)

## Synagelides
Synagelides Strand, 1906
- Synagelides agoriformis Strand, 1906
- Synagelides annae Bohdanowicz, 1979
- Synagelides bagmaticus Logunov & Hereward, 2006
- Synagelides birmanicus Bohdanowicz, 1987
- Synagelides cavaleriei (Schenkel, 1963)
- Synagelides darjeelingus Logunov & Hereward, 2006
- Synagelides doisuthep Logunov & Hereward, 2006
- Synagelides gambosus Xie & Yin, 1990
- Synagelides gosainkundicus Bohdanowicz, 1987
- Synagelides hamatus Zhu et al., 2005
- Synagelides huangsangensis Peng et al., 1998
- Synagelides hubeiensis Peng & Li, 2008
- Synagelides kosi Logunov & Hereward, 2006
- Synagelides kualaensis Logunov & Hereward, 2006
- Synagelides lehtineni Logunov & Hereward, 2006
- Synagelides longus Song & Chai, 1992
- Synagelides lushanensis Xie & Yin, 1990
- Synagelides martensi Bohdanowicz, 1987
- Synagelides nepalensis Bohdanowicz, 1987
- Synagelides nishikawai Bohdanowicz, 1979
- Synagelides oleksiaki Bohdanowicz, 1987
- Synagelides palpalis Żabka, 1985
- Synagelides palpaloides Peng, Tso & Li, 2002
- Synagelides sumatranus Logunov & Hereward, 2006
- Synagelides tianmu Song, 1990
- Synagelides tukchensis Bohdanowicz, 1987
- Synagelides ullerensis Bohdanowicz, 1987
- Synagelides walesai Bohdanowicz, 1987
- Synagelides wangdicus Bohdanowicz, 1978
- Synagelides wuermlii Bohdanowicz, 1978
- Synagelides yunnan Song & Zhu, 1998
- Synagelides zebrus Peng & Li, 2008
- Synagelides zhaoi Peng, Li & Chen, 2003
- Synagelides zhilcovae Prószyński, 1979
- Synagelides zonatus Peng & Li, 2008

## Synemosyna
Synemosyna Hentz, 1846
- Synemosyna americana (Peckham & Peckham, 1885)
- Synemosyna ankeli Cutler & Müller, 1991
- Synemosyna aschnae Makhan, 2006
- Synemosyna aurantiaca (Mello-Leitão, 1917)
- Synemosyna decipiens (O. P.-Cambridge, 1896)
- Synemosyna edwardsi Cutler, 1985
- Synemosyna formica Hentz, 1846
- Synemosyna hentzi Peckham & Peckham, 1892
- Synemosyna invemar Cutler & Müller, 1991
- Synemosyna lauretta Peckham & Peckham, 1892
- Synemosyna lucasi (Taczanowski, 1871)
- Synemosyna maddisoni Cutler, 1985
- Synemosyna myrmeciaeformis (Taczanowski, 1871)
- Synemosyna nicaraguaensis Cutler, 1993
- Synemosyna paraensis Galiano, 1967
- Synemosyna petrunkevitchi (Chapin, 1922)
- Synemosyna scutata (Mello-Leitão, 1943)
- Synemosyna smithi Peckham & Peckham, 1893
- Synemosyna taperae (Mello-Leitão, 1933)
- Synemosyna ubicki Cutler, 1988

## Tabuina
Tabuina Maddison, 2009
- Tabuina baiteta Maddison, 2009
- Tabuina rufa Maddison, 2009
- Tabuina varirata Maddison, 2009

## Tacuna
Tacuna Peckham & Peckham, 1901
- Tacuna delecta Peckham & Peckham, 1901
- Tacuna minensis Galiano, 1995
- Tacuna saltensis Galiano, 1995
- Tacuna vaga (Peckham & Peckham, 1895)

## Taivala
Taivala Peckham & Peckham, 1907
- Taivala invisitata Peckham & Peckham, 1907

## Talavera
Talavera Peckham & Peckham, 1909
- Talavera aequipes (O. P.-Cambridge, 1871)
  - Talavera aequipes ludio (Simon, 1871)
- Talavera aperta (Miller, 1971)
- Talavera esyunini Logunov, 1992
- Talavera ikedai Logunov & Kronestedt, 2003
- Talavera inopinata Wunderlich, 1993
- Talavera krocha Logunov & Kronestedt, 2003
- Talavera milleri (Brignoli, 1983)
- Talavera minuta (Banks, 1895)
- Talavera monticola (Kulczyński, 1884)
- Talavera parvistyla Logunov & Kronestedt, 2003
- Talavera petrensis (C. L. Koch, 1837)
- Talavera sharlaa Logunov & Kronestedt, 2003
- Talavera thorelli (Kulczyński, 1891)
- Talavera trivittata (Schenkel, 1963)
- Talavera tuvensis Logunov & Kronestedt, 2003

## Tamigalesus
Tamigalesus Żabka, 1988
- Tamigalesus munnaricus Żabka, 1988

## Tanybelus
Tanybelus Simon, 1902
- Tanybelus aeneiceps Simon, 1902

## Tanzania
Tanzania Koçak & Kemal, 2008
- Tanzania meridionalis Haddad & Wesolowska, 2011
- Tanzania minutus (Wesolowska & Russell-Smith, 2000)
- Tanzania mkomaziensis (Wesolowska & Russell-Smith, 2000)
- Tanzania pusillus (Wesolowska & Russell-Smith, 2000)

## Tara
Tara Peckham & Peckham, 1886
- Tara anomala (Keyserling, 1882)
- Tara gratiosa (Rainbow, 1920)
- Tara parvula (Keyserling, 1883)

## Taraxella
Taraxella Wanless, 1984
- Taraxella hillyardi Wanless, 1987
- Taraxella petrensis Wanless, 1987
- Taraxella reinholdae Wanless, 1987
- Taraxella solitaria Wanless, 1984
- Taraxella sumatrana Wanless, 1987

## Tariona
Tariona Simon, 1902
- Tariona albibarbis (Mello-Leitão, 1947)
- Tariona bruneti Simon, 1903
- Tariona gounellei Simon, 1902
- Tariona maculata Franganillo, 1930
- Tariona mutica Simon, 1903

## Tarne
Tarne Simon, 1886
- Tarne dives Simon, 1886

## Tarodes
Tarodes Pocock, 1899
- Tarodes lineatus Pocock, 1899

## Tasa
Tasa Wesolowska, 1981
- Tasa davidi (Schenkel, 1963)
- Tasa nipponica Bohdanowicz & Prószyński, 1987

## Tatari
Tatari Berland, 1938
- Tatari multispinosus Berland, 1938

## Tauala
Tauala Wanless, 1988
- Tauala alveolatus Wanless, 1988
- Tauala athertonensis Gardzinska, 1996
- Tauala australiensis Wanless, 1988
- Tauala daviesae Wanless, 1988
- Tauala elongata Peng & Li, 2002
- Tauala lepidus Wanless, 1988
- Tauala minutus Wanless, 1988
- Tauala splendidus Wanless, 1988

## Telamonia
Telamonia Thorell, 1887
- Telamonia agapeta (Thorell, 1881)
- Telamonia annulipes Peckham & Peckham, 1907
- Telamonia bombycina (Simon, 1902)
- Telamonia borreyi Berland & Millot, 1941
  - Telamonia borreyi minor Berland & Millot, 1941
- Telamonia caprina (Simon, 1903)
- Telamonia coeruleostriata (Doleschall, 1859)
- Telamonia comosissima (Simon, 1886)
- Telamonia cristata Peckham & Peckham, 1907
- Telamonia dimidiata (Simon, 1899)
- Telamonia dissimilis Próchniewicz, 1990
- Telamonia elegans (Thorell, 1887)
- Telamonia festiva Thorell, 1887
  - Telamonia festiva nigrina (Simon, 1903)
- Telamonia formosa (Simon, 1902)
- Telamonia hasselti (Thorell, 1878)
- Telamonia jolensis (Simon, 1902)
- Telamonia laecta Próchniewicz, 1990
- Telamonia latruncula (Thorell, 1877)
- Telamonia leopoldi Roewer, 1938
- Telamonia livida (Karsch, 1880)
- Telamonia luteocincta (Thorell, 1891)
- Telamonia luxiensis Peng et al., 1998
- Telamonia mandibulata Hogg, 1915
- Telamonia masinloc Barrion & Litsinger, 1995
- Telamonia mundula (Thorell, 1877)
- Telamonia mustelina Simon, 1901
- Telamonia parangfestiva Barrion & Litsinger, 1995
- Telamonia peckhami Thorell, 1891
- Telamonia prima Próchniewicz, 1990
- Telamonia resplendens Peckham & Peckham, 1907
- Telamonia scalaris (Thorell, 1881)
- Telamonia setosa (Karsch, 1880)
- Telamonia sikkimensis (Tikader, 1967)
- Telamonia sponsa (Simon, 1902)
- Telamonia trabifera (Thorell, 1881)
- Telamonia trinotata Simon, 1903
- Telamonia trochilus (Doleschall, 1859)
- Telamonia vidua Hogg, 1915
- Telamonia virgata Simon, 1903
- Telamonia vlijmi Prószyński, 1984

## Terralonus
Terralonus Maddison, 1996
- Terralonus banksi (Roewer, 1951)
- Terralonus californicus (Peckham & Peckham, 1888)
- Terralonus fraternus (Banks, 1932)
- Terralonus mylothrus (Chamberlin, 1925)
- Terralonus shaferi (Gertsch & Riechert, 1976)
- Terralonus unicus (Chamberlin & Gertsch, 1930)
- Terralonus versicolor (Peckham & Peckham, 1909)

## Thammaca
Thammaca Simon, 1902
- Thammaca coriacea Simon, 1902
- Thammaca nigritarsis Simon, 1902

## Theriella
Theriella Braul & Lise, 1996
- Theriella bertoncelloi Braul & Lise, 2003
- Theriella galianoae Braul & Lise, 1996
- Theriella tenuistyla (Galiano, 1970)

## Thianella
Thianella Strand, 1907
- Thianella disjuncta Strand, 1907

## Thiania
Thiania C. L. Koch, 1846
- Thiania abdominalis Żabka, 1985
- Thiania aura Dyal, 1935
- Thiania bhamoensis Thorell, 1887
- Thiania cavaleriei Schenkel, 1963
- Thiania chrysogramma Simon, 1901
- Thiania coelestis (Karsch, 1880)
- Thiania cupreonitens (Simon, 1899)
- Thiania demissa (Thorell, 1892)
- Thiania formosissima (Thorell, 1890)
- Thiania gazellae (Karsch, 1878)
- Thiania humilis (Thorell, 1877)
- Thiania inermis (Karsch, 1897)
- Thiania jucunda Thorell, 1890
- Thiania luteobrachialis Schenkel, 1963
- Thiania pulcherrima C. L. Koch, 1846
- Thiania simplicissima (Karsch, 1880)
- Thiania sinuata Thorell, 1890
- Thiania suboppressa Strand, 1907
- Thiania subserena Simon, 1901
- Thiania viscaensis Barrion & Litsinger, 1995

## Thianitara
Thianitara Simon, 1903
- Thianitara spectrum Simon, 1903

## Thiodina
Thiodina Simon, 1900
- Thiodina branicki (Taczanowski, 1871)
- Thiodina candida Mello-Leitão, 1922
- Thiodina cockerelli (Peckham & Peckham, 1901)
- Thiodina crucifera (F. O. P.-Cambridge, 1901)
- Thiodina germaini Simon, 1900
- Thiodina hespera Richman & Vetter, 2004
- Thiodina inerma Bryant, 1940
- Thiodina melanogaster Mello-Leitão, 1917
- Thiodina nicoleti Roewer, 1951
- Thiodina pallida (C. L. Koch, 1846)
- Thiodina peckhami (Bryant, 1940)
- Thiodina pseustes Chamberlin & Ivie, 1936
- Thiodina puerpera (Hentz, 1846)
- Thiodina punctulata Mello-Leitão, 1917
- Thiodina rishwani Makhan, 2006
- Thiodina robusta Mello-Leitão, 1945
- Thiodina setosa Mello-Leitão, 1947
- Thiodina sylvana (Hentz, 1846)
- Thiodina vaccula Simon, 1900
- Thiodina vellardi Soares & Camargo, 1948

## Thiratoscirtus
Thiratoscirtus Simon, 1886
- Thiratoscirtus alveolus Wesolowska & A. Russell-Smith, 2011
- Thiratoscirtus bipaniculus Wesolowska & A. Russell-Smith, 2011
- Thiratoscirtus capito Simon, 1903
- Thiratoscirtus cinctus (Thorell, 1899)
- Thiratoscirtus fuscorufescens Strand, 1906
- Thiratoscirtus gambari Wesolowska & A. Russell-Smith, 2011
- Thiratoscirtus harpago Wesolowska & A. Russell-Smith, 2011
- Thiratoscirtus mirabilis Wesolowska & A. Russell-Smith, 2011
- Thiratoscirtus monstrum Wesolowska & A. Russell-Smith, 2011
- Thiratoscirtus niveimanus Simon, 1886
- Thiratoscirtus obudu Wesolowska & A. Russell-Smith, 2011
- Thiratoscirtus patagonicus Simon, 1886
- Thiratoscirtus torquatus Simon, 1903
- Thiratoscirtus versicolor Simon, 1902
- Thiratoscirtus vilis Wesolowska & A. Russell-Smith, 2011
- Thiratoscirtus yorubanus Wesolowska & A. Russell-Smith, 2011

## Thorelliola
Thorelliola Strand, 1942
- Thorelliola biapophysis Gardzinska & Patoleta, 1997
- Thorelliola cyrano Szüts & De Bakker, 2004
- Thorelliola dissimilis Gardzińska, 2009
- Thorelliola doryphora (Thorell, 1881)
- Thorelliola dumicola Berry, Beatty & Prószyński, 1997
- Thorelliola ensifera (Thorell, 1877)
- Thorelliola glabra Gardzinska & Patoleta, 1997
- Thorelliola javaensis Gardzinska & Patoleta, 1997
- Thorelliola mahunkai Szüts, 2002
- Thorelliola monoceros (Karsch, 1881)
- Thorelliola pallidula Gardzińska, 2009
- Thorelliola truncilonga Gardzinska & Patoleta, 1997

## Thrandina
Thrandina Maddison, 2006
- Thrandina parocula Maddison, 2006

## Thyene
Thyene Simon, 1885
- Thyene aperta (Peckham & Peckham, 1903)
- Thyene australis Peckham & Peckham, 1903
- Thyene benjamini Prószyński & Deeleman-Reinhold, 2010
- Thyene bilineata Lawrence, 1927
  - Thyene bilineata striatipes Lawrence, 1927
- Thyene bivittata Xie & Peng, 1995
- Thyene bucculenta (Gerstäcker, 1873)
- Thyene chopardi Berland & Millot, 1941
- Thyene coccineovittata (Simon, 1886)
- Thyene concinna (Keyserling, 1881)
- Thyene corcula (Pavesi, 1895)
- Thyene coronata Simon, 1902
- Thyene dakarensis (Berland & Millot, 1941)
- Thyene damarensis Lawrence, 1927
- Thyene dancala Caporiacco, 1947
- Thyene decora (Simon, 1902)
- Thyene gangoides Prószyński & Deeleman-Reinhold, 2010
- Thyene grassei (Berland & Millot, 1941)
- Thyene hesperia (Simon, 1910)
- Thyene imperialis (Rossi, 1846)
- Thyene inflata (Gerstäcker, 1873)
- Thyene leighi (Peckham & Peckham, 1903)
- Thyene longula (Simon, 1902)
- Thyene manipisa (Barrion & Litsinger, 1995)
- Thyene natalii Peckham & Peckham, 1903
- Thyene nigriceps (Caporiacco, 1949)
- Thyene ocellata (Thorell, 1899)
- Thyene ogdeni Peckham & Peckham, 1903
  - Thyene ogdeni nyukiensis Lessert, 1925
- Thyene orbicularis (Gerstäcker, 1873)
- Thyene orientalis Żabka, 1985
- Thyene ornata Wesolowska & Tomasiewicz, 2008
- Thyene phragmitigrada Metzner, 1999
- Thyene pulchra Peckham & Peckham, 1903
- Thyene punctiventer (Karsch, 1879)
- Thyene radialis Xie & Peng, 1995
- Thyene rubricoronata (Strand, 1911)
- Thyene scalarinota Strand, 1907
- Thyene semiargentea (Simon, 1884)
- Thyene sexplagiata (Simon, 1910)
- Thyene similis Wesolowska & van Harten, 2002
- Thyene splendida Caporiacco, 1939
- Thyene striatipes (Caporiacco, 1939)
- Thyene subsplendens Caporiacco, 1947
- Thyene tamatavi (Vinson, 1863)
- Thyene thyenioides (Lessert, 1925)
- Thyene triangula Xie & Peng, 1995
- Thyene typica Jastrzebski, 2006
- Thyene varians Peckham & Peckham, 1901
- Thyene villiersi Berland & Millot, 1941
- Thyene vittata Simon, 1902
- Thyene yuxiensis Xie & Peng, 1995

## Thyenillus
Thyenillus Simon, 1910
- Thyenillus fernandensis Simon, 1910

## Thyenula
Thyenula Simon, 1902
- Thyenula ammonis Denis, 1947
- Thyenula arcana (Wesolowska & Cumming, 2008)
- Thyenula armata Wesolowska, 2001
- Thyenula aurantiaca (Simon, 1902)
- Thyenula fidelis Wesolowska & Haddad, 2009
- Thyenula hortensis Wesolowska & Cumming, 2008
- Thyenula juvenca Simon, 1902
- Thyenula magna Wesolowska & Haddad, 2009
- Thyenula oranjensis Wesolowska, 2001
- Thyenula sempiterna Wesolowska, 2000

## Titanattus
Titanattus Peckham & Peckham, 1885
- Titanattus cretatus Chickering, 1946
- Titanattus notabilis (Mello-Leitão, 1943)
- Titanattus novarai Caporiacco, 1955
- Titanattus paganus Chickering, 1946
- Titanattus pallidus Mello-Leitão, 1943
- Titanattus pegaseus Simon, 1900
- Titanattus saevus Peckham & Peckham, 1885

## Toloella
Toloella Chickering, 1946
- Toloella eximia Chickering, 1946

## Tomobella
Tomobella Szüts & Scharff, 2009
- Tomobella andasibe (Maddison & Zhang, 2006)
- Tomobella fotsy Szüts & Scharff, 2009

## Tomocyrba
Tomocyrba Simon, 1900
- Tomocyrba barbata Simon, 1900
- Tomocyrba berniae Szüts & Scharff, 2009
- Tomocyrba decollata Simon, 1900
- Tomocyrba griswoldi Szüts & Scharff, 2009
- Tomocyrba thaleri Szüts & Scharff, 2009
- Tomocyrba ubicki Szüts & Scharff, 2009

## Tomomingi
Tomomingi Szüts & Scharff, 2009
- Tomomingi holmi (Prószyński & Żabka, 1983)
- Tomomingi keinoi (Prószyński & Żabka, 1983)
- Tomomingi kikuyu (Prószyński & Żabka, 1983)
- Tomomingi nywele Szüts & Scharff, 2009
- Tomomingi silvae Szüts & Scharff, 2009
- Tomomingi sjostedti (Lessert, 1925)
- Tomomingi wastani Szüts & Scharff, 2009

## Toticoryx
Toticoryx Rollard & Wesolowska, 2002
- Toticoryx exilis Rollard & Wesolowska, 2002

## Trite
Trite Simon, 1885
- Trite albopilosa (Keyserling, 1883)
- Trite auricoma (Urquhart, 1886)
- Trite concinna Rainbow, 1920
- Trite gracilipalpis Berland, 1929
- Trite herbigrada (Urquhart, 1889)
- Trite ignipilosa Berland, 1924
- Trite lineata Simon, 1885
- Trite longipalpis Marples, 1955
- Trite longula (Thorell, 1881)
- Trite mustilina (Powell, 1873)
- Trite ornata Rainbow, 1915
- Trite parvula (Bryant, 1935)
- Trite pennata Simon, 1885
- Trite planiceps Simon, 1899
- Trite ponapensis Berry, Beatty & Prószyński, 1997
- Trite rapaensis Berland, 1942
- Trite urvillei (Dalmas, 1917)
- Trite vulpecula (Thorell, 1881)

## Trydarssus
Trydarssus Galiano, 1995
- Trydarssus nobilitatus (Nicolet, 1849)
- Trydarssus pantherinus (Mello-Leitão, 1946)

## Tullgrenella
Tullgrenella Mello-Leitão, 1941
- Tullgrenella corrugata Galiano, 1981
- Tullgrenella didelphis (Simon, 1886)
- Tullgrenella gertschi Galiano, 1981
- Tullgrenella guayapae Galiano, 1970
- Tullgrenella lunata (Mello-Leitão, 1944)
- Tullgrenella melanica (Mello-Leitão, 1941)
- Tullgrenella morenensis (Tullgren, 1905)
- Tullgrenella musica (Mello-Leitão, 1945)
- Tullgrenella peniaflorensis Galiano, 1970
- Tullgrenella quadripunctata (Mello-Leitão, 1944)
- Tullgrenella selenita Galiano, 1970
- Tullgrenella serrana Galiano, 1970
- Tullgrenella yungae Galiano, 1970

## Tulpius
Tulpius Peckham & Peckham, 1896
- Tulpius gauchus Bauab & Soares, 1983
- Tulpius hilarus Peckham & Peckham, 1896

## Tusitala
Tusitala Peckham & Peckham, 1902
- Tusitala barbata Peckham & Peckham, 1902
  - Tusitala barbata longipalpis Lessert, 1925
- Tusitala discibulba Caporiacco, 1941
- Tusitala guineensis Berland & Millot, 1941
- Tusitala hirsuta Peckham & Peckham, 1902
- Tusitala lutzi Lessert, 1927
- Tusitala lyrata (Simon, 1903)
- Tusitala proxima Wesolowska & Russell-Smith, 2000
- Tusitala unica Wesolowska & Russell-Smith, 2000
- Tusitala yemenica Wesolowska & van Harten, 1994

## Tutelina
Tutelina Simon, 1901
- Tutelina elegans (Hentz, 1846)
- Tutelina formicaria (Emerton, 1891)
- Tutelina harti (Peckham, 1891)
- Tutelina purpurina Mello-Leitão, 1948
- Tutelina rosenbergi Simon, 1901
- Tutelina similis (Banks, 1895)

## Tuvaphantes
Tuvaphantes Logunov, 1993
- Tuvaphantes arat Logunov, 1993
- Tuvaphantes insolitus (Logunov, 1991)

## Tylogonus
Tylogonus Simon, 1902
- Tylogonus auricapillus Simon, 1902
- Tylogonus chiriqui Galiano, 1994
- Tylogonus miles Simon, 1903
- Tylogonus parabolicus Galiano, 1985
- Tylogonus pichincha Galiano, 1985
- Tylogonus prasinus Simon, 1902
- Tylogonus putumayo Galiano, 1985
- Tylogonus vachoni Galiano, 1960
- Tylogonus viridimicans (Simon, 1901)

## Udalmella
Udalmella Galiano, 1994
- Udalmella gamboa Galiano, 1994

## Udvardya
Udvardya Prószyński, 1992
- Udvardya elegans (Szombathy, 1915)

## Ugandinella
Ugandinella Wesolowska, 2006
- Ugandinella formicula Wesolowska, 2006

## Uluella
Uluella Chickering, 1946
- Uluella formosa Chickering, 1946

## Uroballus
Uroballus Simon, 1902
- Uroballus henicurus Simon, 1902
- Uroballus octovittatus Simon, 1902
- Uroballus peckhami Żabka, 1985

## Urogelides
Urogelides Żabka, 2009
- Urogelides daviesae Żabka, 2009

## Uxuma
Uxuma Simon, 1902
- Uxuma impudica Simon, 1902

## Vailimia
Vailimia Kammerer, 2006
- Vailimia longitibia Guo, Zhang & Zhu, 2011
- Vailimia masinei (Peckham & Peckham, 1907)

## Vatovia
Vatovia Caporiacco, 1940
- Vatovia albosignata Caporiacco, 1940

## Veissella
Veissella Wanless, 1984
- Veissella durbani (Peckham & Peckham, 1903)
- Veissella milloti Logunov & Azarkina, 2008

## Viciria
Viciria Thorell, 1877
- Viciria alba Peckham & Peckham, 1903
- Viciria albocincta Thorell, 1899
- Viciria albolimbata Simon, 1885
- Viciria arrogans Peckham & Peckham, 1907
- Viciria chabanaudi Fage, 1923
- Viciria chrysophaea Simon, 1903
- Viciria concolor Peckham & Peckham, 1907
- Viciria detrita Strand, 1922
- Viciria diademata Simon, 1902
- Viciria diatreta Simon, 1902
- Viciria epileuca Simon, 1903
- Viciria equestris Simon, 1903
  - Viciria equestris pallida Berland & Millot, 1941
- Viciria flavipes Peckham & Peckham, 1903
- Viciria flavolimbata Simon, 1910
- Viciria longiuscula Thorell, 1899
- Viciria lucida Peckham & Peckham, 1907
- Viciria minima Reimoser, 1934
- Viciria miranda Peckham & Peckham, 1907
- Viciria moesta Peckham & Peckham, 1907
- Viciria mondoni Berland & Millot, 1941
- Viciria monodi Berland & Millot, 1941
- Viciria niveimana Simon, 1902
- Viciria pallens Thorell, 1877
- Viciria paludosa Peckham & Peckham, 1907
- Viciria pavesii Thorell, 1877
- Viciria peckhamorum Lessert, 1927
- Viciria petulans Peckham & Peckham, 1907
- Viciria polysticta Simon, 1902
- Viciria praemandibularis (Hasselt, 1893)
- Viciria prenanti Berland & Millot, 1941
- Viciria rhinoceros Hasselt, 1894
- Viciria scintillans Simon, 1910
- Viciria semicoccinea Simon, 1902
- Viciria tergina Simon, 1903
- Viciria thoracica Thorell, 1899

## Vinnius
Vinnius Simon, 1902
- Vinnius buzius Braul & Lise, 2002
- Vinnius camacan Braul & Lise, 2002
- Vinnius subfasciatus (C. L. Koch, 1846)
- Vinnius uncatus Simon, 1902

## Viroqua
Viroqua Peckham & Peckham, 1901
- Viroqua ultima (L. Koch, 1881)

## Wallaba
Wallaba Mello-Leitão, 1940
- Wallaba albopalpis (Peckham & Peckham, 1901)
- Wallaba decora Bryant, 1943
- Wallaba metallica Mello-Leitão, 1940

## Wanlessia
Wanlessia Wijesinghe, 1992
- Wanlessia denticulata Peng, Tso & Li, 2002
- Wanlessia sedgwicki Wijesinghe, 1992

## Wedoquella
Wedoquella Galiano, 1984
- Wedoquella denticulata Galiano, 1984
- Wedoquella macrothecata Galiano, 1984
- Wedoquella punctata (Tullgren, 1905)

## Wesolowskana
Wesolowskana Koçak & Kemal, 2008
- Wesolowskana lymphatica (Wesolowska, 1989)
- Wesolowskana marginella (Simon, 1883)

## Xenocytaea
Xenocytaea Berry, Beatty & Prószyński, 1998
- Xenocytaea anomala Berry, Beatty & Prószyński, 1998
- Xenocytaea daviesae Berry, Beatty & Prószyński, 1998
- Xenocytaea maddisoni Berry, Beatty & Prószyński, 1998
- Xenocytaea stanislawi Patoleta, 2011
- Xenocytaea taveuniensis Patoleta, 2011
- Xenocytaea triramosa Berry, Beatty & Prószyński, 1998
- Xenocytaea victoriensis Patoleta, 2011
- Xenocytaea vonavonensis Patoleta, 2011
- Xenocytaea zabkai Berry, Beatty & Prószyński, 1998

## Xuriella
Xuriella Wesolowska & Russell-Smith, 2000
- Xuriella marmorea Wesolowska & van Harten, 2007
- Xuriella prima Wesolowska & Russell-Smith, 2000

## Yacuitella
Yacuitella Galiano, 1999
- Yacuitella nana Galiano, 1999

## Yaginumaella
Yaginumaella Prószyński, 1979
- Yaginumaella badongensis Song & Chai, 1992
- Yaginumaella bhutanica Żabka, 1981
- Yaginumaella bilaguncula Xie & Peng, 1995
- Yaginumaella bulbosa Peng, Tang & Li, 2008
- Yaginumaella cambridgei Żabka, 1981
- Yaginumaella falcata Zhu et al., 2005
- Yaginumaella flexa Song & Chai, 1992
- Yaginumaella gogonaica Żabka, 1981
- Yaginumaella helvetorum Żabka, 1981
- Yaginumaella hybrida Żabka, 1981
- Yaginumaella hyogoensis Bohdanowicz & Prószyński, 1987
- Yaginumaella incognita Żabka, 1981
- Yaginumaella intermedia Żabka, 1981
- Yaginumaella lobata Peng, Tso & Li, 2002
- Yaginumaella longnanensis Yang, Tang & Kim, 1997
- Yaginumaella lushiensis Zhang & Zhu, 2007
- Yaginumaella medvedevi Prószyński, 1979
- Yaginumaella montana Żabka, 1981
- Yaginumaella nanyuensis Xie & Peng, 1995
- Yaginumaella nepalica Żabka, 1980
- Yaginumaella nobilis Żabka, 1981
- Yaginumaella nova Żabka, 1981
- Yaginumaella orientalis Żabka, 1981
- Yaginumaella originalis Żabka, 1981
- Yaginumaella pilosa Żabka, 1981
- Yaginumaella senchalensis Prószyński, 1992
- Yaginumaella silvatica Żabka, 1981
- Yaginumaella simoni Żabka, 1981
- Yaginumaella stemmleri Żabka, 1981
- Yaginumaella strandi Żabka, 1981
- Yaginumaella striatipes (Grube, 1861)
- Yaginumaella supina Żabka, 1981
- Yaginumaella tenella Żabka, 1981
- Yaginumaella tenzingi Żabka, 1980
- Yaginumaella thakkholaica Żabka, 1980
- Yaginumaella thimphuica Żabka, 1981
- Yaginumaella urbanii Żabka, 1981
- Yaginumaella variformis Song & Chai, 1992
- Yaginumaella versicolor Żabka, 1981
- Yaginumaella wangdica Żabka, 1981
- Yaginumaella wuermli Żabka, 1981

## Yaginumanis
Yaginumanis Wanless, 1984
- Yaginumanis cheni Peng & Li, 2002
- Yaginumanis sexdentatus (Yaginuma, 1967)
- Yaginumanis wanlessi Zhang & Li, 2005

## Yamangalea
Yamangalea Maddison, 2009
- Yamangalea frewana Maddison, 2009

## Yepoella
Yepoella Galiano, 1970
- Yepoella crassistylis Galiano, 1970

## Yllenus
Yllenus Simon, 1868
- Yllenus albifrons (Lucas, 1846)
- Yllenus albocinctus (Kroneberg, 1875)
- Yllenus algarvensis Logunov & Marusik, 2003
- Yllenus aralicus Logunov & Marusik, 2003
- Yllenus arenarius Menge, 1868
- Yllenus auriceps (Denis, 1966)
- Yllenus auspex (O. P.-Cambridge, 1885)
- Yllenus bactrianus Andreeva, 1976
- Yllenus bajan Prószyński, 1968
- Yllenus bakanas Logunov & Marusik, 2003
- Yllenus baltistanus Caporiacco, 1935
- Yllenus bator Prószyński, 1968
- Yllenus bucharensis Logunov & Marusik, 2003
- Yllenus caspicus Ponomarev, 1978
- Yllenus charynensis Logunov & Marusik, 2003
- Yllenus coreanus Prószyński, 1968
- Yllenus dalaensis Logunov & Marusik, 2003
- Yllenus desertus Wesolowska, 1991
- Yllenus dunini Logunov & Marusik, 2003
- Yllenus erzinensis Logunov & Marusik, 2003
- Yllenus flavociliatus Simon, 1895
- Yllenus gajdosi Logunov & Marusik, 2000
- Yllenus gavdos Logunov & Marusik, 2003
- Yllenus gregoryi Logunov, 2010
- Yllenus guseinovi Logunov & Marusik, 2003
- Yllenus halugim Logunov & Marusik, 2003
- Yllenus hamifer Simon, 1895
- Yllenus horvathi Chyzer, 1891
- Yllenus improcerus Wesolowska & van Harten, 1994
- Yllenus kalkamanicus Logunov & Marusik, 2000
- Yllenus karakumensis Logunov & Marusik, 2003
- Yllenus karnai Logunov & Marusik, 2003
- Yllenus knappi Wesolowska & van Harten, 1994
- Yllenus kononenkoi Logunov & Marusik, 2003
- Yllenus kotchevnik Logunov & Marusik, 2003
- Yllenus kulczynskii Punda, 1975
- Yllenus logunovi Wesolowska & van Harten, 2010
- Yllenus lyachovi Logunov & Marusik, 2000
- Yllenus maoniuensis (Liu, Wang & Peng, 1991)
- Yllenus marusiki Logunov, 1993
- Yllenus mirabilis Logunov & Marusik, 2003
- Yllenus mirandus Wesolowska, 1996
- Yllenus mongolicus Prószyński, 1968
- Yllenus murgabicus Logunov & Marusik, 2003
- Yllenus namulinensis Hu, 2001
- Yllenus nigritarsis Logunov & Marusik, 2003
- Yllenus nurataus Logunov & Marusik, 2003
- Yllenus pamiricus Logunov & Marusik, 2003
- Yllenus pavlenkoae Logunov & Marusik, 2003
- Yllenus pseudobajan Logunov & Marusik, 2003
- Yllenus pseudovalidus Logunov & Marusik, 2003
- Yllenus ranunculus Thorell, 1875
- Yllenus robustior Prószyński, 1968
- Yllenus rotundiorificus Logunov & Marusik, 2000
- Yllenus saliens O. P.-Cambridge, 1876
- Yllenus salsicola (Simon, 1937)
- Yllenus shakhsenem Logunov & Marusik, 2003
- Yllenus squamifer (Simon, 1881)
- Yllenus tamdybulak Logunov & Marusik, 2003
- Yllenus tschoni (Caporiacco, 1936)
- Yllenus turkestanicus Logunov & Marusik, 2003
- Yllenus tuvinicus Logunov & Marusik, 2000
- Yllenus uiguricus Logunov & Marusik, 2003
- Yllenus univittatus (Simon, 1871)
- Yllenus uzbekistanicus Logunov & Marusik, 2003
- Yllenus validus (Simon, 1889)
- Yllenus vittatus Thorell, 1875
- Yllenus zaraensis Logunov, 2009
- Yllenus zhilgaensis Logunov & Marusik, 2003
- Yllenus zyuzini Logunov & Marusik, 2003

## Yogetor
Yogetor Wesolowska & Russell-Smith, 2000
- Yogetor bellus Wesolowska & Russell-Smith, 2000
- Yogetor spiralis Wesolowska & Tomasiewicz, 2008

## Zebraplatys
Zebraplatys Żabka, 1992
- Zebraplatys bulbus Peng, Tso & Li, 2002
- Zebraplatys fractivittata (Simon, 1909)
- Zebraplatys harveyi Żabka, 1992
- Zebraplatys keyserlingi Żabka, 1992
- Zebraplatys quinquecingulata (Simon, 1909)

## Zenodorus
Zenodorus Peckham & Peckham, 1886
- Zenodorus albertisi (Thorell, 1881)
- Zenodorus arcipluvii (Peckham & Peckham, 1901)
- Zenodorus asper (Karsch, 1878)
- Zenodorus danae Hogg, 1915
- Zenodorus durvillei (Walckenaer, 1837)
- Zenodorus formosus (Rainbow, 1899)
- Zenodorus jucundus (Rainbow, 1912)
- Zenodorus juliae (Thorell, 1881)
- Zenodorus lepidus (Guérin, 1834)
- Zenodorus marginatus (Simon, 1902)
- Zenodorus metallescens (L. Koch, 1879)
- Zenodorus microphthalmus (L. Koch, 1881)
- Zenodorus niger (Karsch, 1878)
- Zenodorus obscurofemoratus (Keyserling, 1883)
- Zenodorus orbiculatus (Keyserling, 1881)
- Zenodorus ponapensis Berry, Beatty & Prószyński, 1996
- Zenodorus pupulus (Thorell, 1881)
- Zenodorus pusillus (Strand, 1913)
- Zenodorus rhodopae Hogg, 1915
- Zenodorus syrinx Hogg, 1915
- Zenodorus variatus Pocock, 1899
- Zenodorus varicans (Thorell, 1881)
- Zenodorus wangillus Strand, 1911

## Zeuxippus
Zeuxippus Thorell, 1891
- Zeuxippus atellanus Thorell, 1895
- Zeuxippus histrio Thorell, 1891
- Zeuxippus pallidus Thorell, 1895
- Zeuxippus yunnanensis Peng & Xie, 1995

## Zulunigma
Zulunigma Wesolowska & Cumming, 2011
- Zulunigma incognita (Wesolowska & Haddad, 2009)

## Zuniga
Zuniga Peckham & Peckham, 1892
- Zuniga laeta (Peckham & Peckham, 1892)
- Zuniga magna Peckham & Peckham, 1892

## Zygoballus
Zygoballus Peckham & Peckham, 1885
- Zygoballus amrishi Makhan, 2005
- Zygoballus aschnae Makhan, 2005
- Zygoballus concolor Bryant, 1940

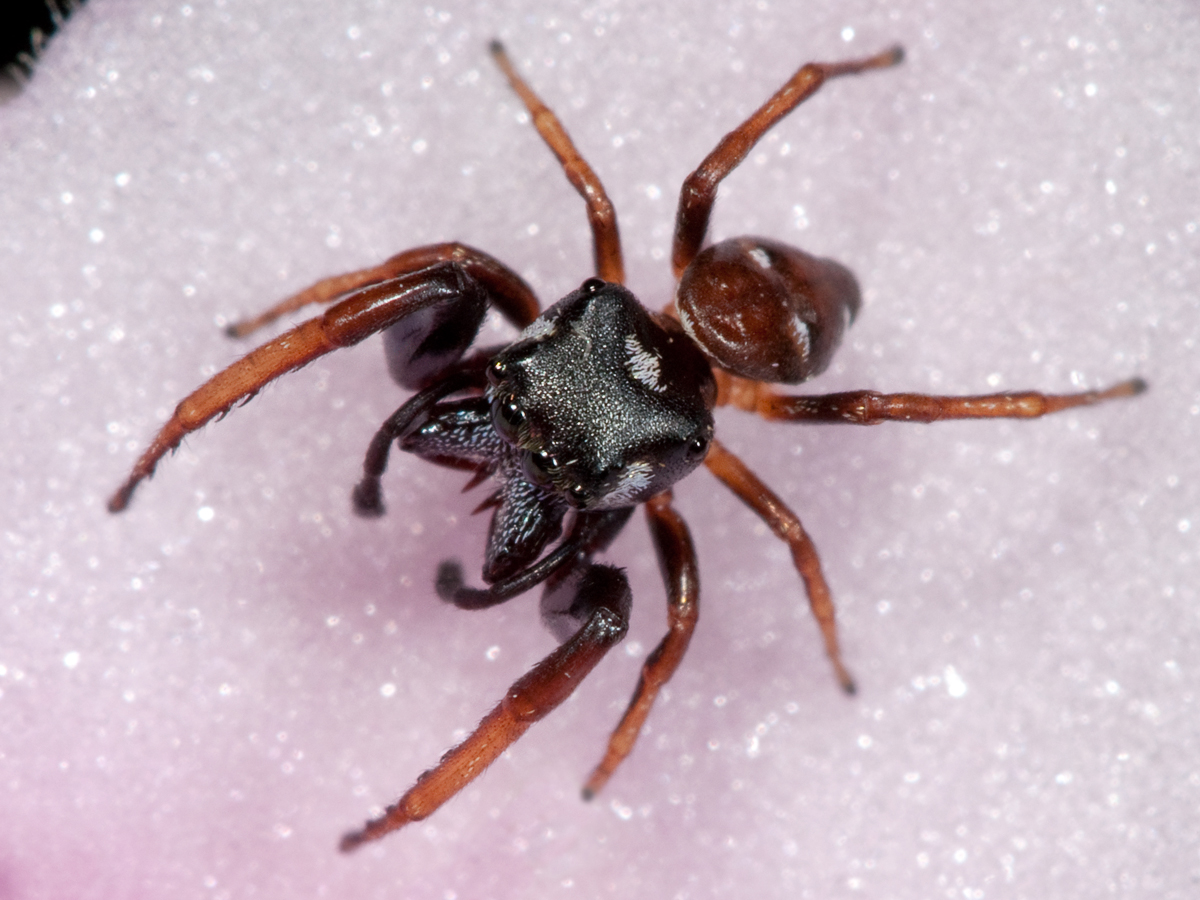
Zygoballus sexpunctatus

- Zygoballus electus Chickering, 1946
- Zygoballus gracilipes Crane, 1945
- Zygoballus incertus (Banks, 1929)
- Zygoballus iridescens Banks, 1895
- Zygoballus lineatus (Mello-Leitão, 1944)
- Zygoballus maculatipes Petrunkevitch, 1925
- Zygoballus maculatus F. O. P.-Cambridge, 1901
- Zygoballus melloleitaoi Galiano, 1980
- Zygoballus minutus Peckham & Peckham, 1896
- Zygoballus nervosus (Peckham & Peckham, 1888)
- Zygoballus optatus Chickering, 1946
- Zygoballus remotus Peckham & Peckham, 1896
- Zygoballus rishwani Makhan, 2005
- Zygoballus rufipes Peckham & Peckham, 1885
- Zygoballus sexpunctatus (Hentz, 1845)
- Zygoballus suavis Peckham & Peckham, 1895
- Zygoballus tibialis F. O. P.-Cambridge, 1901